# L'Arc〜en〜Ciel
L'Arc〜en〜Ciel（ラルク アン シエル）は、日本の4人組ロックバンド。通称・略称は、主に「ラルク」が用いられている。

## 概略
1991年にtetsuya(Ba.)を中心に結成。現在バンドに在籍するメンバーはtetsuyaを含め、hyde(Vo.)、ken(Gt.)、yukihiro(Dr.)の4名。過去にはhiro(Gt.)、pero(Dr.)、sakura(Dr.)がメンバーとして参加していた。バンド名はフランス語で"虹"を表しており、tetsuyaにより名付けられている。
1993年に発表した1stアルバム『DUNE』がインディーズチャートで首位を獲得するなど、インディーズシーンで絶大な人気を得て、1994年7月にビデオシングル「眠りによせて」でメジャーデビューを果たす。1990年代は「flower」「虹」「winter fall」「HONEY」「花葬」「Driver's High」などの楽曲でヒットを記録し、2000年代・2010年代には「NEO UNIVERSE」「READY STEADY GO」「叙情詩」「MY HEART DRAWS A DREAM」「DAYBREAK'S BELL」「DRINK IT DOWN」「X X X」などでチャート首位を獲得。そして現在までに、計12作品のスタジオ・アルバムを発表している。
楽曲は、バンド活動の最初期の頃に、メンバーがルーツとする1980年代のニューウェイヴやポストパンクからの影響を感じるものが多く発表されている。そして活動を進めるにつれて、グランジやオルタナティヴ・ロックなど、様々な時代の刺激的なサウンドを吸収し、多彩なアレンジを施した独創的なポップ・ミュージックを手掛けるようになっている。また、メンバー4人全員がメインコンポーザーとして作曲を手掛け、多様な方向性のアプローチにつなげている点も、バンドの大きな特徴のひとつとなっている。
1990年代後半以降の活動では、スタジアムクラスの会場で頻繁にライブを行うようになっている。1999年には野外特設会場をまわる全12公演のツアーで65万人を動員、2000年には4大ドームツアーを敢行。さらに2014年には、国立競技場（現：旧国立競技場）の最多収容人数記録となる8万人（2日間計16万人）を集めた公演を開催している。近年は、各メンバーのソロ活動もしくは別バンドでの活動と並行しつつ、日本国外でもライブを行っており、これまでにソウル、台北、上海、香港、シンガポール、バンコク、ジャカルタ、パリ、ロンドン、ホノルル、ボルチモア、ニューヨークといった都市で公演を行っている。なお、2012年にはニューヨークのマディソン・スクウェア・ガーデンで、日本人アーティストとして初めて同所での単独公演を開催している。
マネジメントはMAVERICKが担当。レコード会社はソニー・ミュージックレーベルズの社内レーベル、Ki/oon Musicに所属している。
公式ファンクラブ名はフランス語で"空"を意味する「LE-CIEL」（1995年設立、デジタル版は2021年設立）。公式モバイルサイト名は「L'mobile」（2009年設立）。

## メンバー

### 現メンバー
| メンバープロフィール                                                                                              | ソロプロジェクト・バンド遍歴 | パート |
| --- | --- | --- |
| hyde (読み：ハイド) (本名：寶井 秀人) 1969年1月29日 和歌山県和歌山市出身 詳細は『hyde#人物』の頁を参照            | - Jelsarem's Rod (1990 - 1991) - L'Arc〜en〜Ciel (1991 - ) - KIOTO (1995) - D'ARK〜EN〜CIEL (1996 - 1997) - P'UNK〜EN〜CIEL (2004 - 2012) - HYDE (2001 - ) - VAMPS (2008 - 2017) - THE LAST ROCKSTARS (2022 - )                                                            | - Vocal - Chorus - Guitar - Keyboard - Programming - Blues Harp - Alto Saxophones - Hand Clap - Tambourine (ライブ) - Conga (ライブ) - Whistle (ライブ) |
| ken (読み：ケン) (本名：北村 健) 1968年11月28日 滋賀県米原市出身 詳細は『ken#人物』の頁を参照                     | - DOBERMAN (活動期間不明) - Byston-Well (活動期間不明) - THE CLARE (活動期間不明) - L'Arc〜en〜Ciel (1992 - ) - KIOTO (1995) - D'ARK〜EN〜CIEL (1996 - 1997) - P'UNK〜EN〜CIEL (2004 - 2012) - SONS OF ALL PUSSYS (2002 - 2006) - Ken (2006 - )                            | - Guitar (2代目) - Chorus - Keyboard - Vib.piano - Programming - Manipulate - Autoharp - Percussion - Vibraphone - Tambourine - Hand Clap               |
| tetsuya (読み：テツヤ) (本名："非公表") 1969年10月3日 滋賀県米原市出身 詳細は『tetsuya#人物』の頁を参照 ※リーダー | - Byston-Well (活動期間不明) - L'Arc〜en〜Ciel (1991 - ) - KIOTO (1995) - D'ARK〜EN〜CIEL (1996 - 1997) - P'UNK〜EN〜CIEL (2004 - 2012) - TETSUYA (2001 - ) - Like〜an〜Angel (2023 - )                                                                                    | - Bass - Chorus - Guitar - Keyboard - Programming - Percussion - Hand Clap                                                                              |
| yukihiro (読み：ユキヒロ) (本名：淡路 幸宏) 1968年11月24日 千葉県市川市出身 詳細は『yukihiro#人物』の頁を参照     | - GUERRILLA (活動期間不明) - ZI:KILL (1989 - 1990) - OPTIC NERVE (1991) - DIE IN CRIES (1991 - 1995) - yukihiro (1995, 2001) - L'Arc〜en〜Ciel (1998 - ) - P'UNK〜EN〜CIEL (2004 - 2012) - acid android (2001 - ) - geek sleep sheep (2012 - ) - Petit Brabancon (2021 - ) | - Drums (3代目) - Chorus - Guitar - Keyboard - Programming - Sampler - Turntable - Percussion - Grancassa - Tambourine - Shaker - Hand Clap             |

### ライブサポート
| プロフィール                      | パート              | 備考 |
| --------------------------------- | ------------------- | --- |
| 秦野 猛行 (読み：はたの たけゆき) | - Keyboard - Chorus | 1996年から現在に至るまで、ライブにおけるサポートキーボーディストを担当。「賽は投げられた」「the Fourth Avenue Café」「Round and Round」「THE GHOST IN MY ROOM」のレコーディングでは、秦野が共同アレンジャーとして参加している。なお、kenのソロ活動や、MORRIE（DEAD END）のライブなどでもサポートを務めている。 |

## 活動概要

### 1991年：L'Arc〜en〜Ciel結成
バンド結成の経緯

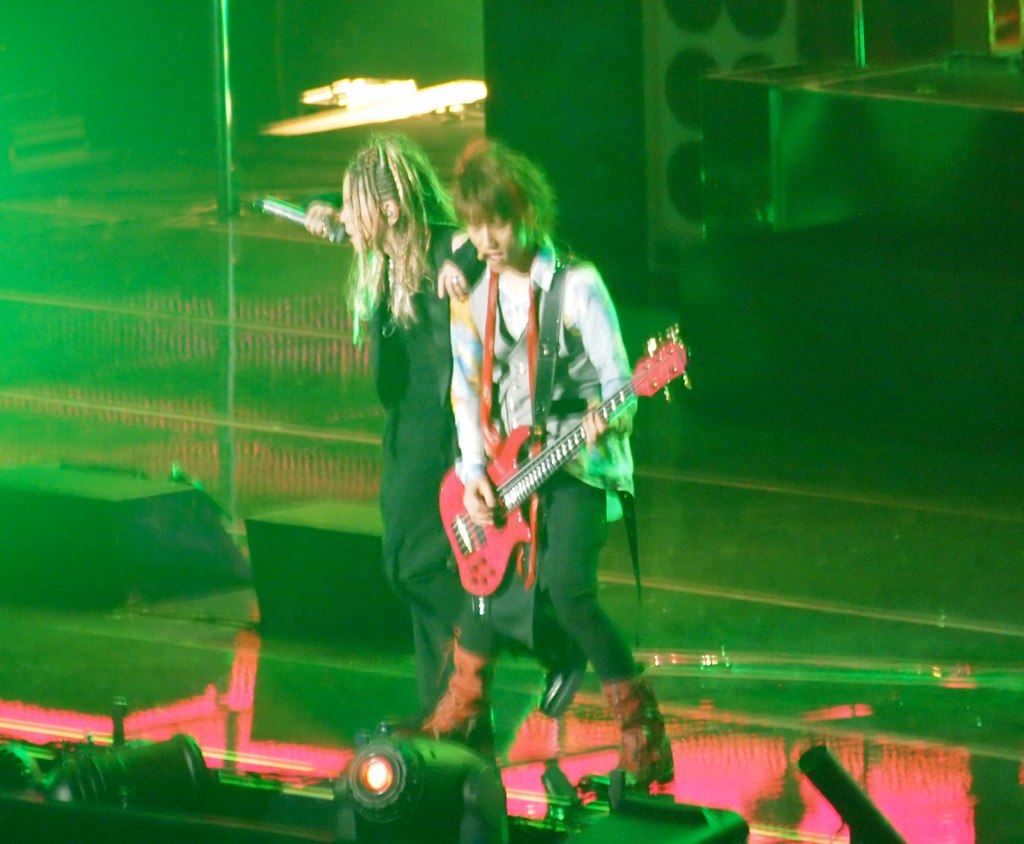
L'Arc〜en〜Cielの結成メンバーであるhyde(左)とtetsuya(右)。2012年3月25日開催のニューヨーク・マディソン・スクエア・ガーデン公演の写真

1990年前後、大阪の有名レコード店（ワルツ堂）でアルバイトをしていたtetsuyaはバンドを組むべくメンバー探しを行っていた。そのような中でtetsuyaは、アルバイト先で当時大阪のシーンで有名だったバンド、BILLY & THE SLUTSのボーカルであるSAMMYと知り合う。そして、SAMMYから「いいギターがいる」と、L'Arc〜en〜Ciel結成メンバーとなるhiroを紹介される。その後tetsuyaは、hiroと2人でバンドを結成する方向で動いていたが、形にならず終わってしまう。このあともメンバーを探すため頻繁にライブハウスを訪れていたtetsuyaは、とあるギタリストに「今度スタジオで音を出そうと思ってる、ちょうどベースがいないから合わせてみる？」と誘われセッションに参加する。そこで、L'Arc〜en〜Cielの結成メンバーとなるhydeとperoに出会う。
一方、hydeもtetsuyaと同様に、バンドを組むべく大阪でメンバー探しを行っていたという。そして、Kiddy Bombsというバンドと知り合い、同バンドのドラマーであるperoと交流を持つようになる。その後、Kiddy Bombsがボーカル脱退に伴い解散状態となり、peroはhydeに「一緒にバンドやろう」と声をかける。こうしてhydeとpero、さらにKiddy Bombsのギタリストとベーシストを加えた4人は、新たなバンド、Jelsarem's Rodを結成する。そして結成してすぐに、ベーシスト以外の3人は、tetsuyaも参加した前述のセッションに赴いたという。
tetsuyaは2010年に発表された書籍のインタビューの中で、セッションを振り返り「課題曲を決めておいて、セッションで何曲か合わせて…お互いに様子見ですよね、お見合いみたいな。peroとhydeは一緒にバンドをやってて、僕は僕で、別のところで、hiroとふたりでメンバーを探してたんですよ」と述懐している。また、hydeは2012年に発表した自叙伝の中で「当時はJelsarem's Rodを作ったばかりだったから、他のバンドには興味が持てなくて。peroが"行こうよ"って言うから行ったけど、ひと通り演奏して帰ったっていう感じだったね。まあ、"上手だな〜""うちのバンドとは全然違うな〜"とは思ったけど」と述懐している。そして、このセッションでhydeとperoと出会ったtetsuyaは、L'Arc〜en〜Ciel結成に向け、大きな一歩を踏み出すことにする。
というのも、tetsuyaはhydeとperoと出会った際に、"hyde、pero、hiro、自分で全部がつながった"、"すごいバンドになる"と直感的に感じたという。そのため、tetsuyaは「自分とバンドを組まないか」とhyde、peroの2人に打診する。ただ、前述の通り「Jelsarem's Rodを結成したばかりだから」という理由でhydeに断られてしまう。それでも諦め切れなかったtetsuyaは、Jelsarem's Rodのライブに足繁く通い、hydeとperoを口説き続けたという。この当時のtetsuyaの熱烈な勧誘を振り返り、hydeは「その時（セッションの時）にtetsuyaは俺らに目をつけてたみたいで。それから、毎回、俺らのバンドのライブに来てくれるようになって、打ち上げにも来たし電話もあったんだけど、"どう？バンド、調子ええ？"って聞くから"うん、調子ええよ"って言うと、"そっか"って残念そうにしてたな（笑）」と述べている。また、後年tetsuyaは当時の自身の行動について「ちょっと今では考えられない（笑）。当時はもっとおしゃべり、おしゃべりじゃないな、積極的な少年やって」と振り返っている。なお、peroはtetsuyaの誘いに乗り気だったようで、tetsuya曰く「"hydeがOKしたら俺はいつでも行くよ"的なことを言ってた」という。
止めどないラヴ・コールを受け続けたhydeは、Jelsarem's Rodの先行きが見えなかったこともあり、tetsuyaと一度セッションすることを決意する。そして1991年2月頃、兵庫県西宮北口駅のスタジオにてhyde、tetsuya、peroに、tetsuyaと共にバンドメンバーを探していたhiroを加えた4人でセッションを行う。このセッションを通じ「やっぱり自分たちのバンドとは全然クオリティーが違う」と感じたhydeは、tetsuyaからの誘いに「一緒にやろう」と返答し、Jelsarem's Rodを解散させ新たなバンドを結成することを決断する。なお、後年hydeは、Jelsarem's Rodの解散を決めたときを振り返り「そうこうしてるうちに、俺らのバンド（Jelsarem's Rod）もすごく行き詰ってきて。毎回、ギターソロは、スケールが外れてるし（笑）。友達としては大好きだったんだけど、バンドとしてこれでは無理だと気がついて来たんだ。その後、Jelsarem's Rodの解散を切り出す事になるんだけど、とてもつらかったのを覚えてる」と綴っている。
こういった紆余曲折があり、hyde（結成当時のアーティスト名義は"hide"）(ボーカル)、hiro (ギター)、tetsuya（結成当時のアーティスト名義は"tetsu"）(ベース)、pero (ドラムス)の4名から成るロックバンド、L'Arc〜en〜Cielが結成された。結成した段階ではバンドにリーダーはいなかったが、hydeの推薦によりtetsuyaがリーダーになっている。hydeは2012年に発表した自叙伝の中で、tetsuyaをリーダーにしようと考えた経緯について「先導が誰かを決める必要があったんだと思う。本人が"リーダーになる"って言えないだろうから"tetsuyaがリーダーに相応しいと思う"って言ったんだよ。tetsuyaは当時からしっかり者だったからね」と述べている。
なお、L'Arc〜en〜Cielは結成後3回にわたりメンバーの脱退・加入が繰り返されているが、新加入したメンバーはいずれもバンドの発起人であるtetsuyaの知り合い、もしくは直接知り合っていないながら奇しくもバンド結成の流れの中に居合わせていた人物となっている。例えば、hiroと入れ替わるかたちで1992年に加入したギタリストのkenは、tetsuyaとバンドを組んでいたことがあった幼馴染で、客としてL'Arc〜en〜Cielを観たこともあった。そして、peroと入れ替わるかたちで1993年に加入したsakuraは、tetsuyaがバイトしていたレコード店に訪れたロックバンド、DEAD ENDでドラムを担当していた湊雅史のローディーを務めており、tetsuyaと直接知り合っていないものの、アルバイト先に赴いていたことがあった。そして、sakura脱退後の1998年に加入したyukihiroは、当時ZI:KILLのドラマーを務めており、tetsuyaがhydeとperoの2人と出会った最初のセッションに招待したギタリストとライブハウスで接触した当日に、奇しくもそこでライブをしていたという。
以上のように、L'Arc〜en〜Cielは結成メンバー4人、そしてのちに加入するメンバー3人、合わせて計7人によって歴史が紡がれていくことになる。なお、L'Arc〜en〜Cielというバンド名は、後述のバンド名の由来にあるように、大気光学現象のひとつである「虹」を意味している。そして虹の色数は、日本では一般的に「7色」とされており、これは奇しくも「L'Arc〜en〜Cielに在籍したメンバーの数」と一致する。tetsuyaは2006年に受けた音楽雑誌のインタビューの中で、この偶然の一致について「今までのラルクのメンバーって7人いるんですよ。なんかそれも運命かなぁって。誰ひとり欠けても今のラルクはない」と述べている。ちなみにアーティストが自身のメモリアルイヤーを定める際、メジャーデビュー年を起点に算出するミュージシャンと、結成年・活動開始年を起点に算出するミュージシャンの2パターンに分かれることが多いが、L'Arc〜en〜Cielは後者の"結成年"を基準にしていることが多い。L'Arc〜en〜Cielの場合、結成年を基準にすることにより、結成メンバー4人でアマチュアバンドとして活動していた時期も年数に含めることができるが、このことが"結成年"を基準にしている理由かどうかは定かでない。
バンド名の由来

バンドのロゴの一例

バンド名は、結成時にオリジナルメンバー4人が各々で、様々な案を考えたという。結果的にtetsuyaが提案した、フランス語で「虹（＝空に架かる橋）」を意味する『arc-en-ciel』を由来とした「L'Arc〜en〜Ciel（カナ表記ではラルク アン シエル）」（フランス語発音: [laʀkɑ̃sjɛl] ラルコンスィエル、ラフコンスィエル）という言葉がバンド名に採用されている。なお、バンド名はそのときのデザインによって「L'Arc-en-Ciel」という表記で記載される場合もある。
tetsuya曰く「L'Arc〜en〜Ciel」というワードは、当時本屋などをまわり、様々な資料をもとにバンド名に適した言葉を探していたときに、たまたま見つけた言葉だったという。tetsuyaは2011年に受けた音楽雑誌のインタビューの中で、この言葉を見つけた経緯について「当時はインターネットとかなかったので、本屋さんとかでいろんな資料を見たんですが、その中にこのフランス語の言葉があった。意味は虹ですけど、分割すると、天空にかかる橋。見た目もいいし、響きもいい。音楽でいろんな色を表現するというところでも合うなと。長くて、覚えにくいものではあるけれど、ローマ字で表記したときにインパクトがあると思ったんです」「（この言葉には）洋服のブランドみたいな雰囲気もあって、いいかなって」と語っている。なお、hydeは2012年にアメリカの経済雑誌『フォーブス』の取材を受けた際に、バンド名の由来について「名前を付けようと思ったときに、英語の単語はもう全部他のバンドに使われていたから新鮮だったフランス語にした」「特に最初意味はなかったんだけど、今のバンドの音楽性が多彩なので、それを上手く表している名前だな、と僕たちも思う」と述べている。
ちなみに、結成当初に作られたL'Arc〜en〜Cielのバンドロゴやチラシは、hydeの手で制作されている。なお、hydeは画家や漫画家、デザイナーといった職業に憧れ「絵の道に進もう」と考えていたことから、かつてデザイナー学校に通っていた経歴がある。
1995年2月1日にはバンドの公式ファンクラブ「Ciel」が設立されている。それから約5年後の2000年4月21日には、名称が「LE-CIEL」に変更されている。公式ファンクラブの名称は、フランス語で「空」という意味を持つ『ciel』が由来となっており、この名称には「ファンとバンドが"空"と"虹"のような関係でいれたら」というL'Arc〜en〜Cielの想いが込められている。
余談だが、バンド名の由来に関し「tetsuyaが阪急梅田三番街にあった喫茶店の名前を気に入り、そこから取った」という根も葉もない噂が世間で流布されたことがあった。この説は、バンドの名付け親であるtetsuya本人の口から何度も明確に否定されている。tetsuyaは音楽雑誌『WHAT's IN?』2011年2月号でのインタビューの中で、このデマについて「梅田に同じ表記の喫茶店があって、そこからとったという説がずーっとWikipediaに書かれてたんですよ。でもまったく関係ないです。冷静に考えてみてくださいよ、喫茶店の名前からバンド名をとるわけないじゃないですか!?」と述べている。
バンド結成直後の活動方針、当時のアマチュアバンドの逆を行くブランディング戦略
新たに結成されたバンド、L'Arc〜en〜Cielは1991年5月30日に難波ロケッツでファーストライブを開催する。このライブはいわゆる対バン形式だったが、100人以上の動員を記録。そして、同年9月27日に同所でL'Arc〜en〜Cielとして初のワンマンライブを行い、300人以上の観客を集めている。こうしてL'Arc〜en〜Cielは、結成して間もなく軌道に乗り始め、大阪を中心に様々な活動を展開していくことになる。なお、L'Arc〜en〜Cielが結成当初から一定の人気を獲得できていたのは、hyde曰く、hiroが以前組んでいたバンドで名を知られていたことや、tetsuyaの考えたプロモーション・イメージ戦略によるところが大きいという。
後年hydeは2012年に発表した自叙伝の中で、結成当時のL'Arc〜en〜Cielの活動を振り返り「面白かったのは、L'Arc〜en〜Cielって最初から戦略的だった事。俺なんかは、いいライブさえやっていれば、いつかそれが人目に付いて、動員が増えてプロになれるんじゃないかな？くらいに考えてたんだけど、L'Arc〜en〜Cielはとても戦略的で、tetsuyaはもう既に大勢の人の名簿を持っていて、それを元にダイレクトメールを送ったり、ギターのhiroは、元々ちょっと名前の知れた子だったから、その子が復活するってだけでも話題になったり、最初のライブは150人だったかな？ちょっと普通ではありえないような動員があったね」と綴っている。また、後年tetsuyaは「今だと個人情報保護とかでダメだと思うんですけど、当時僕がアルバイトしていたレコード店にあるお客さんのリストを使って、ライブ開催のダイレクトメールを送ったりしてましたね」と当時を振り返っている。
その後L'Arc〜en〜Cielは、この当時のアマチュアバンドが行っていたありがちな活動とは逆の戦略を展開し始める。この当時のアマチュアバンドの多くは、手作りのデモテープを販売することで活動資金を集め、それをもとに様々な地域でツアーと称し、長期的なライブ活動を行うことが定番になっていた。こういったバンドが溢れる中、活動最初期の頃のL'Arc〜en〜Cielはデモテープの販売を避け、あえて大阪からあまり動かず、先々のライブ予定も発表しないスタンスをとっていた。この当時の活動方針について、tetsuyaは「当時ね、周りの同じようなバンドはライブをいっぱいやってたんですよ。数をこなす、みたいな。月に2〜3回はライブやって、それこそツアーで全国を回るとか。でも僕らは月1回に絞って、それ以上はやらない、ツアーもやらない。で、大阪に観に来てもらう、東京からでも来てもらう…ぐらいの気持ちでやってました。ライブの本数をあえて絞りましたね」「他のバンドは先々のスケジュールまで発表しちゃうんですけど、そうじゃなくて、次のライブは観に来た人に伝える。ライブに来て初めて、次のライブをいつどこでやるのかわかる。逆に、来ないとわからない。次はいつ観られるかわからないっていう状況をあえて作りましたね」と語っている。このようにライブの開催数を減らし、長期のライブスケジュールを発表しない戦略をとったことによって、口コミが喚起され、動員数が増加していったとtetsuyaは当時を述懐している。なお、ライブを行った際は、メンバー主導で音楽雑誌編集者に対し、公演の模様や動員数などの情報を送り、より外に話題を広げていくためのプロモーション施策を行っていたという。後年hydeは、こういったバンドを広める戦略について「バンドがたくさん居る東京に行くよりも、大阪で一番になったほうが目立つだろうっていう、tetsuyaの考え方もすごく賢いと思ったし。実際その通りになった」と述懐している。
あえてデモテープを販売しなかった背景には、「ライブに来ないと（曲を）聴けない」「自分たちが納得できるタイミングで音源を出したい」というtetsuyaなりの考えがあったという。そのため、L'Arc〜en〜Cielは結成してすぐに、レーベルからの勧誘あるいはデモテープ販売の催促があったにもかかわらず、それらすべてを断っていた。tetsuyaは、2011年に受けたインタビューで「インディーズバンドに群がる大人っていっぱいいるんですよ、今も昔も。ライブハウスでちょっと動員があると聞くと、すぐ飛んできて"うちでやらないか"って声をかけてくる、金儲けを考える大人たちがたくさんいる。俺らのとこにもいっぱい来ました。自分たち的にはタイミングとしてまだ何も出したくなかったので、メジャーから話が来ても断っていました」と語っている。
他にも、この当時のアマチュアバンドの中には、観客との距離を詰め、ライブの打ち上げに客を参加させるバンドも多く存在していたが、L'Arc〜en〜Cielはこういったファンとの過度なコミュニケーションを一切行わないようにしていた。また、tetsuya曰く、ブランディングの観点から、メンバーが自作したライブのチラシやフライヤーを直接配布する行為をしないようにしたり、会場に出入りする観客の前でメンバーが演奏機材を運搬するといった行動を避けるため、結成当初からローディーやスタッフを雇っていたという。こういったイメージ作りについて、後年tetsuyaは、2022年に公開された自身がパーソナリティを務めるインターネットラジオ番組で「ブランディングとして人気があるように見せた、最初から」「ラルクとして機材を自分達で（会場に）運んだなんてことは歴史上ない」「売れる前から徹底してやってたんですよ。"勘違いしてる"と言われようと」と述べている。
上記のような頭を使った戦略をとったことで、L'Arc〜en〜Cielは結成してすぐにワンマンライブで観客を埋めることができ、先輩バンドに頼み込んで前座でライブに出させてもらったり、全国を行脚して対バンライブで知名度を上げていくといった施策を行わなくて済んだため、当時のバンドの滑り出しとしては、稀に見る順風満帆な始まり方となった。そのため、tetsuyaは当時について「L'Arc〜en〜Cielって、苦労してないんですよ（笑）」と冗談交じりで述懐している。また、tetsuyaは当時の活動方針について「やるべきことはやったんですよ？やるべきことはやったけど、無駄な努力はあまりしてないっていうか、ムダな下積みは。努力って、的を射た努力しないと意味がないと思ってて。なんかがむしゃらに頑張っても、意味のない努力をいくら頑張っても結果出ないじゃないですか。だからちゃんと目標を決めて、どこに向かいたいのか、どうしたいのか、そのための努力は何なのか、っていうのを考えて、そのためのやるべきことをやってきた。それをやっただけですよ」と語っている。さらにtetsuyaは、結成当初に対バンライブをあまり行わなかったことについて「対バンで3バンド、4バンド一緒にライブやるのとか、そういうことは本当にしたくないなって思ってたんで、僕が、個人的に。（対バンライブで他のバンドのファンがこちらに興味を持つといった）そういう戦略もあると思うんですけど、僕はそれを当時は取りたくなかったんですよ。やっぱり3バンドも4バンドも出てたら、ゴチャゴチャじゃないですか、楽屋まわり。そういうのがイヤだったんでしょうね。だからホントにワンマンがやりたかったんですよ、それこそ最初から。最初からワンマンでやれるバンドにしたくて。で、本当に最初の数回ですよ、対バンでやったの」と述べている。
上記にあるように、L'Arc〜en〜Cielは当時のアマチュアの中では珍しく、あまり対バンライブを行わない”群れないバンド”であったが、数少ない対バン相手としてロックバンド、黒夢がいた。tetsuyaは「黒夢（との対バン）はお互いにメリットがあったというか。黒夢は黒夢で、もうある程度の立ち位置にいて、固定のファンもある程度いて。黒夢にとってもラルクにとっても…お互いがハッピーになるような感じだったから、"対バンしよう"って言う話になったんです」と述べている。ちなみにtetsuyaは2022年に、自身がパーソナリティを務めるラジオ番組で、「L'Arc〜en〜Cielのライバルバンドは？」と聞かれ、「我々の一番のライバルは黒夢」と答えている。なお、黒夢の中でも特にボーカルの清春は、L'Arc〜en〜Cielの現メンバーのほとんどと現在でも交流があり、お互いがメジャーデビューした後もライブイベントや楽曲制作の場で共演している。

### 1992年 - 1997年：『DUNE』『Tierra』『heavenly』『True』
幻のアルバムレコーディング、hiroとperoの脱退、kenとsakuraの加入
1992年3月に大阪・東京でオリジナルビデオ『L'Arc-en-Ciel』のプレゼントライブを行い、関東地方にも活動拠点を広げるが、同年6月12日の公演をもってギタリストのhiroが脱退することとなる。後任にはtetsuyaの幼馴染で、当時名古屋工業大学で建築学を専攻していた大学生のkenが加入する。そしてken加入直後からNight Gallery Recordsと契約し、初のアルバム作品のレコーディングを開始する。
1992年10月に、アルバムレコーディングの中で制作された楽曲「VOICE」をオムニバスアルバム『Gimmick』にバンド初の音源として提供する。その後アルバムが完成するが、出来映えに不満を持っていたメンバーはリリースを取り下げることにしている。しかし、レーベル側から「メンバーの意向に関わらず、所有している原盤権を行使しアルバムをリリースする」「発売を中止する場合、L'Arc〜en〜Cielがレコーディングに費やした制作費を全額支払うように」と回答があり、交渉が難航してしまう。この問題をtetsuyaから聞いたDanger Crue Recordsの代表の大石征裕（現：マーヴェリック・ディー・シー・グループ代表）は、知り合いだったNight Gallery Recordsの社長、森田文章（DENDO MARIONETTE）とコンタクトをとる。そして大石と森田の交渉の結果、「レコーディングにかかった経費をDanger Crue Recordsが負担することで、原盤権をDanger Crue Recordsに譲渡する」ことが決まった。その後、原盤権を手にした大石はL'Arc〜en〜Cielの意を汲み、シングル化が決まり事前予約も終わっていた「Floods of tears」と「夜想花」の2曲を除き、アルバムの音源をすべて廃棄することにしている。
トラブルが収まった直後、1992年12月30日にドラマーのperoが脱退することになる。そして1993年1月16日付けで、様々なロックバンドやキャバレーの箱バンドでセッションドラマーとして音楽活動をしていたsakuraが新たに加入。1993年1月28日からDanger Crue Recordsと連携し、改めて1stアルバムの制作に取り掛かる。
初のアルバムでインディーズチャート首位獲得、キューンソニーからのメジャーデビュー
1993年4月に1stアルバム『DUNE』を発表。この作品にはL'Arc〜en〜Cielのメンバー4人のルーツミュージックの要素が色濃く反映されており、ニュー・ウェイヴやポスト・パンク、プログレッシブ・ロック、ゴシック・ロックの他、4人が好むバンド、DEAD ENDからの影響が随所にみられるものになっている。なお、L'Arc〜en〜Cielの詳細を綴った当時の紙資料には「ニュー・ウェーブ・バンド」という紹介文が書かれていた。この紹介文はtetsuyaが考えたもので、後年tetsuyaは経緯について「当時、音楽のジャンルっていうと、ロック、パンク、ニューウェーブくらいしか言葉が思いつかなかった」と述懐している。そしてこのアルバムは、自身初の一般流通作品でありながら、同年5月10日付のオリコン週間インディーズアルバムチャートで首位を獲得する。このアルバムの発表をもって、L'Arc〜en〜Cielはインディーズシーンでの人気を証明し、メジャーレーベルからの契約提示を受け、活動がより大規模になっていくこととなる。
L'Arc〜en〜Cielは1993年6月から、バンド初の日本全国をまわるライブツアー「Close by DUNE」を開催。このツアー中、ソニー・ミュージックの社員が観賞のためライブに訪れており、これがきっかけとなり1993年の夏頃にソニー・ミュージックの社内レーベル、Ki/oon Sony Music（現：Ki/oon Music）と契約を結ぶ。契約内容はかなりの好条件だったようで、"7枚のアルバムリリース"と"契約年数無期限"が提示されている。後年tetsuyaは、キューンソニーと手を組みたいと思った理由について「キューンって当時まだ新しいレーベルだったんですよね。スタッフも若いし、考え方も若い」と語っている。なお、所属事務所代表の大石征裕は「当時のソニーはメジャー志向のアーティストを続々とヒットさせていて、当時はサブカルチャー寄りだったラルクに興味を持ってくれるか最初は不安だった」と当時を述懐している。
こうして1994年7月1日に、メジャーデビュー作品となるビデオシングル「眠りによせて」を発表する。この曲はボサノヴァテイストのアレンジに歪んだギターサウンドをのせた楽曲となっており、当時の日本のメジャーシーンで鳴るロックと一線を画したような仕上がりになっている。そして約2週間後に、2ndアルバム『Tierra』を発表する。なお、このアルバムにはメンバー4人それぞれがコンポーザーを務めた楽曲が収録されており、ボサノヴァやラテンなどロック以外の要素を含んだものが制作されている。アルバムのレコーディング・エンジニアを務めた比留間整は当時、L'Arc〜en〜Cielの印象について「最近の若いバンドとちょっと違う」と語っている。また、このアルバムの制作には比留間の他に、本田恭之（ex.GRASS VALLEY）や、かつて"YMO第4の男"と言われた松武秀樹らが参加している。tetsuyaはこのアルバム制作を振り返り「メジャーに行くとやりたいことができなくなるとか、あれもダメこれもダメとか言われるって話を聞いてたんですけど、な〜んにも言われなかったんですよ。本当にやりたいように、時間も自由に使えて、"いつまでに仕上げろ"とかも言われなかった」と述懐している。
なお、L'Arc〜en〜Cielは前記のビデオシングルとアルバムをリリースする際に、意図的に"メジャーデビュー"というワードを広告などに記載していない。また、この当時にメジャーレーベルと契約したロックバンドの中には、ひとつのお約束として、ライブ会場に集まった観客の前で大々的にメジャーデビューを発表するバンドがいたが、L'Arc〜en〜Cielはこのトレンドを嫌い、メジャーとの契約についてメンバーが口にすることを控えていた。そのため、アルバム『Tierra』は"メジャー1stアルバム"ではなく、"2ndアルバム"として発表されている。
バンド主導の活動への転換、初の日本武道館公演開催、初のミリオンセラー
アルバムを引っ提げ、1994年7月からライブツアー「Tour Sense of time '94」を開催。同年12月には、メンバーそれぞれが主演・企画を担当した4つの短編映像を収めた異色のイメージビデオ集『Siesta 〜Film of Dreams〜』を発表する。
こうしてメジャーレーベルでの活動を本格的に開始したL'Arc〜en〜Cielだったが、同年8月27日に東京ベイNKホールにて行った前記ツアーの最終公演で、初めてチケットが多く売れ残る事態が発生してしまう。この出来事に加え、メジャーデビュー以降にメンバーの与り知らぬところで活動内容が決められたことがあったため、L'Arc〜en〜Cielは1994年の年末ごろにメンバー4人だけでデニーズに集まり、今後の活動方針を決めるミーティングを行うことにする。そしてこの会合を通じ「俺らは操り人形じゃないから、自分たちで決めてやろう」とメンバー同士で確認し合い、「1995年はライブを中心とした活動にシフトする」という方針を決め、バンド主導の活動に転換させる。
1995年9月には、前年にライブ開催に関するプロモーションが行えなかったことを踏まえ、プリプロダクションの時間を長めに取り、レコーディング期間の短縮化を目指し制作された3rdアルバム『heavenly』を発表する。この作品はセルフプロデュースで制作されており、バンド主体でアレンジ作業が行われている。なお、hydeはこの作品を「メンバーのアレンジ面での力が発揮できた第一弾」と表現している。アルバム発表後は、前年に決めた方針の通り、断続的にツアーを開催し1年間で35公演以上のライブを実施。同年12月には、自身初の日本武道館公演を開催する。なお、L'Arc〜en〜Cielはこの頃から音源のプロモーションのため、『ミュージックステーション』などのテレビの音楽番組に出演するようになる。後年hydeは、音楽番組出演を始めた経緯について「俺、正直言うと、そんなに売れっ子アーティストになりたかったわけでもなく。まさかテレビで歌うとかそこまで思ってなかったんですね。でも、いざこの世界に入ってきて、自分の芸術を表現したい時って、売れてないと出来ないことが多くて。そこでやっぱどんどん拍車がかかったんだと思う」と述懐している。
1996年を「じっくりアルバムを作る年」に位置付けていたL'Arc〜en〜Cielは、曲作り期間を経て、同年7月頃から合宿レコーディングを開始。そこで制作された楽曲「flower」「Lies and Truth」を先行シングルとしてリリースする。なお、ネオアコを彷彿とさせる楽曲「flower」を収めたシングルは累計30万枚以上を売り上げ、自身初のヒットを記録。そして同年12月に4thアルバム『True』を発表する。hyde曰く、アルバムを制作するにあたり「聴く人を包み込むようなサウンド」や「歌に持っていくための道具でない、洋楽のような引き込まれるイントロ」を作りたいという考えがあったといい、この当時はレディオヘッドやアトミック・スウィング、クランベリーズなどをよく聴いていたと語っている。
また、このアルバムでは当時の日本のメジャーな音楽シーンを意識し、メロディ指向で制作するアプローチが取り入れられている。そして、総勢6人の共同プロデューサー兼アレンジャー（富樫春生、岡野ハジメ、秦野猛行、小西貴雄、西平彰、佐久間正英）を制作に招聘している。なお、マスに届くようなポップスを意識した楽曲の制作に舵を切った背景には、前2作のセールスが思ったよりも伸びなかったことがあげられる。後年kenは、アルバムの制作を振り返り「売れないねっていう声がちらほら聞こえるわけですよね。その時は今よりもっと比率として自分の曲が多かったんですね。で、まあ曲悪いんだって思うわけですよ、自分の。悪いんだっていうより、自分が聴いてきた音楽は全然100万枚ヒットのものじゃないし、チャートを聴いてたわけでもなかったから、"そりゃ売れねえの作ってるよ、俺は"って思ったんですね。アレンジにしても。じゃあ売るの作りましょうかっていうんで『True』を作った気分」と述懐している。ちなみにkenは、自身が目指すポップについて「下世話ではダメだという気はしますね。下世話になると、何年後かに聴いてもつまらなくなると想う」と述べている。こうしてメロディ指向で制作されたアルバムは、発売6週目で自身初のオリコン週間アルバムチャート首位を獲得。その後も110週にわたりチャートインし続け、最終的に自身初のミリオンセラーを達成するに至っている。
sakura逮捕に伴う活動休止、リフレッシュを目的とした渡英、復活ライブとなる初の東京ドーム公演開催
アリーナ規模のライブを行えるほどに動員数が拡大していったL'Arc〜en〜Cielだったが、1997年2月にsakuraが覚醒剤取締法で逮捕されてしまい活動休止状態となる。この間に残りのメンバー3人とスタッフ数名は、リフレッシュのため渡英する。このときメンバーはイギリス・ロンドンで、様々なライブを鑑賞したりクラブに出かけていたという。シングル制作のため一旦日本に戻るも、ミュージック・ビデオの撮影も兼ねてサポートドラマーとして招聘したyukihiro（ex.DIE IN CRIES、ex.ZI:KILL）とともに再度渡英。さらにドイツを巡るなど、数週間の間ヨーロッパに滞在する。
そしてL'Arc〜en〜Cielは、1997年10月に3人体制で活動を再開。同月に発表された、バンド名の日本語訳を冠したシングル「虹」は累計70万枚以上を売り上げ、当時の自己最高売上を記録する。同年11月4日にはsakuraが正式に脱退することが発表され、yukihiroを迎えてニューアルバムの制作と、変名バンド"the Zombies"としてのライブ活動を進めていく。
1997年12月には、L'Arc〜en〜Ciel名義として約11ヶ月ぶりとなるライブ「1997 REINCARNATION」を開催。このライブはL'Arc〜en〜Cielが東京ドームで実施する初めての公演であり、セットリストには多くの新曲が組み込まれた。なお、公演のキャッチコピーには、表立った活動を本格的に再開することを告げるように、会場となった東京ドームの当時の愛称「BIG EGG（ビッグエッグ）」にちなみ、＜大きなあたたかいたまごから僕たちはもう一度生まれた＞というフレーズがつけられた。また、ライブタイトルの「REINCARNATION」は日本語で「転生」を意味しており、前述のキャッチコピーを内包する意図でつけられている。
この復活ライブは当初別の会場で予定されていたが、tetsuyaの考えにより、東京ドームで行われることになったという。後年tetsuyaはこの公演を振り返り「賭けだった」と述べており、「同じような会場で同じようなことをやっても、ラルクはもうダメになっちゃったと思われるんじゃないかって、だから絶対に良くなったって思わせたかった」と語っている。そして会場を変更した結果、この公演のチケットは4分で完売し、同会場における当時の最速完売を記録している。

### 1998年 - 2002年：『HEART』『ark』『ray』『REAL』
yukihiro加入による新体制での活動再開、シングル3作同時発売を含む怒涛の新譜リリース、自己最長となるホールツアー開催
復活ライブを終えたL'Arc〜en〜Cielは、1998年1月1日にyukihiroを正式メンバーとして迎えることを発表。加入直後にシングル「winter fall」を発表し、自身初のオリコン週間シングルチャート首位を獲得する。そして翌月には5thアルバム『HEART』を発表する。この作品は、前作のレコーディングに参加した岡野ハジメ（ex.PINK）が本格的に共同プロデューサーとして携わった最初のアルバムとなっている。また、この頃からkenがギタープレイの中でザクザクとしたサウンドも多く扱うようになったことから、以前と比べグランジ色の強い音楽性に変化している。なお、kenは「こんな時期に枚数のこと言う人もいない」という理由から、このアルバムの制作では前作『True』で採った制作手法をあえて採らなかったという。さらにドラマーが、緻密かつタイトでマシーン・ビートとの同期も好んだドラムプレイが特徴的なyukihiroに代わったことにより、バンドサウンドも大きく変化している。そしてこのアルバムは、アジア各国でアルバムの海賊盤が多数出回り始めたことや、海外からの要望が高まったことを受け、日本の他、台湾、香港、タイ、マレーシア、シンガポールの6つのアジアの国と地域でリリースされることとなり、結果的にこれがL'Arc〜en〜Cielにとって海外展開の第一歩になった。なお、この作品以降のアルバムはアジアを中心に海外でもリリースされている。
1998年5月から、yukihiro正式加入後の初のツアーとして、自己最長となる日本全国45都市56公演にも及ぶホールツアー「Tour'98 ハートに火をつけろ!」を開催。このツアーの前にはシングル「DIVE TO BLUE」、さらにツアーと並行し、前例のない「HONEY」「花葬」「浸食 〜lose control〜」のシングル3作を同日に発表し、怒涛のリリースを敢行する。同年10月には「snow drop」「forbidden lover」のシングル2作を2週連続発売し、オリコンチャート史上初の2度目の週間シングルチャート1位・2位の独占を達成。こうして1998年にリリースしたシングル7作はいずれもオリコン年間シングルランキングTOP30に入り、ビッグセールスを記録することになる。
後年tetsuyaは、1998年の怒涛のリリースと長期ツアー開催を振り返り「sakuraとの時代に4枚のアルバムを出してるんで、早く、1曲でも多く、yukihiroとの曲を増やしたいなっていう気持ちがどこかにあったと思うんですよね。『HEART』を出したあとに「Tour '98 ハートに火をつけろ!」っていうツアーをやったんですけど、いまだにラルクの最大規模のツアーなんですよ。1回でも多くファンの前に出て新しい4人の印象を植え付けたかった」と述べている。ちなみに前記の"シングル3作同時発売"はスタッフの発案によるものだが、"2週連続シングル発売"はtetsuyaの発案によるものだったという。なお、hydeはこの当時に受けた音楽誌のインタビューの中で、ダークな変拍子の曲を含めたシングル3作同時発売に関し「ちょっとマニアックだと思うんやけど、この時期にこういうことをするのがいいと思う。今までだと、ただ単にロック・バンドがアンダーグラウンドな曲を出して、売れもせずにそのまま消えていくだけやと思うけど、今の状況だと街中にあふれる可能性がある。それがカッコいい」と語っていたことがある。
余談だが、この頃あたりから、当時交流がなかったにもかかわらず、メジャーデビューとヒットしたタイミングが同時期だったという理由のみで、ロックバンドのGLAYとよく比較されるようになる。tetsuyaは、音楽の嗜好が異なるGLAYと比較されていたことを当時から不思議に思っていたようで、2022年に「当時も今もそうだけど、ラルクとGLAYって全然違うじゃないですか、音楽性が。だからなんでそこで比較するんだろうなって思ってました」と語っている。また、hydeは後年に「そういう風（ライバル）に見られてますけど、特に（当時は）喋ったこともなくて」と述べている。なお、tetsuyaはL'Arc〜en〜Cielと同じくザ・キュアーやザ・スミスといった洋楽の影響を受けていたスピッツの名前をあげ、「音楽性で言ったら、僕はスピッツの方が近いと思ってた」とも述べている。ちなみに、この当時日本のポップシーンの中心にいた小室哲哉は、1998年に発行された雑誌『日経エンタテインメント!』の"L'Arc〜en〜Ciel、GLAY、LUNA SEAの3バンド特集企画"の中で、「演奏がうまいのはLUNA SEAですね。アルバムは3枚とも聴きました。音楽的な好みもあるんでしょうけど。でもラルクの方が売れることを気にせずに、思い切りやりたいことをやっているという印象を受けました。3バンドとも"オレたちは、媚びていない"という意味では同じなのでしょうが、中でもラルクがいちばん独創性がある。しかも"スキなことをやっている"風に見せながら、あれだけ売っているのは大したものだと思います。カリスマ性のようなものがあるのかな？と想像したりしています。（中略）GLAYはいい意味で（戦略などが）読めるんです」とそれぞれの印象の違いを綴っている。
異例のアルバム2枚同時発売、"メジャーで、アンチで、びっくり"というスタンス、自己最大規模の野外ツアー開催
1999年1月には、朝日新聞朝刊の一面に「本年もよろしくお願いします。L'Arc～en～Cielは、1999年ベストアルバムは出しません。オリジナルアルバムをお楽しみに」という年初の挨拶広告を出稿し、アルバムリリースを予告する。出稿の背景には、当時B'zや DREAMS COME TRUE、GLAYといったメジャーバンドが発表するヒット曲を集めたベストアルバムが商業的成功を収めていたことから、巷で「ラルクもベストアルバムを出すのでは？」と噂されていた経緯がある。こういった世間の予想を裏切るように、年初の広告の中でベストアルバムブームに乗らない姿勢を打ち出している。
1999年には前年からの流れを受け、アルバム制作を進めながら断続的なシングルリリースを敢行。同年4月には「HEAVEN'S DRIVE」、同年6月には「Pieces」をシングルとして発表する。そして同年7月に、6thアルバム『ark』と7thアルバム『ray』のアルバム2作をアジアの7つの国と地域で同時リリースする。このアルバム2作のタイトルは、＜"箱船"に乗って"光"のあるほうへ向かおう＞というコンセプトに由来している。なお、当時の日本では『ノストラダムス大予言』や、この予言を受けて出版された書物の影響により、「1999年7の月に人類が滅亡する」という「世紀末思想」が流行していた背景があり、これを踏まえノストラダムス大予言の日とされる1999年7月にアルバムが発表されている。ちなみにtetsuyaは、アルバム発表当時に受けた音楽雑誌のインタビューの中で「意識してるんじゃなくて、利用してるんです。世紀末思想っていうのを。俺たちはそれをマジメに信じてるわけでもなんでもなくて、ただ利用してるだけ」と語っている。
この同時発売されたアルバム2作は、初動売上枚数300万枚以上、トータルセールスで600万枚以上を売り上げ、オリコン歴代アルバムランキングTOP100に両作ともランクインするほどの大ヒットを記録している。なお、このアルバムからインダストリアルやトリップ・ホップ、シンセポップなどを好んでいたyukihiroがコンポーザーとしても制作に参加するようになり、バンドの音楽性の幅が更に広がっている。共同プロデューサーの岡野ハジメは後年に、このアルバム2作の印象について「非常にポップなアルバムではあると思いますけど、僕にとってはすごく実験的な側面も含んでて、マニアックとポップの両方が混在してる。それはこの時代、時期じゃないと出来なかったかもしれないですね。知らなかったからできたっていうところもあると思いますね。今だと"あれはよかったけど、これはよくなかったよね"みたいなことが分かっちゃうじゃないですか。そうするとこの勢いはなかったと思いますね」と述懐している。
なお、この時期のL'Arc〜en〜Cielは、様々なクリエイターをディレクションやプランナーとして起用したプロモーション施策を採っていた。そしてバラエティに富んだ広告展開を行うようになり、インテルのジングル「Intelbong」を手掛けたウォルター・ワーゾワ（ex.エーデルワイス）や、映画美術などを手掛けるアートディレクターのタナカノリユキが参加したテレビCMが制作されている。また、tetsuyaの「カッコいいことだけやるってカッコ悪い」「売れる売れないは関係ない。攻めろ」という考えもあってか、広告はアーティスティックなものに限らず、奇抜なものやシュールなものもリリースされている。例えば、テレビCMでは「バンド名『L'Arc〜en〜Ciel（ラルク アン シエル）』の正しい読み方を広く認知させるもの」や「記者会見風の『活動予定告知』の告知」、新聞広告では「新曲の着信メロディの作成方法」や「コンピュータグラフィックスで作成した"坊主頭のメンバーの写真"」といったものが制作され、多くの注目を集めた。さらにレーベルメイトであったユースケ・サンタマリアの他、藤原喜明や風間杜夫といったタレントを起用したコミカルな広告もリリースされている。この頃のL'Arc〜en〜Cielの広告ディレクションに携わった箭内道彦は後年に、当時の姿勢について「アンチで人を驚かせるようなものはマイナーな場所には山ほどあるが、それをメジャーシーンでやることに意義がある」「常に世の中やファンを裏切るような、次に何が出てくるかわからないような流れを作る」と語っている。また、当時L'Arc〜en〜Cielや電気グルーヴのA&Rを務めた中山道彦は後年に、この頃のラルクのプロモーションスタイルについて＜メジャーで、アンチで、びっくり＞と表現している。なお、後年hydeはこういった様々なメディアを活用した世間を手玉に取ったようなプロモーション戦略について「俺としては、世の中をなめた感じの表現の仕方は"ロックでカッコいいな"って思ってたけど、同時に"そこに芸術性はないな"とも思ってたね。だから、"おちゃらけた話題をどんどん出したり、リリースをするのはいいけど、芸術性を高めないと次がないんじゃないかな？"っていう不安が、ずっーとあった」と自叙伝に綴っている。
1999年7月からは自身初の野外ライブツアー「1999 GRAND CROSS TOUR」を日本6都市で開催。このツアーは「誰もコンサートをやっていないところでライブをやろう」というコンセプトから、既存のスタジアムを借りず、各会場で造成工事など行ったうえで特設ステージを設置する大掛かりなものになり、全12公演で65万人を動員する自己最大規模のものとなった。そして同年8月21日・22日に行われた東京国際展示場 駐車場特設ステージ公演では、L'Arc〜en〜Ciel史上最多動員数となる12万5千人（両日25万人）を動員したライブを敢行。22日公演では、スターTV・香港が立ち上げた中国およびアジアの有料テレビ音楽ネットワーク、channel Vで、自身初のアジア各国におけるコンサートの同時生放送を行い、各国合計の視聴者数で約1億人を記録する。なお、ツアータイトルの「グランドクロス」は1999年8月に実際に発生した惑星が十字に並ぶ特殊な天体現象を指しており、当時の世紀末不安も重なり「不吉の前兆」として流布されていた背景がある。ちなみにhydeはこのライブツアーで、タイトルを表現した"十字状のマイクスタンド"を携えてパフォーマンスを行っている。後年hydeはこのツアーを振り返り「どこの会場もそうだったんだけど、地平線がね、人の海だったんですよ。あれはもう、今でも忘れられない光景だね」と述懐している。
初のカウントダウンライブ開催、ライブハウス&4大ドームツアー開催、ソロ活動開始に伴う活動休止
大規模野外ツアーを終えた後、1999年12月31日夜から2000年1月1日にかけてミレニアムカウントダウンライブ「RESET>>LIVE *000」を開催する。新年のカウントダウン直後に新曲として、資生堂「ピエヌ」CMソングに使われた、打ち込みを多用したエレクトロ・ポップ要素の強い楽曲「NEO UNIVERSE」を初披露し、全国各地の街頭に設置されたビジョンでその模様の生中継を行う。
2000年1月には前記の新曲と、映画『リング0 バースデイ』の主題歌に使用された「finale」などを収めた、メジャーレーベルでは自身初となる両A面シングル「NEO UNIVERSE／finale」を発表。同年初頭からアルバムレコーディングを開始し、同年7月にはミュージック・ビデオのダンスが話題を呼び音楽賞「SPACE SHOWER Music Video Awards 00 "BEST VIDEO OF THE YEAR"」を受賞した楽曲「STAY AWAY」を先行シングルでリリース。そして同年8月に、8thアルバム『REAL』を発表する。前作の反動からハードロックの要素の強い作品となり、これまでとセールス面では多少見劣りしたものの、アルバムとしては5作連続ミリオンセラーを記録した。このアルバムの制作では、前作の制作がシングルのプロモーション活動を挟みながらのレコーディングだったことを踏まえ、作業に集中するための期間が長く設けられている。また、このアルバムでは従来のL'Arc〜en〜Cielの音源と比べ、よりソリッドなサウンド作りが為されており、hydeは低音域中心の発声を主体とした"濁声"に近い歌声も使うようになっている。なお、kenはこのアルバム制作の時期には、ジェフ・バックリィやストーン・テンプル・パイロッツなどをよく聴いていたと述懐している。また、アルバム『REAL』の発表前には、リミックスアルバム『ectomorphed works』を発表している。このアルバムはyukihiroの単独プロデュース作品であり、全てのリミックスを同氏が手掛けている。なお、この作品はyukihiroが好むクラブ・ミュージックやマンチェスター・ムーブメントからの影響が色濃く反映されている。
2000年10月からはライブツアー「CLUB CIRCUIT 2000 REALIVE」を開催。前年の野外ライブツアーとは対照的に久々にライブハウスを巡るツアーとなったが、これはhydeの発案により開催が決まっている。後年hydeは開催経緯について「もっかいバンドの理想っていうのを求めたのが『REAL』に向かう時期」「自己破壊願望があったかもしんないですね、その時期」と述べている。その後同年11月から、自身初の4大ドームツアー「TOUR 2000 REAL」を開催。こうして一連のツアーを終えたL'Arc〜en〜Cielは、翌2001年3月にシングル表題曲の中から投票で収録曲を決めたベストアルバム『Clicked Singles Best 13』を発表。この頃に映画『FINAL FANTASY』の主題歌提供のオファーを受け、シングル「Spirit dreams inside -another dream-」の制作期間に入る。
このシングルのレコーディングを経て、メンバー4人はそれぞれソロ活動もしくは別バンドでの活動の期間に移行する。L'Arc〜en〜Cielは1998年から2001年の4年間で多くの作品を発表し、アルバム6作品・シングル5作品でミリオンヒットを記録、さらには3度のNHK紅白歌合戦出場の他、全日本有線放送大賞や日本レコード大賞優秀賞といった音楽賞、ファッション意識の向上に貢献した者に贈られるベストドレッサー賞、ゴールデン・アロー賞グランプリの受賞など、メジャーシーンで大きく飛躍していたため、隆盛を迎えた途端の活動休止となった。ただ、この頃のhydeはソロ活動に対するモチベーションが高まっていたようで、2012年に発表した自叙伝の中で「自分の感性を、L'Arc〜en〜Cielじゃない所で発揮したいという欲求が芽生えてきたんだよね。必ずしもバンドマジックを求めてる訳ではなくて、むしろ自分の芸術を総合した物を作ってみたくなったんだ」「お金がなくても、小さくてもいいから、自分の部屋が欲しいっていう時期が来たんだ」と当時の心境を綴っている。
ソロ活動が活発化しだした2002年、hydeはソロアルバム発表前にメンバー3人へ向けて「L'Arc〜en〜Cielから脱退したい」という旨の手紙を送る。hydeがこういった考えに至ったのは、2000年頃からバンドを取り巻く環境に閉塞感が生まれはじめ、打ち合わせでも沈黙の時間が延々流れてしまう状態にあったことが影響しているという。この手紙を受け、メンバー4人だけで集まったが、そこで誰も新たなボーカリストを入れることを言い出さなかったこともあり、バンドを解散させることが決まった。その後、リーダーのtetsuyaはスタッフに促され、バンド脱退を考えた具体的な理由を聞くためにhydeと2人だけで会う。そこで2人が「バンド内の雰囲気や事務所との関係を改善していくこと」を確認し合い、L'Arc〜en〜Cielを継続させることが決まった。

### 2003年 - 2012年：『SMILE』『AWAKE』『KISS』『BUTTERFLY』
2年半ぶりのライブ開催、本格的な活動再開、初の海外公演開催
2000年のドームツアーから約2年半経った2003年6月に国立代々木競技場 第一体育館で、バンド名の日本語訳である「虹」の色数を踏まえた7日間にわたるライブ「Shibuya Seven days 2003」を開催。当時この公演が解散ライブになると噂されていたが、最終日公演の終わりに場内のスクリーンで「翌年にニューアルバムをリリースし、ライブツアーを開催する」と告知し、世間で流れていた解散説を一蹴する。
そして2004年2月に、約2年5ヶ月ぶりとなるシングル「READY STEADY GO」を発表。このシングルの表題曲は、U.S.ポップ・パンクの雰囲気を纏ったtetsuya作曲のロックナンバーとなっており、当時のhydeが書く歌詞としては珍しく、気持ち新たに走り出そうとする前向きなリリックがのせられている。また、この曲は日本国内外で人気を博した漫画・アニメ『鋼の錬金術師』のオープニングテーマに使用されたこともあり、2000年以来4年ぶりにオリコン年間シングルランキングTOP30にランクインしている。さらにこのシングルは韓国でも発売されたが、これは日本人アーティストとして初の同国でのシングル作品のリリースとなった。なお、この時期からフィジカル発売と同日もしくはそれに先駆けて、シングル表題曲を各種音楽配信サービスサイトで発表するようになり、リリースの形態を大きく変えている。同年3月にはライブでの告知の通り、約3年7ヶ月ぶりとなる9thアルバム『SMILE』を発表。この作品ではスリーピースのバンドサウンドが前面に出ているが、kenは制作姿勢について「今はまた立ち返って、こういうふうなとか、ああいうふうなとか、ラウドロックとか、ハードロックとか、"何とかロック"じゃなく、シンプルなロックを上手く自分達が楽しめてやれればいいなと思った」と語っている。そして同年5月からアルバムを引っ提げ、ライブツアー「SMILE TOUR 2004」を開催し、バンド活動を本格的に再開する。
2004年7月には、アメリカ東海岸で開かれる地域最大のアニメコンベンション「OTAKON 2004」の一環として「L'Arc〜en〜Ciel Live in USA」を開催。この自身初となる海外公演は、アメリカ・ボルチモアのファースト・マリナー・アリーナで行われ、海外で人気が高まり始めていた日本のアニメの主題歌に使用された「Blurry Eyes」や「Driver's High」「READY STEADY GO」を組み込んだセットリストを披露している。所属事務所代表の大石征裕は後年、この公演を振り返り「当日まで"オタク"コスプレのファンが物珍しさで集まってくるのかと思っていたら、ロックファンが1万1千人も集まり、開演前から地響きがするほど床を鳴らし、歓声を上げて迎えてくれた。当時ちょうど『鋼の錬金術師』が北米で人気だったこともあり、ラルクの認知は高まっていたのだ。彼らが海外で、みずからの人気を実感した瞬間だった。本番前のメンバーの高揚ぶりは今でも鮮明に覚えている」と述べている。この公演の成功を受け、L'Arc〜en〜Cielは海外でのライブ活動を開始する。
一連のツアーを終え、バンドは再びアルバムレコーディング期間に入る。そして翌2005年に、hydeが作曲を担当した楽曲「Killing Me」、yukihiroが作曲を担当した楽曲「New World」、kenが作曲を担当した楽曲「叙情詩」を立て続けにシングルでリリース。同年6月には、"愛と平和"をテーマのひとつとして据えた10thアルバム『AWAKE』を発表する。このアルバムはhyde作曲の楽曲が半数を占めており、hydeの中にある反戦や平和といった思想が歌詞に多く反映されている。L'Arc〜en〜Cielのアルバムの中では比較的コンセプチュアルな作品に仕上げられており、当時hydeはアルバムについて「人がどう捉えるのかわかんないけど、よくこんな内容の曲が世の中に流れてるなと思う。（歌詞の本質を）ちゃんと理解してるのは俺だけかもしれないけど」と述べている。
2005年8月にアルバムを引っ提げ開催したツアーを終え、L'Arc〜en〜Cielは同年9月からアジア3都市（ソウル、上海、東京）を巡るライブツアー「ASIALIVE 2005」を敢行。ソウル、上海公演では各所で約1万人を動員し、東京公演では約5年ぶりとなる東京ドーム公演を実施する。
9年ぶりとなるホールツアー開催、初の欧州公演を含むツアー開催、ライブ活動休止
2005年のアジアツアーを終えた後、各メンバーはソロ活動期間に移行する。そして結成15周年を迎えた2006年9月に、東京スカパラダイスオーケストラのホーンセクションが制作に参加した楽曲「the Fourth Avenue Café」をシングルとして発表する。この曲は、1996年に発表したアルバム『True』に初収録された楽曲で、1997年3月にシングルカットが予定されていたが、sakuraの逮捕に伴う活動休止により企画が白紙化されていた。そのため、これが約9年越しのリカットとなった。その後同年11月に、記念公演として東京ドームでライブ「15th L'Anniversary Live」を開催。この公演では初の周年公演であることを踏まえ、1998年にメンバーチェンジして以降ライブで演奏されなくなった楽曲もセットリストに組みこまれている。なお、このライブのタイトルとしてつけられた「L'Anniversary（読み：ラニバーサリー）」という「周年」を弄った造語は、以降の周年公演でも使われている。そして、最終日公演の終わりに場内のスクリーンで「翌年にニューシングルをリリースし、9年ぶりのホールツアーを開催する」と告知する。
翌2007年5月にライブでの告知の通り、シングル「SEVENTH HEAVEN」を発表。同年1月から行われたアルバムレコーディングがひと段落した後、同年6月から全36公演で組まれた9年ぶりのホールツアー「Are you ready? 2007 またハートに火をつけろ!」を開催し、未発表の新曲をふんだんに盛り込んだセットリストで日本全国をまわる。同年7月28日には、韓国・仁川広域市で開催された野外ロック・フェスティバル「INCHEON PENTAPORT ROCK FESTIVAL 2007」に日本人アーティストとして初のヘッドライナーで出演。同年8月からは「スバル・レガシィ」のCMソングに使われた楽曲「MY HEART DRAWS A DREAM」をシングルとして発売することを皮切りに、5ヶ月連続で作品をリリースする。そして同年12月に、11thアルバム『KISS』を発表する。"温かい愛情表現"を意識したタイトルがつけられたこのアルバムは「ポップなアルバムにする」という目標のもと、様々な音楽ジャンルを内包した作品に仕上げられている。
2007年12月からアルバムを引っ提げ開催した、童話『不思議の国のアリス』を題材としたシアトリカルな演出を取り入れたライブツアー「TOUR 2007-2008 THEATER OF KISS」を終えた後、L'Arc〜en〜Cielは2008年4月から世界7都市（上海、台北、パリ、ソウル、香港、大阪、東京）を巡るライブツアー「TOUR 2008 L'7 〜Trans ASIA via PARIS〜」を敢行する。このツアーでは、アニメ『機動戦士ガンダム00』のオープニングテーマに使用された「DAYBREAK'S BELL」やゲーム『デビルメイクライ4』の主題歌に使われた「DRINK IT DOWN」の他、バンドの代表曲を各地で披露してまわっている。なお、同年5月9日に行われたフランス・パリのルゥ・ゼニット公演は、自身初のヨーロッパでのライブとなり、日本全国5ヶ所の映画館において世界初の海外コンサートの同時生中継が実施されている。
この世界7都市でのツアーのさなか、L'Arc〜en〜Cielは「このツアーの終了後、結成20周年を迎える2011年までライブ活動を休止する」と発表する。そしてツアーを終え、各メンバーはソロもしくは別バンドでの活動期間に入る。ただ、新譜の制作は進められており、2010年には"メンバー全員がコンポーザー"というバンドの特徴を活かしたベストアルバム『QUADRINITY 〜MEMBER'S BEST SELECTIONS〜』の他、「PEPSI NEX」CMソングに使われた自身初のカバー音源「I Love Rock'n Roll」、バンクーバーオリンピック・パラリンピックのNHK放送テーマソングに使われた楽曲を収めたシングル「BLESS」が発表されている。また、同年9月からは水面下で、ニューアルバムのレコーディングを開始している。
世界14都市を廻るワールドツアー開催、日本人初のマディソン・スクエア・ガーデン単独公演開催
2010年12月31日に10年ぶり4度目のNHK紅白歌合戦出場を果たした後、2011年1月1日0時からニューイヤーライブを開催。2011年5月には味の素スタジアムで、結成20周年を記念したライブ「20th L'Anniversary LIVE」を開催する。なお、この公演の約2ヶ月前に発生した東日本大震災を受け、開催前にメンバー4人とスタッフの連名で、ライブの収益全額を被災地への義援金として寄付することを公表している。そして同年6月に、疾走感をもたらすリズムアレンジが印象的なロックナンバー「GOOD LUCK MY WAY」を久々のシングルとして発表する。
2011年9月からはアリーナとドーム公演を含むライブツアー「20th L'Anniversary TOUR」を開催。このツアーは、メンバー4人以外がステージに立つことが滅多にないL'Arc〜en〜Cielでは珍しく、ステージ後方にストリングス隊を携えた構成で展開され、ストリングスアレンジを施した楽曲を披露している。このツアー中には、ロックバンドとして史上3組目となる1990年代・2000年代・2010年代の3つの十年代連続でのオリコン週間シングルチャート首位獲得、そして自身初のBillboard Japan Hot 100首位獲得を記録した、"R&Bとメタルをくっつけること"をコンセプトにしたシングル「X X X」を含む2作を、アルバムの先行シングルとして発表。そして2012年2月に、約4年3ヶ月ぶりとなる12thアルバム『BUTTERFLY』を発表する。「多彩さ」と「進化」の意味を込めたタイトルがつけられたこのアルバムは、2001年以来11年ぶりにオリコン年間アルバムランキングTOP30入りを記録する。
2012年3月からは、香港、バンコク、上海、台北、ニューヨーク、ロンドン、パリ、シンガポール、ジャカルタ、ソウル、ホノルル等、世界14都市を廻るワールドツアー「WORLD TOUR 2012」を開催。このツアーで、日本公演を含め約45万人を動員する。同年3月25日には、アメリカ・ニューヨークのマディソン・スクエア・ガーデンにおいて、日本人ミュージシャンとして初の単独公演を開催し、約1万2000人を動員する。hydeはこの公演を振り返り「今までのライブの中で一番覚悟が違った。日本の旗を持ってきてライブをした気分だった」「これまで一緒にやってきたメンバー、スタッフがいたから（ファンの前では）何事もなく終えられた。もっと感傷的にライブに入り込みたかったから80点かな」「アニメの力とか昔から聴いてくれてた人が集まったりしたことで実現した、ラルクだからできたこと」と述べている。また、tetsuyaは「ニューヨークでのライブは初めてなんで、いろいろ問題も多くて課題の残るライブだった」と述懐している。なお、この公演の模様は日本全国29ヶ所の映画館において、生中継でライブビューイングされている。
さらに、2012年5月2日に行った自身初のジャカルタ公演は、チケットを手に出来なかった人々も会場周辺に殺到する熱狂ぶりで、会場内外合わせて約1万7000人が集結し、このツアーの海外公演における最多動員を記録している。このジャカルタ公演はメンバーにとって特に印象深いライブだったようで、tetsuyaは「ジャカルタは別格ですね。歓声がもう、始まる前から凄かった。客入れの段階で、会場に入っただけで盛り上がってるんで。"スタートまでまだあと何時間もあるよ"ってときから凄いんですよ。だから演奏するこっちが興奮する感じ」「僕普段イヤーモニターしてて、両耳塞がれてるから外の音あんまり聞こえないんですけど、それでも聞こえるぐらい凄い歓声で。凄いですジャカルタは」と述べている。
このワールドツアーの日本公演では、日産スタジアム、ユニバーサル・スタジオ・ジャパン野外特設ステージ、国立競技場（現：旧国立競技場）の3つの野外会場をまわっている。これは1999年以来約13年ぶりの野外公演だけで組まれた国内ツアーになっている。また、同年5月26日・27日に実施した国立競技場での最終公演は、ミュージシャンとしては史上4組目、ロックバンドでは初の同所での公演となった。そして同年5月31日に、ハワイ・ホノルルで公演を行い、一連のワールドツアーを締めくくっている。

### 2013年 – 2023年：別プロジェクトの活発化
各メンバーによる別プロジェクトの活発化、国立競技場における最多動員記録公演の開催、4年ぶりとなるシングルリリース
ワールドツアーを終え、各メンバーはソロもしくは別バンドでの活動期間に入る。ハワイ公演から約1年10ヶ月経った2014年3月に、再び国立競技場（現：旧国立競技場）でライブ「L'Arc〜en〜Ciel LIVE 2014 at 国立競技場」を開催。日本の他、アメリカやイギリス、フランス、メキシコ、台湾、香港など海外20都市でライブビューイングも併せて実施する。この公演では前回と異なり、スタンド全周を客席とし5万5000人を収容、フィールドは花道を排除し限界まで座席を敷き詰め2万5000人を収容。これにより、スタンドとフィールドを合わせ8万人、両日で16万人の動員を記録し、ライブにおける国立競技場（現：旧国立競技場）の最多動員数を更新している。なお、今回はキャパの確保のため、フィールドに設置する照明装置を減らしている。そして照明装置の代替として、来場者にリストバンド型ライトとポンチョが無料配布されている。このリストバンドを無線で操作することにより、客席に光の文字を描き出すといった、観客を交えた照明演出をみせている。さらに、ポンチョを着用した来場者をスクリーンに見立て、会場に設置した100台以上のプロジェクターで虹や大海原を泳ぐイルカを投影するプロジェクションマッピングを演出として盛り込んでいる。なお、hydeはこの公演について「かなり実験だった」と述懐している。
2015年には単発2公演を開催し、ラテンのリズムを採り入れたシンセ・ポップな楽曲「Wings Flap」を約4年ぶりのシングルとして発表。2016年には、映画『バイオハザード: ザ・ファイナル』の日本語吹替版主題歌に使用された楽曲「Don't be Afraid」を発表する。さらにこの曲ではゲーム『バイオハザードシリーズ』とコラボし、世界初となるPlayStation VR向けフルデジタイズ360°VRミュージックビデオが制作されている。
この時期のL'Arc〜en〜Cielは、各メンバーによる別プロジェクトが活発化していたこともあり、活動ペースが緩やかになっている。2013年から2017年の結成25周年ライブ「25th L'Anniversary LIVE」までの約5年間で、スタジオ・アルバムのリリースゼロ、リリースシングルは3作のみ、そしてライブツアー0本、単発公演3回（計6公演）、ライブイベント出演1回と、過去の新譜発表間隔・ライブ開催頻度と比較しても極端に長く、少なくなっている。L'Arc〜en〜Cielの活動が鈍化した背景について各メンバーが言及することが少ないため、真偽は不明だが、所属事務所の代表を務める大石征裕は「（ワールドツアーを）やり終えた後に、メンバーや私も含めて全員から出た言葉は"疲れた"だった。心身ともに疲れ、辛かったというのが全員の感想で、4人のなかの価値観の違いとか、夢を掲げているだけでは無理があるのでないかということも感じた」「関係スタッフが二人、不慮の事故で立て続けに亡くなっていることも、我々の心に大きく影を落としていた」と語っている。
ライブ制作体制の見直し、ストリーミングサービスでの楽曲配信開始、8年ぶりとなるライブツアー開催
結成25周年公演を終えた直後から、週刊誌等で「一部メンバーと所属事務所間の不和」が報じられ始める。メンバーがこういった報道に触れることはなかったが、所属事務所の代表である大石征裕は2020年に発表した自身の著書の中で、この時期に関し「（2012年の）ワールドツアーを始めとして、私の仕事の進め方にはこれ以上ついていけない、と一部メンバーからの意思表示もあった」と綴っている。そして、リーダーのtetsuyaは25周年公演の終了後、大石に「信頼関係が保てるライブ制作体制を目指したい」と申し出て、「ライブ制作に携わる会社を新たにコンペで選定すること」を確認し合い、複数のプロモーターと交渉したうえでライブ・ネイションと連携することを決めている。
ライブの制作体制を見直したL'Arc〜en〜Cielは、2018年12月に東京ドームで自身初のクリスマスライブ「L'Arc〜en〜Ciel LIVE 2018 L'ArChristmas」を開催する。この公演では、前記の体制変更により興行主体がライブ・ネイションへと変わり、PA、照明、制作、舞台、各種システム担当など、多くのスタッフを一新したうえでライブ制作が行われている。そのためこの公演は「L'Arc〜en〜Cielのライブ制作の一つの転換点」になったといえる。なお、2018年以降もバンドは所属事務所をマーヴェリックから変えておらず、ライブの運営会社としても引き続き同社と契約を続けている。
2019年12月には各種サブスクリプションサービス（定額制音楽配信）において、楽曲のストリーミング配信を開始。さらに同月に公式YouTubeアーティストチャンネルに加え、公式Instagramを開設する。そして、ストリーミング配信開始直後に公開されたSpotifyの週間バイラルトップ50（日本）チャートにおいて、L'Arc〜en〜Cielの楽曲が34曲同時チャートインを記録する。また、同チャートにおいてTOP18を独占するチャートアクションをみせている。なお、L'Arc〜en〜Cielは2021年に発表したシングル以降、フィジカル発売の1ヶ月以上前から先行して新譜のストリーミング配信を行うようになり、リリースの流れを大きく変えている。
その後L'Arc〜en〜Cielは、2020年にライブツアー「ARENA TOUR MMXX」を開催。約8年ぶりのツアーであったことから、150万枚を超えるチケット申し込みが殺到する。そして結成30周年を迎えた2021年には、バンドが初ライブを行った日である5月30日に合わせてライブを開催し、hydeがリスナーに対する想いを綴った楽曲「ミライ」を初披露する。そして同年8月からは「ミライ」を含むシングル2作品をリリースし、ライブツアーを実施している。なお、L'Arc〜en〜Cielが2作以上のフィジカルシングルを発表するのは、2011年以来10年ぶりのことであった。翌2022年5月には東京ドームで、30周年の最後を締めくくるライブ「30th L'Anniversary LIVE」を開催。同年12月にはAmazon Prime Videoで217の国と地域に向け、結成30周年の最終公演の模様と、舞台裏に密着したドキュメンタリーを配信する。30年の活動を振り返り、hydeは「バンドを続けるっていうのはなかなか難しい。いろんなバンド、解散していくもので。30年続けるのは本当難しいと思うんですね。そんな中でもそれぞれが、我慢していることもあるだろうし、変化する部分もある。そういう変化に対応しながらみんな努力してて。みんな大変だったと思うけど、"よく頑張りました"じゃないですか、一言でいうと」と述べている。また、kenは公演を振り返り「（ラルクは）ともすると、"まとまりがない"というふうにも評価できると思うんですね。"みんながそれぞれ"っていうところで。そんな4人を（観客が）包んでくれているというか。上手く言えないんですけど、ライブ会場ではそれがある気がするんです」と語っている。

### 2024年 – 現在
新レーベルの設立、初のメンバープロデュース公演の開催
結成30周年公演が終わった後、各メンバーは別プロジェクトを再開。そして、2024年2月からライブツアー「ARENA TOUR 2024 UNDERGROUND」を開催する。同年にはバンド名を冠した新たなレーベル、"L'Arc-en-Ciel"を設立（流通はソニー・ミュージックレーベルズが従来通り担当）。同年10月に、新レーベルからリリースされる第一弾となる楽曲「YOU GOTTA RUN」を先行配信する。
hydeの誕生月である2025年1月には、初のメンバープロデュースによるバースデイライブ「LIVE 2025 hyde BIRTHDAY CELEBRATION -hyde誕生祭-」を東京ドームで開催。自身20回目の同所でのライブとなった最終日公演で「結成35周年を迎える年での再会」を予告する。

## 来歴

### 1990年代
1991年
- 2月、L'Arc〜en〜Cielを大阪で結成。結成当初のメンバーは、tetsuya（当時の名義は、tetsu）を中心に、hyde（当時の名義は、hide）、hiro、peroの4人[119]。
- 4月18日、YANTA鹿鳴館で上記の4人による謎のセッション・バンドとしてライブを行う[119]。
- 5月30日、難波ロケッツにてL'Arc〜en〜Ciel名義でのファーストライブを開催[119]。
- 9月14日、大阪城野外音楽堂で行われたライブイベントに出演[119]。
- 9月27日、難波ロケッツにてL'Arc〜en〜Ciel名義での大阪初のワンマンライブを開催[119]。
- 12月25日、YANTA鹿鳴館でhyde、tetsuya、peroの3人と他2名による謎のセッション・バンドがライブを開催[119]。

1992年
- 3月10日、自主制作ライブビデオ『L'Arc-en-Ciel』を、難波ロケッツで実施したライブにて無料配布[119]。同年3月16日に開催した新宿ロフト公演においても同ビデオの無料配布を実施[119]。
- 6月12日、難波ロケッツで行われたライブをもって、ギタリストのhiroが脱退。後任として、kenがギタリストでバンドへ加入[119]。
- 8月27日、大阪アム・ホールで行われたライブイベント「1992 BEATNIK」に出演[119]。
- 10月1日、コロムビアから発売されたオムニバスアルバム『Gimmick』にL'Arc〜en〜Cielの楽曲「VOICE」が収録される。これがL'Arc〜en〜Cielとして、初めてCDに収められた音源となった。
- 10月3日、クラブチッタ川崎で行われたWill主催のライブイベントに出演[119]。
- 10月10日、クラブチッタ川崎で行われたオムニバスアルバム『Gimmick』の発売記念ライブイベントに出演[119]。
- 10月11日、目黒鹿鳴館で行われたライブイベントに出演[119]。
- 11月7日、横浜モンスターで行われたライブイベントに出演[119]。
- 11月25日、Night Gallery RecordsからインディーズCDシングル「Floods of tears／夜想花」を発売[119]。この作品は、1000枚限定で事前予約者を対象にリリースされた。なお、予約分のみで完売した[119]。
- 12月30日、大阪ミューズホールで行われたオールナイトライブをもって、ドラマーのperoが脱退[119]。

1993年
- 1月16日、peroの後任として、sakura（ex.The HAREM Q）がドラマーでバンドへ加入[119]。
- 3月11日、ライブ「SONIC GIG」を恵比寿GUILTYにて開催[119]。
- 3月14日、渋谷公会堂で行われたライブイベント「華麗なる魔性」に出演[119]。
- 4月10日、1stアルバム『DUNE』のスペシャルジャケット限定盤をDanger Crue Recordsから発売[119]。同年4月27日には、ボーナストラック1曲を追加した通常盤を発売[119]。1993年5月31日付のオリコン週間インディーズアルバムチャートで首位を獲得。
- 4月27日、ライブ「SONIC GIG Ⅱ」を恵比寿GUILTYにて開催[119]。
- 5月3日、渋谷公会堂で行われたロッキンf主催のライブイベント「Subliminal Vision」に出演[24][119]。
- 6月14日 - 7月3日、自身初のライブツアー「Close by DUNE」を開催[119]。
- 8月1日、ツアー「Close by DUNE」の最終公演「Close by DUNE FINAL」を日清パワーステーションで開催[119]。
- 8月23日、渋谷公会堂で行われたライブイベント「SHOCK AGE '93」に出演[24][119]。
- 10月13日、ミュージック・クリップ集『TOUCH OF DUNE』をDanger Crue Recordsから1万本限定で発売[119]。この作品は、オリコン週間インディーズビデオチャートで首位を獲得した。
- 10月19日、渋谷公会堂で行われたライブイベント「Because the Night Vol.1」に出演[24]。
- 11月9日 - 12月20日、ライブツアー「FEEL OF DUNE」を開催[119][120]。
- 12月24日、テレビにて特別番組『ノスタルジーの予感〜序章〜』を放送。

1994年
- 2月14日、全国6局ネットで特別番組『ノスタルジーの予感〜第一章〜』を放送。
- 4月3日 - 4月15日、ライブツアー「ノスタルジーの予感」を開催[120]。
- 4月8日 - 7月8日、全国3局ネットで『ノスタルジーの予感〜組曲〜』を放送。
- 7月1日、メジャーデビューシングルとして、1stビデオシングル「眠りによせて」を発売[120]。この作品は、ソニー・ミュージックの社内レーベル、Ki/oon Sony Records（現：Ki/oon Music）からリリースされている[120]。このビデオシングル以降に発表された2023年までのL'Arc〜en〜Cielの音源収録作品は、原則前記のレーベルからリリースされている。
- 7月7日、全国10局ネットで特別番組『ノスタルジーの予感〜第二章〜』を放送[120]。
- 7月14日、2ndアルバム『Tierra』を発売。
- 7月14日 - 8月27日、ライブツアー「Sense of time '94」を開催。
- 8月20日、LUNA SEA、SOFT BALLET、BUCK-TICKの3バンドによる合同ライブツアー「L.S.B.」の札幌芸術の森 野外ステージ公演にゲスト出演[120]。なお、このツアーで組まれた他会場には、THE MAD CAPSULE MARKETS、DIE IN CRIESがゲストアクトとして出演した。
- 9月9日 - 9月20日、ミュージック・ビデオ撮影のため、モロッコへ渡航[120]。
- 10月21日、1stCDシングル「Blurry Eyes」を発売。
- 12月1日
イメージビデオ集『Siesta 〜Film of Dreams〜』を発売。
公式ファンクラブ「Ciel」（読み：シエル）の入会受付を開始[120]。

1995年
- 1月24日 - 2月4日、公式ファンクラブの発足を記念したライブツアー「Ciel/winter '95」を開催。
- 2月1日、公式ファンクラブ「Ciel」が正式に発足[120]。
- 5月21日、2ndビデオシングル「and She Said」を発売。
- 5月21日 - 6月27日、ライブツアー「in CLUB '95」を開催。
- 7月6日、2ndCDシングル「Vivid Colors」を発売。
- 7月22日、渋谷公会堂で行われたライブイベント「SHOCK AGE SPECIAL '95」に出演[24][120]。
- 7月30日、渋谷公会堂でシークレットライブ「L'Arc〜en〜Ciel DAY「Rendez-Vous」前夜祭」を開催[120]。ライブ開催は、当日に渋谷駅ハチ公前のスクリーンで発表された[120]。また、発表のあった渋谷では、Tシャツの無料配布や、1995年の年末に開催する日本武道館公演の告知も行われた[120]。
- 8月20日、秩父ミューズパークで行われたエフエムナックファイブ主催のライブイベント「彩の国秩父ミューズコンサート'95 NACK5 GO-ROCK」に出演[24][120]。
- 8月24日 - 8月31日、メンバー4人による全国キャンペーンイベント「Rendez-Vous, 1995, Summer」を開催[120][121]。
- 9月1日、3rdアルバム『heavenly』を発売。
- 9月8日 - 10月4日、ライブツアー「TOUR heavenly '95」を開催。
- 10月3日から、エフエムナックファイブのラジオ番組『MIDNIGHT ROCK CITY』にて火曜パーソナリティを務める（1996年3月26日まで）[121]。
- 10月21日
3rdCDシングル「夏の憂鬱 [time to say good-bye]」を発売。
名古屋ダイヤモンドホールで行われた中京テレビ主催の公開録音ライブイベント「Kiss Miss Live」に出演[121][122]。
- 12月12日 - 12月25日、ライブツアー「The other side of heavenly '95」を開催。
- 12月23日 - 12月25日、としまえんとのタイアップイベント「L'Arc〜en〜Ciel DAY「Noёl」」を開催[121]。このタイアップ期間中、CDシングル「夏の憂鬱 [time to say good-bye]」のジャケットを持って同所を訪れた者に、先着2万名でメモリアルカードがプレゼントされた。園内の特設シアター「ドリームドーム」にてスペシャル3Dビデオが上映された[121]。
- 12月27日、ツアー「TOUR heavenly '95」の最終公演として、自身初の日本武道館でのライブ「TOUR heavenly '95 final」を開催。

1996年
- 3月21日、ライブビデオ『heavenly 〜films〜』を発売。
- 4月3日 - 5月29日、ライブツアー「Kiss me deadly heavenly '96」を開催。
- 5月26日、上記ツアーの合間に、東京ベイNKホールでライブ「Kiss me deadly heavenly '96 REVENGE」を開催。この公演は、1994年に開催したライブツアー「Tour Sense of time '94」における同所でのライブが、ソールドアウトしなかったことを受けて実施されたリベンジ公演に位置付けられている。
- 7月6日から、エフエム北海道のラジオ番組『FM ROCK KIDS』のパーソナリティを務める（1996年9月28日まで）。
- 7月8日、4thCDシングル「風にきえないで」を発売。
- 8月26日 - 9月4日、ライブツアー「BIG CITY NIGHTS ROUND AROUND '96」を開催。
- 10月7日から、TBSラジオ系ラジオ番組『宮川賢の誰なんだお前は?!』内で箱番組『ボンジュール! L'Arc〜en〜Ciel』を開始（1997年3月11日まで）。
- 9月20日、アーティストブック『L'Arc〜en〜Ciel is』をシンコー・ミュージックから発売[49]。
- 10月17日、5thCDシングル「flower」を発売。
- 11月21日、6thCDシングル「Lies and Truth」を発売。
- 12月12日、4thアルバム『True』を発売。発売6週目にオリコン週間アルバムチャートで自身初の首位を獲得[49]。さらに、自身初のアルバムミリオンセラーを記録[49]。
- 12月19日、ライブ「Carnival of True Eve」を日清パワーステーションにて開催。
- 12月23日 - 1997年1月29日、ライブツアー「CONCERT TOUR '96〜'97 Carnival of True」を開催。協賛はFRESH LIGHT。sakuraが1997年2月24日に覚醒剤取締法違反で逮捕され、その後バンドを脱退したため、これがsakura在籍時のL'Arc〜en〜Cielが行った最後のツアーとなった。

1997年
- 2月24日、sakuraが覚醒剤取締法違反の現行犯で逮捕され、バンドが事実上の活動中止状態となる（sakura逮捕の後の対応は下記参照）。
  - 2月27日、裁判所から逮捕の事実が事務所へ行き渡り、メンバーでの緊急ミーティングを行われた（sakuraは立川警察署にて身柄を拘束、接見禁止）。以後、3月11日の読売新聞朝刊で事件の報道がされるまで、数回のミーティングが行われた。
  - 3月11日、読売新聞朝刊で今回の事件が報道され、これ以降他の夕刊やスポーツ新聞などでも事件の報道が行われる。
  - 3月29日、前日にsakuraが保釈されたことを受け、事件後初めて4人でのメンバーミーティングを実施。
  - 4月17日、東京地方裁判所八王子支部で、sakuraの第1回公判が行われる。
  - 4月18日、メンバーの連名で、ファンクラブ・マスコミ・スタッフなどに対し、今回の事件に関するコメントを発表する。
  - 4月27日、この日以降の各音楽雑誌に18日発表のコメントが掲載される。
  - 5月1日、sakuraに懲役2年・執行猶予3年の判決が言い渡される。
  - L'Arc〜en〜Cielはsakuraの逮捕を受け、1997年3月26日に発売予定だったCDシングル「the Fourth Avenue Café」のリリースを中止[注釈 54]、1997年4月21日まで旧譜の出荷停止、各音楽雑誌でメンバーが持っていた連載等の休止、ラジオ番組『ボンジュール! L'Arc〜en〜Ciel』を1997年3月11日で放送終了、4月に予定されていたファンクラブツアー「ハワイ アン シエル」の中止[注釈 55]といった対応を余儀なくされている。また、夏前に発売予定だったニューシングルのレコーディングが延期され、野外ライブイベントへの出演も取り止めになっている。
- 5月8日 - 5月23日、hyde、ken、tetsuyaとスタッフ2名でイギリス・ロンドンへ渡航。現地でフラットを借り、共同生活を送る。
- 8月31日 - 9月13日、hyde、ken、tetsuyaと、yukihiro（ex.DIE IN CRIES、ex.ZI:KILL）、スタッフらでドイツとイギリスを渡航。この渡航の模様は、SPACE SHOWER TV系番組『GROOVE AIRLINE』において、1997年9月の第3土曜日より週を分けて流された
- 10月17日、7thCDシングル「虹」を発売。このシングルのレコーディングにはサポートドラマーとして、yukihiroが参加している。
- 11月4日、sakuraが正式にL'Arc〜en〜Cielから脱退することを発表[注釈 56]。
- 12月16日 - 12月18日、変名バンド、the Zombies（読み：ザ・ゾンビーズ）として、シークレットライブツアー「Live Tour NIGHTMARE BEFORE CHRISTMAS EVE」を開催。the Zombiesのメンバー構成はL'Arc〜en〜Cielと変わらないが、あくまで「ラルクのコピーバンド」という位置付けになっている。なお、サポートドラマーとして、「虹」のレコーディングに招聘されたyukihiroが参加した。このライブツアーでは、L'Arc〜en〜Ciel名義の新曲や、他のアーティストのカバーなどが演奏された。
- 12月23日、本格的な活動再開に向けた復活ライブ「1997 REINCARNATION」を東京ドームにて開催。このライブは、L'Arc〜en〜Cielにとって初の東京ドーム公演であり、5万6000席のチケットは同所公演史上最短の4分でソールドアウトしている[49]。公演当日には日本衛星放送（現：WOWOW）において、開演から終演まで完全生放送が行われた。
- 12月27日、SPACE SHOWER Music Video Awards '97において、「虹」が“BEST GROUP CLIP”を受賞[49]。

1998年
- 1月1日、sakuraの後任として、yukihiro（ex.DIE IN CRIES、ex.ZI:KILL）が正式なドラマーでバンドへ加入。
- 1月28日、8thCDシングル「winter fall」を発売。発売初週にオリコン週間シングルチャートで自身初の首位を獲得[123]。
- 2月25日、5thアルバム『HEART』を発売。通算2作目のオリコン週間アルバムチャート首位を獲得すると共に[123]、2度目のアルバムミリオンセラーを記録[123]。なお、このアルバムは、日本を除くアジア各国でL'Arc〜en〜Cielの作品の海賊盤が多数出回り始めたことや、海外からのL'Arc〜en〜CielのCD販売要望が高まったことを受け、台北、香港、タイ、マレーシア、シンガポールでも発売された。
- 3月25日、9thCDシングル「DIVE TO BLUE」を発売。通算2作目のオリコン週間シングルチャート首位を獲得すると共に[123]、自身初の2週連続シングルチャート首位を獲得[123]。
- 4月22日、ミュージック・クリップ集『A PIECE OF REINCARNATION』を発売。自身初のオリコン週間ビデオチャートで首位を獲得。
- 5月1日 - 7月21日、ライブツアー「Tour'98 ハートに火をつけろ!」の第1部を開催。第1部では、ホール規模の会場をまわる。
- 7月8日、10thCDシングル「HONEY」、11thCDシングル「花葬」、12thCDシングル「浸食 〜lose control〜」を同時発売。シングル3枚合算で初動約157万枚を売り上げ、同一アーティストが売り上げた最多初動セールスを記録[123]。また、発売2週目に「HONEY」が通算3作目のオリコン週間シングルチャート1位を獲得し[123]、「浸食 〜lose control〜」と共にオリコン週間シングルチャート1位・2位を独占[123]。さらに、「HONEY」と「花葬」が自身初のシングルミリオンセラーを記録。なお、「HONEY」はフィジカルシングルとしては、自身最高のセールスを記録した。
- 8月28日、ニッポン放送の深夜ラジオ番組『オールナイトニッポン』のパーソナリティを1夜限りで務める。
- 9月3日 - 10月21日、ライブツアー「Tour'98 ハートに火をつけろ!」の第2部を開催。第1部・第2部を合わせツアー全体で、全国47ヶ所計56公演を開催し、23万人を動員した。なお、このツアーで行ったライブ数は、L'Arc〜en〜Cielにとって、1つのツアーにおける最多公演数となった。
- 10月5日から、ニッポン放送系ラジオ番組『ゲルゲットショッキングセンター』内で『L'Arc〜en〜CielのOH! DAIBA TO BLUE』を開始。
- 10月7日、13thCDシングル「snow drop」を発売。通算4作目のオリコン週間シングルチャート首位を獲得すると共に[123]、通算3作目のシングルミリオンセラーを記録。
- 10月14日、14thCDシングル「forbidden lover」を発売。通算5作目のオリコン週間シングルチャート首位を獲得[123]。前週に発売した「snow drop」と合わせ、史上初となる2度目のオリコン週間シングルチャート1位・2位の独占を達成。
- 11月21日、第31回全日本有線放送大賞において、「HONEY」が“大賞”、L'Arc〜en〜Cielが“最多リクエスト歌手賞”を受賞[123]。
- 12月23日、ライブビデオ『ハートに火をつけろ!』を発売。通算2作目のオリコン週間ビデオチャート首位を獲得。
- 12月31日
第40回日本レコード大賞において、「HONEY」が“優秀作品賞”を受賞。
第49回NHK紅白歌合戦に初出場。披露曲は「HONEY」。

1999年
- 1月18日付けのオリコンシングルチャート「国内盤200」（邦楽部門のシングルチャート・トップ200）に、メジャーデビュー以後に発売した14作のCDシングルがすべてランクインした[124]。
- 3月1日、第36回ゴールデン・アロー賞において“グランプリ”と“音楽賞”を受賞[70]。受賞会場において、前年グランプリ受賞者の北野武から花束が贈呈された。
- 3月3日、第13回日本ゴールドディスク大賞において、「HONEY」「花葬」「snow drop」が“SONG OF THE YEAR”を、『HEART』が“ROCK ALBUM OF THE YEAR”を受賞。
- 3月20日開幕の全日本GT選手権 (参照)、および1999年8月21日・22日開催の鈴鹿1000kmに参戦した『Castrol無限NSX』に、バンド名義でスポンサー参加[125]。
- 4月3日から、ニッポン放送系ラジオ番組『L'Arc〜en〜CielのOH! DAIBA TO BLUE』が『クールKのウルトラカウントダウン』内へ時間帯を移動（1999年6月26日まで）。
- 4月18日 - 7月4日、テレビ朝日系番組『イナズマ!ロンドンハーツ』のエンディングで楽曲を演奏するコーナーに出演。
- 4月21日、15thCDシングル「HEAVEN'S DRIVE」を発売。通算6作目のオリコン週間シングルチャート首位を獲得すると共に[70]、2度目となる2週連続シングルチャート首位 (12cmCD部門) を記録。さらに、ノンタイアップながら通算4作目のシングルミリオンセラーを記録[70]。
- 6月2日、16thCDシングル「Pieces」を発売。通算7作目のオリコン週間シングルチャート首位を獲得[70]。
- 7月1日、6thアルバム『ark』、7thアルバム『ray』を同時発売。アルバム2枚合算で初動約300万枚以上を売り上げ、同一アーティストが売り上げた最多初動セールスを記録[70]。また、『ark』が通算3作目のオリコン週間アルバムチャート首位を獲得し[70]、『ray』と共にオリコンアルバムチャート1位・2位の独占を2週にわたって達成した[70]。さらに、両作がダブルミリオンを超える売り上げを記録[70]。最終的にこの2作で600万枚を超えるセールスを記録した[70]。また、この日から1999年8月31日までの62日間限定で、特設サイト「arkray.com」を展開している[70]。なお、この2枚のアルバムは、日本を含めたアジアの7つの国と地域（日本、台北、香港、タイ、マレーシア、シンガポール、フィリピン）で同時リリースされている。
- 7月17日 - 8月21日、特設野外会場を中心にまわるライブツアー「1999 GRAND CROSS TOUR」を開催。東京公演では1公演につき12万5千人（2日間で延べ25万人）の観客を動員。全公演を合わせて65万人を動員しており、自身最大規模のライブツアーとなった。また、8月21日の東京公演はViewsic（現：MUSIC ON! TV）で生放送が行われている。さらに8月22日の東京公演は、スターTV・香港が立ち上げた中国およびアジアの有料テレビ音楽ネットワーク、channel Vで、自身初のアジア各国におけるコンサートの同時生放送が行われ、各国合計の視聴者数は約1億人を記録した[70]。
- 8月11日
17thCDシングル「Driver's High」を発売。
ミュージック・クリップ集『CHRONICLE』を発売。通算3作目のオリコン週間ビデオチャート首位を獲得。
- 9月10日、プロモーションの為、hydeとtetsuyaがタイへ渡航[70]。なお、2人は同月14日に香港、同月16日・17日に台北に渡っている[70]。
- 10月4日から、TOKYO FM系ラジオ番組『やまだひさしのラジアンリミテッド』内の箱番組『FLYING〜L'Arc〜ATTACK』を開始（2002年3月28日まで）。
- 10月27日、18thCDシングル「LOVE FLIES」を発売。通算8作目のオリコン週間シングルチャート首位を獲得[70]。
- 12月1日、ライブビデオ『1999 GRAND CROSS CONCLUSION』を発売。通算4作目のオリコン週間ビデオチャート首位を獲得。さらに、オリコン週間DVD総合チャートで自身初の首位を獲得。
- 12月7日、1999年度ベストドレッサー賞を受賞[70]。
- 12月27日、SPACE SHOWER Music Video Awards '99において、「Pieces」が“BEST VIDEO OF THE YEAR”を受賞[70]。
- 12月31日、第50回NHK紅白歌合戦に2度目の出場。披露曲は「HEAVEN'S DRIVE」。
- 12月31日 - 2000年1月1日、メジャーデビュー後では初となるカウントダウンライブ「RESET>>LIVE *000」を東京ビッグサイト 東館展示ホール1-3にて開催。協賛はツーカー[126]。また、このライブでは、会場となった東京ビッグサイト東館展示1-3ホールに隣接する4-5ホールにおいて、大型ビジョンでライブの模様を生中継するリアルタイム・ヴァーチャル・ライブも開催された[70]。なお、リアル・ライブとヴァーチャル・ライブを合わせ、5万5千人を動員。また、1999年12月31日23時59分頃から全国各地の街頭ビジョンにおいて、ライブに訪れた観客によるカウントダウンと2000年代幕開けの1曲目として披露した「NEO UNIVERSE」の模様を生放映した。

### 2000年代
2000年
- 1月19日、19thCDシングル「NEO UNIVERSE／finale」を発売。通算9作目のオリコン週間シングルチャート首位を獲得すると共に[70]、通算5作目のシングルミリオンセラーを記録。
- 3月15日、第14回日本ゴールドディスク大賞において、「HEAVEN'S DRIVE」が“SONG OF THE YEAR”を、『ark』『ray』「NEO UNIVERSE」が“ROCK ALBUM OF THE YEAR”を受賞する[70]。
- 4月5日、1stアルバム『DUNE』をDanger Crue Recordsから再販。
- 4月7日、NTTドコモのiモード、J-PHONE各社のJ-Sky Webで最新情報提供が全国一斉にサービスを開始。同年5月17日には、IDO･セルラー・ツーカー各社のEZwebでもサービスを開始した。
- 4月17日、新曲「STAY AWAY」が、各携帯電話へ着信メロディサービスを開始。全国のレコード店で限定200,000枚の着信メロディデータを掲載したフライヤーを配布した。
- 4月21日、公式ファンクラブ「Ciel」を「LE-CIEL」（読み：ルシエル）に改称。
- 6月28日、リミックスアルバム『ectomorphed works』を発売。このアルバムは、yukihiro単独のプロデュース作品となっている。
- 7月19日
20thCDシングル「STAY AWAY」を発売。
プレイステーション用ゲームソフト『激突トマラルク TOMARUNNER VS L'Arc〜en〜Ciel』を発売。
- 8月30日、8thアルバム『REAL』を発売。通算4作目のオリコン週間アルバムチャート首位を獲得すると共に[70]、5度目のアルバムミリオンセラーを記録[70]。
- 10月8日 - 10月27日、ライブツアー「CLUB CIRCUIT 2000 REALIVE」を開催。L'Arc〜en〜Cielとって、久々のライブハウスのみをまわるツアーとなった。
- 11月4日 - 12月6日、自身初の4大ドームツアー「TOUR 2000 REAL」を開催。協賛はトヨタ自動車と Yahoo! JAPAN[127]。このツアーでは40万人以上を動員。なお、東京ドームでの4公演のうち、12月5日公演はYahoo! JAPAN内のコンテンツ「Yahoo!ブロードキャスト」で配信された[127]。また、12月6日公演はスカパー!・スカイパーフェクTVのペイ・パー・ビューチャンネル、パーフェクト・チョイスで、通常形態の放送+メンバー4人のアングル別チャンネルで生放送が行われた。さらに携帯電話サービス「LE-CIEL NET」においても、12月6日公演のライブ動画中継が実施された。
- 12月23日、SPACE SHOWER Music Video Awards '00において、「STAY AWAY」が“BEST VIDEO OF THE YEAR”と“BEST GROUP VIDEO”を受賞[128]。
- 12月31日、第51回NHK紅白歌合戦に3回目の出場。演奏曲は「STAY AWAY」。

2001年
- 3月13日、第15回日本ゴールドディスク大賞において、『REAL』が“ROCK ALBUM OF THE YEAR”を受賞[128]。
- 3月14日
自身初のベストアルバム『Clicked Singles Best 13』を発売。通算5作目のオリコン週間アルバムチャート首位を獲得すると共に[128]、6度目のアルバムミリオンセラーを記録[128]。なお、このベストアルバムは、Yahoo! JAPANとのジョイント企画として開設された特設投票サイト「LArc.yahoo.co.jp」の投票結果をもとに、収録曲が決定された。ちなみに投票対象となる楽曲は、シングル表題曲のみとなっている。また、投票は日本以外のアジア地域でも行われており、日本盤の他、中国盤、香港盤、台湾盤、タイ盤、フィリピン盤、マレーシア盤が各地域で同時リリースされた。2001年5月には米国盤、2004年には韓国盤が発売された。
携帯電話情報サービス「LE-CIEL NET」で着メロ配信サービスを開始。
- 3月28日、ミュージック・クリップ集『CHRONICLE 2』を発売。通算2作目のオリコン週間DVD総合チャート首位を獲得。
- 5月1日、ベストアルバム『Clicked Singles Best 13』の16和音着メロサービス開始[128]。
- 6月20日、ライブビデオ『CLUB CIRCUIT 2000 REALIVE -NO CUT-』を発売。
- 7月4日、8thアルバム『REAL』のSuper Audio CD版を発売。
- 8月29日、東京国際フォーラムで行われた映画『FINAL FANTASY』の試写会にシークレット出演し、「Spirit dreams inside」を披露[128]。
- 9月5日、21stCDシングル「Spirit dreams inside -another dream-」を発売。通算10作目のオリコン週間シングルチャート首位を獲得[128]。このシングル発売前後から、L'Arc〜en〜Cielは実質的に活動休止状態となり、メンバー各個人がソロ活動もしくは別バンドでの活動を開始するようになる。

2002年
- 3月13日、第16回日本ゴールドディスク大賞において、『Clicked Singles Best 13』が“ROCK ALBUM OF THE YEAR”を受賞[128]。

2003年
- 3月19日、ベストアルバム『The Best of L'Arc〜en〜Ciel』を『1994-1998』『1998-2000』『c/w』の3枚に分け同時発売。
- 6月25日、LE-CIEL会員限定ライブ「Akasaka Zero day」を赤坂BLITZにて開催。
- 6月28日 - 7月6日、本格的な活動再開を告げるライブ「Shibuya Seven days 2003」を国立代々木競技場 第一体育館にて開催。チケットは約3分で完売し、7日間の公演で約9万人を動員した[128]。なお、最終日公演は世界初の試みとして、NTTドコモのFOMAを用いたライブ映像のストリーミング配信を実施[128]。
- 12月17日、ライブビデオ『7』を発売。同日には「眠りによせて」「and She Said」『Siesta 〜Film of Dreams〜』『heavenly 〜films〜』のDVD版、『A PIECE OF REINCARNATION』・『ハートに火をつけろ!』のトールケース仕様廉価DVD版を発売。
- 12月26日、日本武道館で行われたDanger Crue Records主催のライブイベント「天嘉 弐 -DANGER II-」にシークレットゲストとして出演[128]。未発表の新曲「READY STEADY GO」を初披露。

2004年
- 2月4日、22ndCDシングル「READY STEADY GO」を発売。通算11作目のオリコン週間シングルチャート首位を獲得[129]。
- 3月3日、23rdCDシングル「瞳の住人」を発売。通算12作目のオリコン週間シングルチャート首位を獲得[129]。
- 3月31日
9thアルバム『SMILE』を発売。
ムック本『ぴあMOOK ラルクぴあ 街に詳しくなる! 遊びに詳しくなる! ラルクに詳しくなる!』をぴあから発売。
- 4月21日、メジャーデビュー10周年を記念し、1stアルバム『DUNE』の復刻盤『DUNE 10th Anniversary Edition』をDanger Crue Recordsから発売[129]。
- 5月8日、Sony Music Fes. 2004の一環で、ライブ「SMILE TOUR 2004前夜祭」を国立代々木競技場 第一体育館にて開催。
- 5月11日 - 6月27日、約3年6ヶ月ぶりとなるライブツアー「SMILE TOUR 2004」を開催し、約25万人を動員。
- 6月2日、24thCDシングル「自由への招待」を発売。通算13作目のオリコン週間シングルチャート首位を獲得[129]。なお、L'Arc〜en〜Cielはこのシングル以降、フィジカル発売と同日もしくはそれに先駆けて、表題曲を各種音楽配信サービスサイトで発表するようになり、楽曲のリリースの形態が大きく変わっている。
- 6月29日、9thアルバム『SMILE』をアメリカで発売。
- 7月24日・25日、野外ロックフェスティバル「THE ROCK ODYSSEY 2004」に出演。両日公演に出演し、それぞれの会場で12曲を披露。
- 7月30日、アメリカ合衆国・メリーランド州ボルチモアにあるファースト・マリナー・アリーナで行われたアニメコンベンション「OTAKON 2004」の一環で、自身初の海外ライブ「Live in USA」を同所にて開催。
- 12月14日、ライブビデオ『LIVE IN U.S.A 〜at 1st Mariner Arena July 31, 2004〜』を発売。
- 12月19日・26日、大阪城ホールで行われたイベント「鋼の錬金術師FESTIVAL」にシークレットゲストとして出演。なお、同年12月26日には、国立代々木競技場 第一体育館で行われた同イベントへ出演。
- 12月25日、日本武道館で行われたDanger Crue Records主催のライブイベント「天嘉 参 -DANGER III-」にシークレットゲストとして出演[129]。未発表の新曲「Killing Me」を初披露。

2005年
- 1月13日、25thCDシングル「Killing Me」を発売。通算14作目のオリコン週間シングルチャート首位を獲得[129]。
- 4月6日、26thCDシングル「New World」を発売。通算15作目のオリコン週間シングルチャート首位を獲得[129]。
- 5月18日、27thCDシングル「叙情詩」を発売。通算16作目のオリコン週間シングルチャート首位を獲得[129]。
- 6月1日、ライブビデオ『SMILE TOUR 2004 〜全国編〜』を発売。通算3作目のオリコン週間DVD総合チャート首位を獲得。
- 6月22日、10thアルバム『AWAKE』を発売。通算6作目のオリコン週間アルバムチャート首位を獲得[129]。
- 7月8日、ニッポン放送の深夜ラジオ番組『オールナイトニッポン』のパーソナリティを1夜限りで務める (録音放送)[注釈 57]。
- 7月20日、28thCDシングル「Link」を発売。
- 7月22日、東京国際フォーラムで行われたイベント「劇場版 鋼の錬金術師 シャンバラを征く者 前夜祭」にシークレットゲストとして出演[129]。
- 7月28日、LE-CIEL会員限定でライブ「AWAKE TOUR 2005前夜祭 「今夜奇跡が起きる!?」」をLIQUIDROOM Ebisuにて開催[130]。
- 7月30日、大阪城西の丸庭園で行われたイベント「MBS ANIME FES.'05」にシークレットゲストとして出演し、3曲を披露[131]。
- 8月6日 - 8月31日、ライブツアー「AWAKE TOUR 2005」を開催。このツアーでは、約13万2千人を動員した。
- 9月3日 - 9月25日、日本を含むアジア地域3ヶ国をまわるライブツアー「ASIALIVE 2005」を開催。このツアーは、東京（日本）・ソウル（韓国）・上海（中華人民共和国）の3都市で行われ 、ソウル・上海公演はそれぞれ1万人を動員した。
- 9月20日
オフィシャルテキストブック『WORDS L'Arc〜en〜Ciel』を角川書店から発売[130]。著者は、音楽雑誌『ROCKIN'ON JAPAN』の元編集長である鹿野淳。
10thアルバム『AWAKE』をアメリカで発売。
- 12月14日、ライブビデオ『AWAKE TOUR 2005』を発売。

2006年
- 3月17日、SPACE SHOWER Music Video Awards '06において、「叙情詩」が“ART DIRECTION VIDEO WINNERS”を受賞[130]。なお、「叙情詩」のミュージックビデオは、平成17年度文化庁メディア芸術祭のエンターテインメント部門において、審査委員会推薦作品に選ばれている。
- 4月1日、オムニバスブック『L'Arc〜en〜Ciel Box Set of The 15th anniversary in formation CHRONICLE of TEXT & PHOTOGRAPH』をソニー・マガジンズから完全受注生産で発売。この本は、ソニー・マガジンズから発行された音楽雑誌『WHAT's IN?』や『Gb』などに掲載されていたL'Arc〜en〜Cielへのインタビュー記事や写真が抜粋されたものとなっている。
- 6月21日、ライブビデオ『ASIALIVE 2005』を発売。通算4作目のオリコン週間DVD総合チャート首位を獲得。なお、2006年にバンド結成15周年を迎えたことを踏まえ、「L'Anniversary」（読み：ラニバーサリー）企画を開始。このビデオを含めた作品・関連イベントには、"15周年"を示すマークが付与されることになった[注釈 58]。
- 7月15日 - 8月31日、J-POP CAFE SHIBUYAにてカフェイベント「L'Arcafe」（読み：ラルカフェ）を期間限定で開催[130]。このカフェでは、メンバー4人が考案したオリジナルメニュー販売の他、過去の未公開ライブ映像が放映された。なお、カフェで放映された映像は、のちに発売されたライブビデオボックス『FIVE LIVE ARCHIVES』へ収録された。
- 8月30日、1stCDシングル「Blurry Eyes」から14thCDシングル「forbidden lover」のCDシングル14作の12cmCD盤を発売。同日には、1997年に7thCDシングルとしてリリース予定だったが、sakuraの逮捕を受け発売中止となっていた作品を、29thCDシングル「the Fourth Avenue Café」として発売。なお、この再発によって、2005年|前年にサザンオールスターズが記録した「同一アーティストによる最多週間シングルチャートTOP30入り」の記録を12から15へ更新した[132]。
- 9月1日、中華人民共和国にてオフィシャルファンクラブ設立[130]。
- 11月25日・26日、バンド結成15周年記念ライブ「15th L'Anniversary Live」を東京ドームにて開催。チケットは約2分で完売し、2日間で約11万人を動員した。
- 12月13日、1999年に発売した6thアルバム『ark』、7thアルバム『ray』に特典DVDを付属した、バンド結成15周年を記念した復刻盤『ark 15th Anniversary Expanded Edition』『ray 15th Anniversary Expanded Edition』を発売。

2007年
- 2月14日、ミュージック・クリップ集『CHRONICLE 0 -ZERO-』を発売。
- 4月4日、ライブビデオボックス『FIVE LIVE ARCHIVES』を発売。
- 5月30日、30thCDシングル「SEVENTH HEAVEN」を発売。通算17作目のオリコン週間シングルチャート首位を獲得[130]。
- 6月8日 - 8月30日、ライブツアー「Are you ready? 2007 またハートに火をつけろ!」を開催。このツアーは、1998年以来約9年ぶりにホール規模の会場を中心にまわるツアーとなった。
- 7月28日、韓国・仁川広域市で行われた野外ロックフェスティバル「2007 INCHEON PENTAPORT ROCK FESTIVAL」の2日目にヘッドライナーとして出演し[130]、15曲を披露。なお、このフェスへのヘッドライナー出演は、日本人アーティストとして初のこととなった[130]。
- 8月29日、31stCDシングル「MY HEART DRAWS A DREAM」を発売。通算18作目のオリコン週間シングルチャート首位を獲得[130]。
- 9月12日、ライブビデオ『15th L'Anniversary Live』を発売。通算5作目のオリコン週間DVD総合チャート首位を獲得[130]。
- 10月10日、32ndCDシングル「DAYBREAK'S BELL」を発売。通算19作目のオリコン週間シングルチャート首位を獲得[130]。
- 11月14日、33rdCDシングル「Hurry Xmas」を発売。
- 11月21日、11thアルバム『KISS』を発売。通算7作目のオリコン週間アルバムチャート首位を獲得[130]。
- 12月4日、iTunes USAで11thアルバム『KISS』の配信を開始。
- 12月5日、ミュージック・クリップ集『CHRONICLE 3』を発売。
- 12月22日 - 2008年2月17日、ライブツアー「TOUR 2007-2008 THEATER OF KISS」を開催。

2008年
- 2月11日、iTunes Canadaで11thアルバム『KISS』の配信を開始[133]。
- 2月21日、Yahoo!ミュージックアワード2007において、L'Arc〜en〜Cielが“ベストグループ最優秀賞”を受賞[133]。
- 3月、NHK『J-MELO Awards』(2007年)において、L'Arc〜en〜Cielが“Most Requested Artist”を受賞[133]。
- 4月2日
34thCDシングル「DRINK IT DOWN」を発売。通算20作目のオリコン週間シングルチャート首位を獲得[133]。また、Billboard JAPAN Top Singles Salesチャートで自身初の首位を獲得。
ライブビデオ『Are you ready? 2007 またハートに火をつけろ! in OKINAWA』を発売。
- 4月12日、MySpace上で、L'Arc〜en〜Ciel Official MySpaceを開設[133]。
- 4月18日、11thアルバム『KISS』をヨーロッパで発売。
- 4月19日 - 6月8日、日本国内外7都市をまわるライブツアー「TOUR 2008 L'7 〜Trans ASIA via PARIS〜」を開催。このツアーは、ソウル・上海・香港・台北・パリ・東京・大阪の7都市で行われ、約30万人を動員した[133]。ちなみにパリ公演は、自身初のヨーロッパ公演となった。なお、5月9日に行ったパリ公演の模様は、東京・大阪・福岡・広島・新潟の全国5箇所のシネマコンプレックスにおいて、世界初となる海外コンサートの同時中継が行われた[133]。ちなみに、海外コンサートの同時中継は、このパリ公演が世界初のこととなった[133]。
- 5月2日、11thアルバム『KISS』が台湾の音楽チャート、G-musicの2008年5月2日付総合ランキングで首位を獲得[133]。
- 5月13日、読売新聞朝刊において、2008年8月にニューシングル「NEXUS 4／SHINE」をリリースすることと、2011年にバンド結成20周年記念ライブを開催することを発表した。この発表に関連し、バンド結成20周年記念公演までライブ活動を休止することも発表された。
- 8月27日
35thCDシングル「NEXUS 4／SHINE」を発売。
ライブビデオ『TOUR 2007-2008 THEATER OF KISS』を発売。通算6作目のオリコン週間DVD総合チャート首位を獲得。
- 11月26日、33rdCDシングル「Hurry Xmas」の2008年盤を発売。

2009年
- 2月25日、ミュージック・クリップ集『CHRONICLE 4』を発売。
- 3月、NHK『J-MELO Awards』(2008年)において、L'Arc〜en〜Cielが“Most Requested Artist”を受賞[133]。
- 3月25日、ドキュメンタリー・ビデオ『DOCUMENTARY FILMS 〜Trans ASIA via PARIS〜』を発売。
- 5月20日、ライブビデオ『LIVE IN PARIS』を発売。通算7作目のオリコン週間DVD総合チャート首位を獲得。7作のDVD総合チャート首位獲得は、当時の男性アーティストの持つ記録としては歴代1位タイとなった[134]。
- 5月22日 - 5月24日、ドキュメンタリー・ビデオ『DOCUMENTARY FILMS 〜Trans ASIA via PARIS〜』と、ライブビデオ『LIVE IN PARIS』、ライブ写真集『á Paris』（カジュアル仕様）の発売記念イベントとして、赤坂サカスにおいて「L'Arc〜en〜Ciel MUSEUM」を開催。
- 9月2日、ベストアルバム『Clicked Singles Best 13』のブルースペックCD盤を発売。
- 12月1日、tetsuyaが自身のアーティスト名を「tetsu」から「tetsuya」へ改名。
- 12月9日、33rdCDシングル「Hurry Xmas」の2009年盤を発売。

### 2010年代
2010年
- 1月13日、NHKバンクーバーオリンピック・パラリンピック放送のテーマソング発表会見において、新曲「BLESS」を披露[135]。
- 1月27日、36thCDシングル「BLESS」を発売。
- 3月、NHK『J-MELO Awards』(2009年)において、L'Arc〜en〜Cielが“Most Requested Artist”を受賞[135]。
- 3月10日、ベストアルバム『QUADRINITY 〜MEMBER'S BEST SELECTIONS〜』を発売。
- 3月31日
配信限定シングル「I Love Rock'n Roll」の各種音楽配信サイトでのダウンロード配信を開始。
ライブビデオ『TOUR 2008 L'7 〜Trans ASIA via PARIS〜』を発売。
オフィシャルテキストブック『WORDSⅡ L'Arc〜en〜Ciel』を角川マガジンズから発売[135]。著者は、音楽雑誌『MUSICA』の創刊者である鹿野淳。
- 11月24日、33rdCDシングル「Hurry Xmas」の2010年盤を発売。
- 12月31日、第61回NHK紅白歌合戦に4度目の出場。演奏曲は「BLESS」。

2011年
- 1月1日、バンド結成20周年の幕開けとなるニューイヤーライブ「20th L'Anniversary Starting Live "L'A HAPPY NEW YEAR!"」を幕張メッセ 国際展示場9-11ホールにて開催。ライブの模様は当日の19:00 (JST) からUstreamで生中継が行われ、直前に出演したNHK紅白歌合戦の会場、NHKホールからの移動などの様子も中継された[136]。
- 2月16日、ベストアルバム『TWENITY』を『1991-1996』『1997-1999』『2000-2010』の3枚に分け同時発売。同年3月9日には、前記のCD3枚とDVD、特典を付属した『TWENITY BOX』を発売。
- 3月29日、2011年3月11日に発生した東北地方太平洋沖地震 (東日本大震災) を受け、オフィシャルHP上にメンバー・スタッフの連名コメントを掲載。併せて、同年5月開催の「20th L'Anniversary LIVE」の全収益を、震災の義援金として寄付することを発表した[90]。
- 4月6日、ライブビデオボックス『FIVE LIVE ARCHIVES 2』を発売[注釈 59]。
- 5月28日・29日、バンド結成20周年記念ライブ「20th L'Anniversary LIVE」を味の素スタジアムにて開催。2日間で約10万人を動員した。この公演は、日本国内の映画館40館およびパリ、ロンドン、ニューヨーク、台湾、香港、ソウルの海外6都市9ヶ所の映画館でライブビューイングが実施されており、2万人を超える動員数を記録[137]。
- 6月27日 - 28日、ドワンゴが提供するニコニコ動画のライブストリーミングサービス「ニコニコ生放送」で24時間 (27日20:00 - 28日20:00、JST) にわたる特番企画を実施[138]。この番組では、L'Arc〜en〜Cielがこれまでにリリースした楽曲の中から123曲、さらにミュージック・ビデオ44曲を一挙に放送[138]。番組のフィナーレとなる同年6月28日19時からの1時間には、L'Arc〜en〜Cielのメンバー全員が初生出演し、ユーザーからの質問に答える企画が行われた[138]。なお、メンバーが出演したコーナーのラスト30分は、ニコニコ生放送史上初の試みとして、予告なしで東京・渋谷のスクランブル交差点にある109フォーラムビジョン、そして名古屋、大阪の3都市の街頭ビジョンにて生中継が行われた[138]。ちなみに動画配信サイトで24時間以上配信したアーティストは過去に存在するが、国内アーティストの施策としては初の試みとなった[138]。余談だが、この特番では、同サービス内において当時の来場者数1位（90万人超[138]）、コメント数1位（約300万[138]）を記録した[138]。
- 6月22日、シングルトラック「GOOD LUCK MY WAY」を先行配信。
- 6月29日、37thCDシングル「GOOD LUCK MY WAY」を発売。Billboard Japan Hot Animationチャートで自身初の首位を獲得。
- 7月21日 - 8月31日、SPACE SHOWER TV THE DINERにてカフェイベント「L'Arcafe」を約5年ぶりに期間限定で開催[135]。このカフェでは、メンバー4人が考案したオリジナルメニュー販売の他、スペシャル映像も公開された。
- 9月10日 - 12月4日、バンド結成20周年を記念したライブツアー「20th L'Anniversary TOUR」を開催。12月4日の京セラドーム大阪公演は、日本国内の映画館54館、および香港、台北、台中、高雄、ソウルの海外5都市の映画館でライブビューイングが実施された[139]。
- 9月23日、日本武道館で行われたライブイベント「テレビ朝日ドリームフェスティバル 2011」にヘッドライナーとして出演し[135]、10曲を披露。
- 10月12日、38thCDシングル「X X X」を発売。通算21作目のオリコン週間シングルチャート首位を獲得。この首位獲得により、ロックバンドとして史上3組目となる1990年代・2000年代・2010年代の「3つの十年代連続」でオリコン週間シングルチャートの首位獲得を達成した[92]。また、Billboard JAPAN Top Singles Salesチャートで通算2作目の首位、週間総合チャートであるBillboard Japan Hot 100においても自身初の首位を獲得。さらに、着うたフルの有料ダウンロード数を集計したRIAJ有料音楽配信チャートでも初の首位を獲得した。
- 11月、海外の映画館20館にて、ライブ映像『20th L'Anniversary LIVE』を上映[135]。
- 12月14日、シングルトラック「CHASE」を先行配信。
- 12月21日、39thCDシングル「CHASE」を発売。
- 12月28日、ライブビデオ『20th L'Anniversary LIVE -Complete Box-』『-Day 1-』『-Day 2-』を発売。男女通じてバンドグループでは史上3組目となるDVD総売上100万枚突破を記録。映像作品全体（VHS+DVD）ではダブルミリオンを突破した[140]。
- 12月31日、第62回NHK紅白歌合戦に5度目の出場。演奏曲は「CHASE」。

2012年
- 2月1日、12thアルバム『BUTTERFLY』の収録曲「wild flower」を先行配信。
- 2月6日から、2日後に発売されるアルバムのプロモーションとして、アルバムタイトルと同名の木村カエラの楽曲「Butterfly」を使ったテレビCMが放映された[141]。なお、CM映像は、木村カエラの楽曲「Butterfly」のミュージック・ビデオが流れる中、最後にL'Arc〜en〜Cielのアルバム発売の告知が挿入されるというもので、音声にL'Arc〜en〜Cielの楽曲が一切登場しない内容となっている。このコラボレーションはラルク側からのオファーによって実現しており、テレビCMは3パターン制作された[141]。
- 2月8日、12thアルバム『BUTTERFLY』を発売。通算8作目のオリコン週間アルバムチャート首位を獲得[135]。また、Billboard JAPAN Top Albums Salesチャートで自身初の首位を獲得。
- 2月22日・23日、LE-CIEL会員限定ライブを横浜アリーナにて開催。
- 3月、NHK『J-MELO Awards』(2011年)において、L'Arc〜en〜Cielが“Most Requested Artist”を受賞[135]。
- 3月3日 - 5月5日、ライブツアー「WORLD TOUR 2012」を日本国外にて開催。このツアーは、約4年ぶりとなるワールドツアーで、香港、上海、ソウル、台北、バンコク、シンガポール、ジャカルタ、ニューヨーク、ロンドン、パリの海外10都市で行われた。ツアーで回った上海以外の会場では、ベストアルバム『WORLD'S BEST SELECTION』が限定販売されている。なお、3月25日のマディソン・スクエア・ガーデンでのライブは、日本人ミュージシャンとして初の同所での単独公演となった[96]。また、この公演の模様は、日本全国29ヶ所の映画館で3月26日午前9時から生中継され、約1万5000人を動員した[97]。
- 3月5日、12thアルバム『BUTTERFLY』をヨーロッパで発売。
- 4月20日、バンドが所属するKi/oon Musicの20周年記念イベント「キューン20 イヤーズ&デイズ」の一環として、約7年ぶりとなるライブハウス公演「一夜限りのL'Arc〜en〜Ciel Premium Night」をLIQUIDROOMにて開催。なお、この公演は、12thアルバム『BUTTERFLY』に付属するIDを特設サイト上で入力し、抽選によって獲得できる「公演チケット (777人)」と「Ustream上の生中継アクセスコード (10万人)」のいずれかの当選者が観ることができた[142]。
- 5月12日 - 5月27日、ライブツアー「20th L'Anniversary WORLD TOUR 2012 THE FINAL」を日本国内にて開催。このツアーは、1999年以来約13年ぶりに野外会場のみで構成されたツアーとなっている。なお、ツアーの最後に組まれた国立競技場（現：旧国立競技場）でのライブは、ミュージシャンとしては史上4組目、ロックバンドでは初の公演となった[101]。なお、同年3月3日から日本国外で行われたライブツアーと、同年5月31日のホノルル公演、そしてこの国内ツアーを合わせ、約45万人の動員を記録した。
- 5月23日、配信限定シングル「X X X -English version-」「CHASE -English version-」の各種音楽配信サイトでのダウンロード配信を開始。
- 5月31日、バンド結成20周年を締めくくるライブ「20th L'Anniversary Year Live in Hawaii」をホノルル・ワイキキシェルにて開催。このライブでは、日布の友好関係向上の架け橋になったとして、ホノルル市が"5月31日"を「L'Arc〜en〜Cielの日」（L'Arc〜en〜Ciel DAY）に制定することを発表した[135][143]。
- 6月1日、LE-CIEL会員限定ライブ「LE-CIEL Presents ハワイ アン シエル Special Live」をワイキキシェルにて開催。
- 6月4日 - 6月10日、東京・銀座のソニービル内のOPUSにおいて、「L'Arc〜en〜Ciel PREMIERE SCREENING Supported by Sony and Ki/oon Music」を開催[144]。
- 6月9日 - 7月8日、バンド結成20周年を記念した特別展「L'Arc〜en〜Ciel 20th L'Anniversary EXHIBITION」（通称：L'展）を横須賀美術館にて開催。
- 6月13日
トリビュート・アルバム『L'Arc〜en〜Ciel Tribute』を発売。
ライブビデオ『LIVE TWENITY』を発売。
- 7月28日、ファンクラブ会報誌別冊『LE-CIEL Extra Number』をエムオン・エンタテインメントから発売[135]。
- 11月7日、ソニー・ミュージックエンタテインメントがiTunes Storeへ参入したことに伴い、L'Arc〜en〜Cielの楽曲を同サービスで配信開始。
- 12月26日、ライブビデオ『WORLD TOUR 2012 LIVE at MADISON SQUARE GARDEN』を発売。

2013年
- 3月20日、ライブビデオ『20th L'Anniversary WORLD TOUR 2012 THE FINAL LIVE at 国立競技場』を発売。
- 8月7日、iTunes Storeが同日に開始した「iTunesライブビデオ」において、ライブビデオ『LIVE TWENITY』の配信を開始。

2014年
- 2月26日、ライブビデオボックス『L'Aive Blu-ray BOX -Limited Edition-』を発売。
- 3月19日、ライブビデオ『heavenly 〜films〜』から『WORLD TOUR 2012 LIVE at MADISON SQUARE GARDEN』の全18作品のBlu-ray Disc版を発売。
- 3月21日・22日、約1年10ヶ月ぶりにライブ「L'Arc〜en〜Ciel LIVE 2014 at 国立競技場」を国立競技場（現：旧国立競技場）にて開催。このライブでは、スタンド・フィールド含め8万人（2日間で延べ16万人）を動員[145]。これは、ライブにおける国立競技場（現：旧国立競技場）の最多動員数記録となった[145]。なお、2日目公演の模様は、日本国内の映画館37館で生中継された他、イギリス、フランス、アメリカ、メキシコ、台湾、香港の海外20都市でもライブビューイングが実施された[146]。
- 5月29日、建て替え前の国立競技場（現：旧国立競技場）で行われた最後のライブイベント「SAYONARA 国立競技場FINAL WEEK JAPAN NIGHT」の2日目公演（"Japan to the World"）にヘッドライナーとして出演し、9曲を披露。
- 7月23日、4K対応液晶テレビ「ブラビア」とライブビデオ『L'Arc〜en〜Ciel LIVE 2014 at 国立競技場』のコラボレーション企画「BRAVIA 4K×L'Arc〜en〜Ciel」を開始。東京・大阪・愛知のソニービルの他、全国約1800店の家電販売店で、4K編集によるダイジェスト映像が順次上映された[147]。同年10月3日からは、JR品川駅中央改札内のソニーショーケースでも上映された。なお、同年12月5日には、このコラボ施策が国際3D先進映像協会による「グッドプラクティス・アワード2014」の4K部門本賞に選出された[148]。
- 8月13日、完全受注生産限定作品「EVERLASTING」を発売。
- 10月2日、音楽配信サイトのmoraおよび VICTOR STUDIO HD-Music. において、楽曲のハイレゾリューションオーディオ (ハイレゾ音源) 配信することを発表。2014年10月10日から「EVERLASTING」を、同年10月22日から『DUNE』以降のスタジオ・アルバム作品12作をFLAC形式 (96 kHz/24bit) で配信開始した[149]。ちなみに「EVERLASTING」より前にリリースされた作品には、全曲リマスターが施された。
- 10月10日 - 11月2日、東京・銀座のソニービル内のOPUSにおいて、ライブビデオ発売及びハイレゾ配信を記念したイベント「4K&ハイレゾで感じる、新次元の美しいL'Arc〜en〜Ciel」を開催。
- 11月12日、ライブビデオ『L'Arc〜en〜Ciel LIVE 2014 at 国立競技場』を発売。オリコン週間BD総合チャートで初の首位を獲得。また、音楽DVDと音楽BDの週間売上枚数を合算したミュージックDVD・BDランキングにおいても初の首位を獲得した。
- 12月5日、自身初のドキュメンタリー映画『Over The L'Arc-en-Ciel』を公開。公開前には、2014年12月12日までの期間限定で劇場上映されることが告知されていたが、のちに上映期間が延長されている。なお、この映画は、2012年に世界10都市で開催したライブツアー「WORLD TOUR 2012」から、ハワイ・ホノルル公演までの間、L'Arc〜en〜Cielに密着し撮影した映像が収められた作品となっている。

2015年
- 4月15日、ドキュメンタリー・ビデオ『DOCUMENTARY FILMS 〜WORLD TOUR 2012〜「Over The L'Arc-en-Ciel」』を発売。
- 9月21日・22日、約1年半ぶりのライブ「L'Arc〜en〜Ciel LIVE 2015 L'ArCASINO」を夢洲野外特設会場にて開催。2日間で合計10万人を動員した[150]。また、2日目公演の模様は、日本国内の映画館39館で生中継された他[150]、香港、台湾、シンガポール、タイ、インドネシア、フィリピン、アメリカ、フランス、メキシコ、ペルー、チリ、アルゼンチン、コロンビア、コスタリカ、グアテマラの海外14ヵ国でもライブビューイングが実施された[151]。
- 11月5日、「L'Arc〜en〜Ciel LIVE 2015 L'ArCASINO」のライブ音源のハイレゾ配信を翌月開始することを受け、東京・大阪・愛知のソニービルに設置された「Hi-Res Tasting Spot」で先行試聴企画を開始。同年12月2日からは全国の家電販売店でも先行試聴が開始された。
- 12月23日
40thCDシングル「Wings Flap」を発売。
音楽配信サイトのmoraおよびVICTOR STUDIO HD-Music.において、「L'Arc〜en〜Ciel LIVE 2015 L'ArCASINO」で演奏された「Driver's High」「MY HEART DRAWS A DREAM」「X X X」「Wings Flap」「HONEY」「READY STEADY GO」のライブ音源のハイレゾ配信を開始[152]。ライブ音源のハイレゾ配信は自身初のこととなった。

2016年
- 9月13日、ソニー・インタラクティブエンタテインメントによる国内プレイステーションビジネス販売戦略発表会「2016 PlayStation Press Conference in Japan」で、2016年で発売20周年を迎えたゲーム『バイオハザードシリーズ』と、L'Arc〜en〜Cielのコラボレーション企画『Don't be Afraid –Biohazard × L'Arc-en-Ciel on PlayStation VR-』が発表された[153]。
- 11月17日、PlayStation VR向けVRミュージックビデオ『Don't be Afraid –Biohazard × L'Arc-en-Ciel on PlayStation VR-』を配信開始。
- 11月25日、配信限定シングル「Don't be Afraid -English version-」の各種音楽配信サイトでのダウンロード配信を開始。同日にはハイレゾ音源の配信も開始した。
- 12月21日、41stCDシングル「Don't be Afraid」を発売。

2017年
- 3月1日、ライブビデオ『L'Arc〜en〜Ciel LIVE 2015 L'ArCASINO』を発売。
- 3月29日、iOS/Android向け位置情報ゲームアプリ『L'Arcollection』の配信を開始（配信は同年4月7日迄）[154]。アーティストによるオリジナル位置情報ゲームの配信は、これが世界初となった。
- 4月8日・9日、バンド結成25周年記念ライブ「25th L'Anniversary LIVE」を東京ドームにて開催。2日間で合計11万人を動員した[155]。2日目公演の模様は、日本国内の映画館50館および香港、台湾、韓国、タイ、インドネシア、メキシコ、コロンビア、コスタリカ、ペルー、グアテマラの海外13都市16ヶ所の映画館でもライブビューイングが実施され、約3万5000人を動員した[155]。

2018年
- 3月14日、iTunesライブビデオにおいて、ライブビデオ『15th L'Anniversary Live』『20th L'Anniversary LIVE -Day1-』『20th L'Anniversary LIVE -Day2-』の配信を開始。
- 3月28日、ライブアルバム『25th L'Anniversary LIVE』を発売。キャリア初のライブ音源が単独で収録されたCD作品のリリースとなった。
- 5月30日、ライブビデオ『25th L'Anniversary LIVE』を発売。通算2作目のオリコン週間BD総合チャート首位を獲得。また、音楽DVDと音楽BDの週間売上枚数を合算したミュージックDVD・BDランキングにおいても、2度目の首位獲得となった[156]。
- 12月12日 - 12月17日、代々木公園のイベント広場野外ステージで、期間限定イベント「L'ArChristmas Park」を開催[155]。このイベントでは、東京ドームのライブ会場で販売されるグッズを一足先に購入できる特設売場や、「L'Arcafe」と題した飲食物を販売する出店が設置された[155]。
- 12月19日・20日、自身初のクリスマスライブ「L'Arc〜en〜Ciel LIVE 2018 L'ArChristmas」を東京ドームにて開催。2日間で合計11万人を動員した[155]。公演の模様は、日本国内の映画館50館および香港、台湾、韓国でライブビューイングが開催された。

2019年
- 1月16日から、「L'Arc〜en〜Ciel WOWOW×Paravi Special Collaboration」として、 ライブ「L'Arc〜en〜Ciel LIVE 2018 L'ArChristmas」に完全密着したドキュメンタリー番組が動画配信サービスサイト、Paraviにて3ヶ月連続で期間限定配信された[157]。2019年1月には「#1 OUTSIDE OF LIVE 2018 L'ArChristmas」、同年2月には「#2 INSIDE OF LIVE 2018 L'ArChristmas」、同年3月には「#3 INTERVIEW OF LIVE 2018 L'ArChristmas」が配信された。そして同年4月には、Paraviで配信された映像の再編集版がWOWOWで放送された。
- 9月1日、公式Twitter（現：X）にて「20190902 4:00」というメッセージを掲載[157]。翌9月2日4時、2020年に約8年ぶりとなるライブツアーを開催することを発表した[157]。
- 12月3日、公式YouTubeアーティストチャンネル を開設。同チャンネルにて、1998年に3作同時でリリースされたシングルの表題曲「HONEY」「花葬」「浸食 〜lose control〜」のミュージック・クリップを、翌週12月10日までの期間限定で3曲同時公開した[158]。
- 12月11日
公式Instagramアカウントを開設[159]。
各種サブスクリプションサービス（定額制音楽配信）にて、これまで発表した全楽曲、全ミュージック・クリップのストリーミング配信を全世界で一斉解禁した[159][注釈 60]。さらに、公式YouTubeアーティストチャンネルにおいて「虹」「HONEY」「花葬」「浸食 〜lose control〜」「Driver's High」「STAY AWAY」「New World」「DRINK IT DOWN」「X X X」「Don't be Afraid」の計10曲のミュージック・クリップを無料公開。また、同日より7日間連続で「YouTube Seven days 2019」と題し、ライブ映像のプレミア配信企画が開始された[159]。
- 12月18日、ライブビデオ『LIVE 2018 L'ArChristmas』を発売。通算3作目のオリコン週間BD総合チャート首位を獲得。また、音楽DVDと音楽BDの週間売上枚数を合算したミュージックDVD・BDランキングにおいても、3度目の首位獲得となった。
- 12月24日、公式ファンクラブ「LE-CIEL」の運営会社を、ソニー・ミュージックソリューションズに移行。

### 2020年代
2020年
- 1月9日 - 2月9日、約8年ぶりとなるライブツアー「ARENA TOUR MMXX」を開催。当初は同年3月5日まで開催される予定だったが、全世界で蔓延した新型コロナウイルス感染症の煽りを受け、2月28日・29日の横浜アリーナ公演、3月4日・5日の国立代々木競技場 第一体育館公演が中止された。また、日本国内および香港、台湾、韓国、タイの映画館で実施される予定だったライブビューイングも同じく中止されることになった。
- 1月10日 - 3月5日、各種サブスクリプションサービス（定額制音楽配信）において、プレイリスト公開企画「L'Arc〜en〜Ciel LIVE SET LIST L'Archives」を実施[160]。歴代ライブ30公演分のセットリストをプレイリストとして毎週金曜日に順次公開。同年3月4日・5日には、"#エアMMXX"企画として、ライブツアー「ARENA TOUR MMXX」で披露された2パターンのセットリストが公開された。

2021年
- 2月17日、エンタメカルチャー誌『別冊カドカワScene』において、L'Arc〜en〜Ciel結成30周年を記念した特別企画「私とラルク」がスタート。この企画はL'Arc〜en〜Cielに影響を受けたアーティストや芸能人にインタビューするもので、第1回には山中拓也（THE ORAL CIGARETTES）が登場している。なお、この企画は第6回まで行われ、ツリメ/アバンティーズ（YouTuber）、ユウタ（NCT 127）、楠木ともり（声優/歌手）、EXILE TETSUYA、伊東健人（声優/歌手）が登場した。
- 5月29日・30日、バンド結成30周年の幕開けとなるライブ「30th L'Anniversary Starting Live "L'APPY BIRTHDAY!"」を幕張メッセ 国際展示場1-3ホールにて開催。なお、このライブの模様は、同年8月22日に動画配信サービス、StagecrowdおよびVeepsにて有料配信が行われている。なお、見逃し配信は翌8月23日23時59分まで実施された。
- 5月31日、シングルトラック「ミライ」を各種音楽配信サイトでダウンロード・ストリーミング先行配信。同日には、ハイレゾ音源の配信も開始している。なお、L'Arc〜en〜Cielはこれ以降、フィジカル発売に先駆けて、表題曲を各種サブスクリプションサービス（定額制音楽配信）で発表するようになり、楽曲のリリースの流れが大きく変わっている。
- 6月1日、公式デジタルファンクラブ「Digital LE-CIEL」を発足。運営会社はソニー・ミュージックソリューションズ。
- 7月25日、配信限定シングル「FOREVER (Anime Edit)」の各種音楽配信サイトでのダウンロード・ストリーミング配信を開始。同日ハイレゾ音源の配信も開始した。
- 7月30日 - 9月12日、SHIBUYUA TSUTAYAをジャックし、期間限定展示会「30th L'AMUSEMENT at SHIBUYA TSUTAYA」を開催。さらに、同店舗の7階にあるカフェ兼書店の「WIRED TOKYO 1999」とのコラボレーションとして、約10年ぶりのカフェイベント「L'Arcafe 2021」を期間限定で開催[161]。来場者にはランチョンマットとコースターが配布され、カフェではメンバー考案のオリジナルフードの販売、ライブ衣装の展示が行われ、さらにライブ映像が流された[161]。
- 8月8日、シングルトラック「FOREVER」を各種音楽配信サイトでダウンロード・ストリーミング先行配信。同日には、ハイレゾ音源の配信も開始している。
- 8月25日
42ndCDシングル「ミライ」を発売。
iOS/Android向けVRミュージアムアプリ『30th L'Anniversary VR Museum』の期間限定配信を開始[162]。
- 9月5日 - 12月26日、バンド結成30周年を記念したライブツアー「30th L'Anniversary TOUR」を開催。このツアーで組まれた東京公演の3日目および最終日の模様は、日本国内の映画館でライブビューイングが実施された。東京3日目公演は全国75館、東京最終日公演は全国65館の映画館で生中継された。さらに、12月28日・29日にはディレイ放映が行われ、28日は全国47館、29日は全国53館で上映が実施された。
- 9月29日、43rdCDシングル「FOREVER」を発売。
- 12月4日、オフィシャルクレジットカード「L'Arcard」（L'Arc〜en〜Ciel Official Credit Card）の発行を発表し、同日より募集を開始[163]。
- 12月22日、特別編集本『Rolling Stone Japan L'Arc-en-Ciel 30th L'Anniversary Special Collectors Edition』をCCCミュージックラボから発売[164]。音楽雑誌『Rolling Stone Japan』が日本人アーティストの特集本を出版することはこれが初であった[164]。

2022年
- 4月1日、公式YouTubeアーティストチャンネルにおいて、2019年12月よりYouTube Music Premium会員を対象に有料会員限定で公開されていた「眠りによせて」「Blurry Eyes」「風の行方」「瞳に映るもの」「and She Said」計5曲のミュージック・クリップの無料公開を開始した。同日には、YouTube Music Premium会員限定で公開していたL'Arc〜en〜Cielのミュージック・クリップを7週連続で無料公開することも発表された[165]。4月8日以降も1週間おきに、これまでに発表したミュージック・クリップが順次無料公開された。
- 5月18日、アルバムリマスター・ボックス『L'Album Complete Box -Remastered Edition-』を発売。同日には、ボックスに収録された、スタジオ・アルバムをリマスタリングした11作品（『Tierra（Remastered 2022）』〜『BUTTERFLY（Remastered 2022）』）を各種音楽配信サイトでのダウンロード、ストリーミング配信を開始した。さらに、ハイレゾ音源の配信も同日開始された。
- 5月21日・22日、バンド結成30周年を締めくくるライブ「30th L'Anniversary LIVE」を東京ドームにて開催。2日間で合計10万人を動員した。
- 12月23日、OTTプラットフォーム、Amazon Prime Videoにて、ライブドキュメンタリー番組『L'Arc〜en〜Ciel 30th L'Anniversary』を配信開始[116]。この番組は『30th L'Anniversary LIVE』のライブ映像と、バンドの裏側に密着したドキュメンタリーの2話構成となっている。なお、この番組は217の国と地域で配信された[116]。
- 12月27日 - 2023年1月31日、イープラスが手掛ける渋谷最大級のカフェ、eplus LIVING ROOM CAFE&DININGにて、カフェイベント「L'Arcafe 2022-2023」を期間限定で開催。来場者にはランチョンマットなどが配布され、カフェではL'Arc〜en〜Cielのスタジオ・アルバム12作のタイトルをモチーフにしたドリンクやオリジナルフードを販売。そしてライブ衣装の展示も行われ、ライブ映像も流された。

2023年
- 5月30日、1stアルバム『DUNE』発売30周年を記念し、リマスタリングアルバム『DUNE (Remastered 2023)』をDanger Crue Recordsから発売。同日には、公式YouTubeアーティストチャンネルにおいて「Dune」「Floods of tears」「As if in a dream」計3曲のミュージック・クリップの無料公開を開始。
- 8月25日、公式デジタルファンクラブ「Digital LE-CIEL」において、会員限定コンテンツ「CIEL's STORAGE BOX」をオープンすることを発表。このコンテンツは、L'Arc〜en〜Cielの貴重な資料用映像などを期間限定で公開する不定期コンテンツとなっている。

2024年
- 2月8日 - 4月14日、ライブツアー「ARENA TOUR 2024 UNDERGROUND」を開催。このツアーは、”これまであまりライブで披露してこなかった楽曲を掘り起こし、スポットをあてる"というコンセプトで行われた。
- 3月27日、ライブビデオ『30th L'Anniversary LIVE』を発売。
- 7月1日 - SHIBUYA TSUTAYAの7階にあるカフェ兼書店とのコラボレーションとして、ファンクラブ会員限定カフェイベント「L'Arcafe 2024 at SHIBUYA」を期間限定で開催。2024年開催のライブツアーの中から、ファンクラブ会員限定で行われた横浜アリーナ公演の映像上映を始め、オリジナルフードやグッズ販売、ライブ衣装と楽器展示などが催されている。なお、SHIBUYA TSUTAYAの1階にあるフリースペースでは、ライブ写真のパネル展示が行われた。
- 9月6日 - 12月15日、東京・大阪・福岡の丸井3店舗で、VRスペシャルイベント「L'Arc〜en〜Ciel "ARENA TOUR 2024 UNDERGROUND" -Welcome to Special Seat-」を開催。
- 10月19日、シングルトラック「YOU GOTTA RUN」を各種音楽配信サイトでダウンロード・ストリーミング先行配信。同日には、ハイレゾ音源の配信も開始された。このシングル以降、バンド名を冠した新レーベル「L'Arc-en-Ciel」から作品を発表するようになっている[166]。なお、販売元は従来通り、ソニー・ミュージックレーベルズが担当している。

2025年
- 1月4日 - 2月19日、 ツリービレッジ東名阪3店舗にて、カフェイベント「L'Arcafe 2025 at Tree Village」を期間限定で開催。カフェではオリジナルフード、ドリンクが販売された。
- 1月15日、44thCDシングル「YOU GOTTA RUN」を発売。
- 1月18日・19日、hydeの誕生月を祝うことをコンセプトにしたメンバープロデュースライブ「LIVE 2025 hyde BIRTHDAY CELEBRATION -hyde誕生祭-」を東京ドームにて開催。2日間で合計11万人を動員した[167]。なお、東京ドーム公演は2022年5月に開催したライブ「30th L'Anniversary LIVE」以来約2年8ヶ月ぶりのことで、今回の2日目公演がバンドにとって累計20回目の同所でのライブとなった。

## 音楽性

### 音楽的影響・嗜好
メンバー4人が共通で好きなアーティストは多くないが、ザ・キュアー、デペッシュ・モード、ジョニー・マー（ザ・スミス、ザ・ザ）、U2といった1980年代のニュー・ウェイヴ、ポストパンクのアーティストや、DEAD ENDが手掛ける楽曲のような耽美なゴシック・ロック要素を内包した音源に関しては、全員が好んで聴いていたという。そのため特にL'Arc〜en〜Cielが活動初期に発表した楽曲は、これらの影響を受けたものが多い。なお、kenは2004年に受けたインタビューの中で、活動初期の楽曲制作を振り返り「ザ・キュアーみたいな雰囲気でバッキングトラックを作ったらどうかとかがあった」と述べている。そしてtetsuyaは「バイブルですよ、キュアーは」と語っている。また、所属事務所の代表を務める大石征裕は、L'Arc〜en〜Cielと出会った頃を振り返り「（メンバー）4人ともザ・キュアーのようなUKロックをよく聞いていたと記憶しています」と述懐している。余談だがhyde曰く、かつてkenから「ザ・キュアーのロバート・スミスみたいに歌ってほしい」とリクエストされたこともあったという。
前記のジャンル以外にも各メンバーは幼少期から学生時代にかけて様々な音楽を聴いていた。hydeは自身の音楽の原体験のひとつとして、小学生の頃に実家のジュークボックスに入っていたオフコースやビリー・ジョエルといったアーティストをあげているが、学年が上がるにつれ、ニュー・ウェイヴの他、ニューロマンティック、ハードコアに傾倒していった。また、kenは幼少の頃、父からの影響で映画音楽やニニ・ロッソを、姉からの影響で松山千春やニューミュージックを聴いていたといい、中学からはエイジアなどのプログレッシブ・ロックや、ハードロック、ヘヴィメタルを好んで聴いていた。そしてtetsuyaは、小学6年生頃からイエロー・マジック・オーケストラや一風堂、ニューロマンティックのアーティストの楽曲をよく聴くようになり、中学時代からkenを含む幼馴染の先輩からの影響でヘヴィメタルも愛聴するようになった。一方でメンバーは学生時代に、日本のメジャーシーンでヒットしていたロックバンドをあまり聴いておらず、hydeは2002年に受けたインタビューの中で、1980年代に日本で流行したビートロックに関して「好みではなかった」と述べていたことがある。また、kenは「自分が聴いてきた音楽は全然100万枚ヒットのものじゃないし、チャートを聴いてたわけでもなかった」と語っている。
1993年から1997年までドラマーとして在籍していたsakuraは、他のメンバーと同様にDEAD ENDや80年代のニュー・ウェイヴを聴いている他、兄の影響でビートルズ、箱バンドでセッションドラマーとして活動していた経緯もありジャズも好んで聴いていた。sakuraは1994年に受けた音楽誌のインタビューの中で、好きな音楽について「挙げたらキリがないですよ。70年代のハード・ロックも聴くし、ひと昔前のジャズ、今ならブルー・ノート・レーベルから出てるヤツとか…。昔のアルバムは、ミュージシャンがどこにいて、どんな表情で演奏しているのかも、聴いているだけで伝わってくるじゃないですか。そういうところがいいんですよ」と述べている。一方で、1998年からバンドに加入したyukihiroは、ニュー・ウェイヴやニューロマンティックからの影響の他に、ミニストリーをはじめとするインダストリアル、さらにエレクトロニック・ボディ・ミュージック、エレクトロ・ポップ、テクノ、ハウスなどのクラブ・ミュージックに寄った音楽も好んで聴いていた。
各メンバーは他にも、ボサノヴァやソフト・ロック、オルタナティヴ・ロック、グランジ、シューゲイザー、トリップ・ホップ、フレンチ・ポップス、ポップ・パンク、オルタナティヴ・メタルなど様々なジャンルの音楽を好んで聴いている。メンバーそれぞれで好む音楽性に違いがあること、そしてメンバー全員がコンポーザーというバンドスタイルを採っていることもあり、L'Arc〜en〜Cielの音源は幅広くジャンルを横断したものになっている。tetsuyaはバンドの特徴について「バンド名がラルク アン シエルで、虹って意味だから、最初は白と黒で始まって、いろんな色が入ってくる。白と黒だけじゃなく、七色入ってくる広がりがあるバンドという。そういうことを無意識にやってるんでしょうね」と述べている。
L'Arc〜en〜Cielは、1999年から2002年にかけてパーソナリティを務めたラジオ番組『FLYING〜L'Arc〜ATTACK』の中で、自身が好んで聴いている楽曲をレコメンドする企画をたびたび行っていた他、音楽雑誌『GiGS』や各メンバーが個人名義で発表した本などに、自身が愛聴したアルバムを掲載していたことがある。また、2019年にSpotifyなどのストリーミングサービスで音源配信を始めて以降は、メンバーそれぞれが洋楽をメインに選曲した、ライブ開演前の会場で流すためのBGMプレイリストを同サービス上で公開するようになっている。このようにL'Arc〜en〜Cielは、メンバーそれぞれが好む音楽をリスナーとシェアすることが多い。なお、tetsuyaは2000年に受けたインタビューの中で「ラルクだけしか聴かない人なんていないでしょ。そんなことべつに求めないし、そんなのキモチ悪いじゃん（笑）。いろんな音楽聴いて、いろんなライブ観たほうが楽しいし」と語っている。
ちなみに、L'Arc〜en〜Cielのライブでは終演の際にアイルランドの歌手、エンヤの楽曲「ブック・オブ・デイズ」を会場内に流すことが定番になっている。また、活動最初期の頃はオープニングBGMとして、ミニストリーの楽曲「アイ・プリファー」をよく流していた。
現メンバーが影響を受けたアーティストまたは、愛聴している楽曲を手掛けたミュージシャンは下記の通り。
| - アトミック・スウィング - INXS - オフコース（小田和正） - カルチャー・クラブ - カーディガンズ - カジャグーグー - GASTUNK - クランベリーズ - ザ・カルト - ザ・キュアー - ザ・スミス - ザ・ミッション | - ジューダス・プリースト - スザンヌ・ヴェガ - スティーナ・ノルデンスタム - スパンダー・バレエ - スリップノット - ダイナソーJr. - デヴィッド・シルヴィアン - デヴィッド・ボウイ - DEAD END - デペッシュ・モード - デュラン・デュラン - ドアーズ | - ニルヴァーナ - パレイ・ロイヤル - ビョーク - ブリング・ミー・ザ・ホライズン - ポリス（スティング） - マリリン・マンソン - ミスフィッツ - モトリー・クルー - U2 - ユーリズミックス - リンキン・パーク - レディオヘッド |

| - アイアン・メイデン - アビー・リンカーン - アントニオ・カルロス・ジョビン - アンビシャス・ラバーズ - イングヴェイ・マルムスティーン - ヴァンデンバーグ - エイジア - エスタス・トンネ - カーティス・メイフィールド - カーペンターズ - ゲイリー・ムーア - ザ・キュアー | - サンタナ - ジェフ・バックリィ - ジミ・ヘンドリックス - ジョニー・マー（ザ・ザ） - スコーピオンズ - スタイル・カウンシル - ストーン・テンプル・パイロッツ - DEAD END - デペッシュ・モード - ニニ・ロッソ - パット・メセニー・グループ - ビル・フリゼール | - ピンク・フロイド - フェアーグラウンド・アトラクション - プラシーボ - ブラック・サバス - ボブ・マーリー - ポリス - マイケル・シェンカー - 松山千春 - メシュガー - U2 - レッド・ツェッペリン - レッド・ホット・チリ・ペッパーズ |

| - EARTHSHAKER - アンダーワールド - イエロー・マジック・オーケストラ - ヴァネッサ・パラディ - オアシス - ガービッジ - カルチャー・クラブ - ザ・キュアー - ザ・キラーズ - ザ・スミス - ジェーンズ・アディクション - ジェリーフィッシュ | - ジャパン - ジャミロクワイ - スケルトン・キー - スマッシング・パンプキンズ - ダリル・ホール&ジョン・オーツ - デヴィッド・ボウイ - DEAD END - デペッシュ・モード - デュラン・デュラン - ニルヴァーナ - ノー・ダウト - ビリー・ジョエル | - フィオナ・アップル - フォール・アウト・ボーイ - FLATBACKER - ブリング・ミー・ザ・ホライズン - ホワイトスネイク - ミューズ - U2 - LOUDNESS - ラット - リパブリカ - リンキン・パーク - レディオヘッド |

| - アークティック・モンキーズ - イヴ・トゥモア - 一風堂 - 808ステイト - エコー&ザ・バニーメン - オウテカ - カーヴ - ガリアーノ - GRASS VALLEY - KLF - コーン - ザ・キュアー | - ザ・ストーン・ローゼズ - ジーザス・ジョーンズ - ジェイムス・ブレイク - ジャパン - ジョイ・ディヴィジョン - スージー・アンド・ザ・バンシーズ - スマッシング・パンプキンズ - SOFT BALLET - デペッシュ・モード - ドライ・クリーニング - ナイン・インチ・ネイルズ - ニッツァー・エブ | - ニルヴァーナ - バウハウス - BUCK-TICK - ピクシーズ - ポーティスヘッド - マイ・ブラッディ・ヴァレンタイン - マッシヴ・アタック - ミート・ビート・マニフェスト - ミシェル・ンデゲオチェロ - ミニストリー - U2 - レディオヘッド |

### L'Arc〜en〜Cielと『ヴィジュアル系』
ポップジャム事件
1999年4月19日、NHKで放送された音楽番組『ポップジャム』の同年5月1日放送分の収録にL'Arc〜en〜Cielが参加した。その日の収録では2曲が演奏される予定であったが、1曲が演奏終了した時点でメンバーが演奏を中止、そのままステージを去るという事態が起こったと同年4月25日発行の日刊スポーツ紙などで報じられた。
事の発端は、当時番組のMCを務めていたお笑いコンビ・爆笑問題がトークの中で、メンバーに対して"ヴィジュアル系"と発言したことによるものとされた。そしてL'Arc〜en〜Cielは、トークの後に「HEAVEN'S DRIVE」の演奏を行ったが、tetsuyaが本来担当するはずのコーラスパートを無視し、演奏を終了。ステージから捌けていく際には「ベースをぞんざいに扱う」など不機嫌な様子だったと報じられた。他には、「本来は2曲撮影する予定だったところを1曲で切り上げた」とも伝えられ、一連の行動に対し議論を呼ぶことになった。
事件の真相、事件後の反応
上記の報道内容について、tetsuyaは「元々2曲を別々に収録する予定であり、楽器をぞんざいに扱い、キレてそのまま帰ったというのは間違い」と否定している。実際は、番組に出る時点で要望などを事務所やレコード会社に伝えていたが、それが司会の爆笑問題まで伝わっていなかったことに起因しているとも述べている。
tetsuyaは2004年に発売したインタビュー本『哲学。』の中で「2曲続けてではなくて、1曲ずつ別々に演奏することになっていたんですよ。で、1曲演奏して、楽屋に戻ったときにそういう話をして、"気持ちよく仕事がしたいんだけど、そういう環境が整ってないんで、今日は失礼させていただきます"って、ちゃんと挨拶をして、爆笑問題さんにもちゃんとそういう話をしたうえで、帰ったんですよ」「ちゃんとスタッフが打ち合わせをしているべきところなんですが、それが出来てなかった。（中略）それはこっちサイドのスタッフのミスだったと思うんですよ。NHKさんにも爆笑問題さんにも何も悪いところはないというか。俺たちは爆笑問題さんに対して、まったく怒ってないんですよ。というか、お笑いの人だから面白おかしく言うに決まってるじゃないですか。あくまでもうちのスタッフに対して、もっとちゃんとやってくれよっていう意味での行動だったんですよ」と語っている。
実際、一部週刊誌やスポーツ紙で「NHKと揉めた」と報道されたが、事が起きた1999年末にはL'Arc〜en〜Cielとして『第50回NHK紅白歌合戦』に出演している。L'Arc〜en〜Cielはこの年以降も、同番組を含むNHKが放送する音楽番組にたびたび出演している他、2010年にはバンクーバーオリンピック・パラリンピックのNHK放送テーマソングに「BLESS」という楽曲を提供しており、特段不和は見られない。なお、tetsuyaは当時の報道に関し「怒りを感じることもありますけどね。事実じゃないことを書かれたりすることが多いんで。でも面白おかしくしたほうが、視聴率を稼げたり、部数が売れたりするから、仕方ないんじゃないですかね」と述べている。
これに対し、長年語ってこなかった爆笑問題・太田光は、事件から約20年の時が過ぎた2019年2月に、自身がレギュラーを務めるラジオ番組『爆笑問題カーボーイ』において「俺には何もキレてないし、俺たちにはむしろ"すみません"って」「彼らの名誉のために言っておくけど、本当に真摯な態度で"申し訳ありません"って帰って行った」「番組プロデューサーからNHK側のミスで、と伝えられた」と当時を振り返り発言している。なお、tetsuyaは太田の発言を受け、自身のニコニコチャンネルにおいて、「太田さんの口から言っていただけると説得力があります」「自分達のレコード会社とトラブルにはなったがNHKとはトラブルにはなっていない」「NHKにはその後オリンピックのテーマもやらせてもらった」といった発言をしている。これにより、当時週刊誌等で報道された"ラルクと爆笑問題がケンカを起こした"という出来事は無かったと双方の発言により明らかとなった。
上記の騒動を踏まえてか、現在に至るまでヴィジュアル系バンドの特集がテレビ番組などで放送される際、L'Arc〜en〜Cielが取り上げられることは少ない。なお、L'Arc〜en〜Cielはレコード会社を通じ、CD取り扱い店舗に＜L'Arc〜en〜Cielの商品はヴィジュアル系のコーナーに展開せず、J-POP・ROCKのコーナーに展開して下さい＞という内容の書類を送っていたこともあったという。
『ヴィジュアル系』に対するリーダーtetsuyaの見解
tetsuyaは現在まで一貫して、音楽ジャンルでない"ヴィジュアル系"というひとつのムーブメントの枠に包括されることを拒否しており、"ヴィジュアル系"という呼ばれ方を否定している。ただし、ヴィジュアル系と呼ばれるバンドやそれを自称するバンドを名指しで批判してはおらず、ヴィジュアル系が好んで着るファッションに関しても否定的な見解を述べていない。なお、tetsuyaは2004年に受けたインタビューで以下の発言を残している。
『ヴィジュアル系』に対する他メンバーの反応
- hyde - 1994年に出演した番組で、自身が1980年代にイギリスで流行したニューロマンティックの様式美に多大な影響を受けていることもあり、デュラン・デュランを例にあげたうえで「ルックスも好きだし、でも音楽も大好き[271]」と語り、そのうえで「そういう受け止められ方をして貰うと一番嬉しい」と発言している[271]。そして2000年に受けたインタビューでは「（ヴィジュアル系と呼ばれることは）自分としては嫌だけど、世間がそう言うからには"しょうがない"みたいな諦めがあった[272]」と諦念を含んだコメントを残している。さらに、2012年に本名名義で出版した『THE HYDE』の中で「俺達はそんな枠組みに憧れてバンドをやってた訳じゃなかった[273]」と述べている。また、hydeはこの本の中で、"かつてヴィジュアル系と呼ばれていたバンド"について「俺達の世代のルーツってメタルとかニューウェーブあたり[273]」と語る一方で、" 2012年当時の自分より後に出てきたヴィジュアル系バンド"について「"ヴィジュアル系"がルーツ[273]」と述べており、「（自分たちとは）実は根本が違う[273]」と綴っている。なお、hydeは2023年に受けたインタビューの中で「とにかく自分が楽しいと思うことを自由にやって、ジャンルやシーンのボーダーを壊したい。"こうじゃないといけない"とかそういう固い考えって邪魔だと思ってて。いいところは全部吸収して、自分なりに昇華していったほうが面白いしエンタテインメントとして見たとき、もっとジャンルやシーンがぐちゃぐちゃになったほうがいいと思う[274]」と語っており、ジャンル分けや枠組みに固執しない音楽活動を志向していることを示唆している。
- ken - 1994年に出演した番組で「ヴィジュアル先行で見られるのは嫌ですか[271]」という問いに対し「そうでもない、先行というか同じ歩調で行けば別に…。"この人、音楽は良いけど顔ダサい"って言われるよりは良い[271]」と発言している。また、2010年には自身のTwitter上で、「自身にどういうあだ名をつけるか」との問いに対して「ヴィジュアル界一の黒さ[275]」と答えている。
- yukihiro - 2009年に、ヴィジュアル系バンドという呼ばれ方に関し「俺とかがヴィジュアル系って呼ばれていた時（ZI:KILL在籍時）は、"言うな"って思っていた[276]」「自分達で"ヴィジュアル系です"って言うのが出てきた時点で (ラルクはヴィジュアル系とは) 違うと思う。俺とかの頃は"ヴィジュアル系です"って言ってバンドなんかやってなかった[276]」と語っている。なお、yukihiroは自身が加入する前のL'Arc〜en〜Cielの印象について「いわゆるビジュアル系って言われてたわけじゃないですか。そういう人たちがやるような音楽じゃないよなって、それが面白かったですね。みんなにあんまりそういう血がないんだってことですね（笑）[277]」と述べていたことがある。

評論家による評価
- 市川哲史（音楽評論家、音楽と人元編集長） - 市川はL'Arc〜en〜Cielのスタンスについて「誰がどう観ても聴いてもV系のくせに＜V系であること＞を頑なに拒否し続けている[278]」と指摘している。その一方で市川は、ヴィジュアル系を集めたエクスタシーレコードの設立者であるYOSHIKI（X JAPAN）主催によるヴィジュアル系バンドが集うフェス「VISUAL JAPAN SUMMIT 2016」に、tetsuya以外のメンバー3人がソロ名義で出演したものの、L'Arc〜en〜Cielとしては出演しなかったことについて高く評価している[279]。市川は「今回のフェスは、『出演しなかった奴こそ主役』だったんだな実は。自らの意志で出演を拒んだ奴の勇気と正義、みたいな（苦笑）。だってBUCK-TICKにせよDEAD ENDにせよISSAYにせよ、『ルナフェス出演したけど今回は拒否』組はV系バンドじゃないもんねぇ。だから他の三人がYOSHIKIちゃん祭りの壇上に上がっても、一人だけ出演しなかったtetsuyaの頑なさは、死ぬほど面倒くさいけど立派だと思う。でも初めて感心したよ、あの男に[279]」とコメントしている[280]。
- 藤谷千明（音楽ライター） - 藤谷はヴィジュアル系の代表的なバンドであるX JAPANと比較し、「X JAPANとラルクとでは、”背景とするもの”が大違い[281]」と分析している。また、メンバーの音楽以外の趣味・嗜好を指摘し、「ラルクは明らかに文化系気質のバンド。ゆえにX JAPANを中心においたヤンキー・ヴィジュアル系とは、根本的に趣味・嗜好が異なるわけです。彼らの”主張”も故無きことではないのです[281]」とL'Arc〜en〜Cielのスタンスに一定の理解を示している。
- 冬将軍（音楽ライター） - 冬将軍は1999年のポップジャムでの出来事に関し「この事件は、"スター気取りのラルクのわがまま"といったようなマイナスエピソードとして語られることもあるのだが、己の美学を追求しているだけなのに、流行の一環として後追いの言葉で括られることに対する反発であり、さまざまな偏見を持たれてしまった"ヴィジュアル系レッテル"への反抗でもあった[282]」と推察しており、「ゆえに事件当時、ラルクファン以外からも賛同の声があった[282]」と当時を述懐している。また、冬将軍は「L'Arc〜en〜Cielはヴィジュアル系と呼ばれることを良しとしていないため、ヴィジュアル系バンドではない[283]」と踏まえたうえで、「しかしながら後発バンドに与えた影響を考えれば、同シーンを語る上では欠くことのできないバンドであることは言うまでもない[283]」と述べている。

## 楽曲制作

### 作詞
L'Arc〜en〜Cielにおける楽曲制作では、作詞のほとんどをボーカリストのhydeが担当している。時折hyde以外のメンバーが作詞することもあるが、フィジカルシングルの表題曲に関しては「New World」と「FOREVER」を除き、hydeが全ての作詞を行っている。
- hyde

L'Arc〜en〜Cielとして作詞作業をするようになってしばらくは、今いる世界からの逃避を望んだような歌詞や、遠くを見つめた願望のような歌詞を多く綴っていた。そのため、音楽評論家の市川哲史は、1998年に発表されたアルバム『HEART』に関するレビューの中で、hydeが綴る歌詞について「hyde独特の逃避願望である＜空に浮かんでたい＞癖」と表現していたことがある。なお、hyde自身は1993年に受けた音楽雑誌のインタビューの中で「俺は身の回りのことしか歌わないから、ありえないような話は全部"例え話"だと思ってもらえればいいですね」と述べており、現実離れした世界について書いているつもりはなかったことを示唆している。ただ、hydeは2021年に受けたインタビューにおいて、過去に綴ったリリックについて「（架空の物語の中に）自分にとってのリアリティがあったんです」「書いていたのは想像の世界だけど、自分としてはリアルを求めてそうなった」と述懐している。また、L'Arc〜en〜Cielがヒットを重ね続けた1998年から1999年頃の作詞作業について、hydeはその当時「何か解放されたい意思っていうのが強い感じ。もう歌詞書いてて"どっか行こうどっか行こう"ばっかり」と述べていたことがある。
hydeは、多感な学生時代に洋楽あるいはハードコアな音楽をよく聴いていたため、バンドを始めた最初の頃は日本語の歌詞を書くことに不慣れだったと述べている。そしてL'Arc〜en〜Cielで作詞を行うにあたり、hydeが参考にしたものは、幼いころから好きだった小田和正（オフコース）が綴る歌詞だったという。hydeは、2016年に受けた音楽雑誌『Rolling Stone Japan』の取材において「音楽を作り始めた頃は僕はハードコアや、ゴシックロックにハマってたから、ラルクを始めて、すごくキャッチーな曲がメンバーから出てきた時に、どういう詩を書いていいかさっぱりわからなかったんです。"何を言ってええんやろうな？"ってすごい迷って試行錯誤して詩を書いた時に、開いた引き出しがオフコースで。オフコースの曲って、実は都会的なクールな感じで、歌詞もすごく抽象的だと思います。言葉もかなり選んでいるし。そういうところで、"あ、こういう表現の仕方があるな"って。歌詞もその時の影響が出てる。例えば「Blurry Eyes」は、小田和正さんが使うような言葉がいくつかあると思います」と述べている。このように、自身が尊敬する小田和正が書く歌詞の言葉選びや、抽象的な比喩表現を取り入れていき、"比喩に比喩を重ねた表現"と言われるようなリリックを綴るようになった。hydeは2012年に受けた音楽雑誌のインタビューにおいて、誰にでも分かるような直接的表現を避けてきた理由について「悲しいことを"悲しい、悲しい"って言ってるのはあまり悲しくないんですよ。むしろちょっと引くんですよね。抽象的だったり間接的な表現のほうが伝わるというか」と述べている。
さらにhydeはL'Arc〜en〜Cielの活動当初、視覚的に楽曲をイメージするため、歌詞を書く前に絵を描くようにしていたという。このことについて、hydeは1994年発表のアルバム『Tierra』のインタビューで「これはずっと続けてきていることなんですが、詞を書くうえでのガイドとして、カンタンな絵を1曲ごとに描いて、自分がその世界にいるという気持ちで詞を書いていくんです。そうすると、具体的なものが見えてくる」と語っている。文芸評論家の町口哲生は2007年に発行された『別冊宝島』にて、この頃にhydeが綴った詞世界に関し「触覚的な世界（手触り感や肌理をもっているという意味）」と表現している。
2000年頃からhydeの綴る歌詞に、現実を見据えたようなフレーズが増えている。2000年に発表されたアルバム『REAL』に関するインタビューの中で、hydeは「"なんだ、2000年になっても街は何も変わらないじゃん"って。ささやかな望みはあるけど。そういうことを書いてる。『REAL』というアルバムは。諦めてるけど、"ひょっとしたらいいことあるかもね"っていう」「現実的に、深い夢のような未来はあり得ないっていうのが、見えてきてるんだろうね。だから、冷めた詞が多い」と心境の変化を述べている。
アルバム『REAL』をリリースした後、2001年半ばあたりから、hydeを含めたL'Arc〜en〜Cielのメンバー4人は、ソロ活動や別バンドでの活動を始動し、L'Arc〜en〜Cielとしての活動が事実上の休止状態となった。その後L'Arc〜en〜Cielは、バンドを解散させることも考えたが、2003年6月に久々のライブを行い、本格的に活動を再開することになった。そして2004年に、約3年7ヶ月ぶりのアルバム『SMILE』を発表している。このアルバムでは、hydeがこれまでに書いたリリックのテーマとは異なり、ストレートな前向きさを綴った歌詞が多くなっている。この当時に受けたインタビューの中で、hydeは「もう、普通に悲しいだけのCDじゃ、僕、心が動かされないんですよ。今の僕のテンションがそうなのかもしれないけど、悲しい詞を今僕がやると、逆にすごく嘘っぽく書いちゃうような気がするんですよね。あんまり興味がない。そういう悲しい部分を表現した曲もあると思うけど、でもどっかに、ちょっと今の気持ち的には悲しいとか、暗い部分を音源にしたくないなって気持ちがあるのは確かですね」と心境の変化を述べている。また、2005年発表のアルバム『AWAKE』では反戦・平和をテーマとした歌詞、2007年発表のアルバム『KISS』では人と人のミニマムな関係性を身近な表現でつづったものが多く手掛けられている。
hyde曰く、2006年・2007年頃から、"ありふれた日常"をテーマにした歌詞も書くようになったという。以前にもhydeは「C'est La Vie」や「TIME SLIP」「ALL YEAR AROUND FALLING IN LOVE」など、いくつかの楽曲の制作で、身近に起きた出来事をもとに歌詞を書いたことがあったが、2007年に発表したアルバム『KISS』には、人に近い表現を用いた歌詞をのせた楽曲が数多く収められている。hydeは2012年に発表した自叙伝において、この当時の心境の変化について「普段の生活の中で、ふと愛に満たされた時、"このまま、死んでもいいや"って思った瞬間に宇宙と繋がった気がした事があったんだよ。なんか、死を迎え入れられた瞬間に"あ、なんだ、宇宙ってこんな物だったのか"って。ちなみに、俺、薬はやってないよ（笑）。そして、宇宙の摂理というか、なんか全てがスッと理解出来た気がして。それが大きかったのかもしれない。その時に、多分、生への執着がなくなったんだろうな。それからというもの、周りのいつもの風景がとても愛おしく感じられるようになってきた。その感覚は、L'Arc〜en〜Cielの「ALONE EN LA VIDA」の歌詞に書いたり、HYDEソロの「I CAN FEEL」とか、その頃の作詞の核になってるんだけど。（中略）"いつ死んでもかまわない"と共に、"いつ死んでもいいように生きよう"って思う自分が加わった感じかな」と綴っている。また、この頃から、リスナーが歌詞の意味を大きく誤解しないよう、比喩だけではなく、直接的な表現を使ったフレーズも意識的に増やし始めている。
なお、hyde曰く、歌詞を書く際は作曲者から楽曲のイメージを聞き、それを基に作業を行うことも多いという。そして、映画やアニメーション作品に楽曲を提供する場合は、監督などの製作陣と話し合いを行ったうえで、そのタイアップ作品を意識した歌詞を書くこともある。L'Arc〜en〜Cieは2000年に映画主題歌として「finale」という楽曲を提供しているが、この時の作詞作業についてhydeは「映画と、まったく違うアプローチをしても夢からさめた感じがするし、かと言ってまったく同じだと逆に映画との相乗効果がない気がしたんです。で、自分の感性で、映画の中で流れるなら、こういう感じがいいかなと思ったんです」と当時述べている。
hydeは歌詞を書く行為について、「詞を書くのってホントに面倒くさいけど、人として書いてて良かったなとは思うよ。詞とか文章を書くって、すごくいい事だと思う」「頭で考えてるだけだと、なかなか一つの形にまとまらないんだよね。でも、文章にしていくと"あ、そっか、そう思ってたんだ"って文章って形で見えるからわかりやすいんだ。そうすると突き詰めやすくて、物事の本質が見える」「ヴォーカリストがちゃんと詞を書いて歌を歌うっていう行為は、一番リアルだと思うんですよ。人が書いた詞を歌うっていうのは、やっぱりその人の感性を代弁してるっていう感じだから。それが悪いって意味じゃないけど」と語っている。また、hydeは、音楽における歌詞について「結構ね、中途半端に理解されるべきもんだとは思うんですよ。歌詞なんて、いちいち説明してたらカッコイイわけない」「ちゃんと理解してほしいからといって、いいことばかり書いてもカッコイイものができるとは思わない」と語っており、インタビューなどにおいて歌詞の意図を明言することを避け、解釈をリスナーに委ねることが多い。
総合音楽家の和久井光司は、hydeが綴る歌詞について「あるストーリーの断片を散りばめたような雰囲気重視のもの」と表現しており、「パンク以後の精神性としての”ロックンロール”からは遠く、文学・映画・演劇の要素まで取り込んで”ロック”とする表現の発展性とみれば大いにありだと思う」と批評している。また、音楽ライターの小杉俊介は、2004年に発行された音楽雑誌『ROCKIN'ON JAPAN』の中で「浪花節的メンタリティーに依然支配されたままのこの国のヒットチャートの中で、＜泣き＞にも＜共感＞にも一切頼らないラルクが勝ち続けている事実は、賞賛してすぎることはないと思う」と批評している。
音楽雑誌『MUSICA』の創刊者で音楽ジャーナリストの鹿野淳は、hydeが綴る歌詞の特徴について「バラッドではかなり文学的な言葉世界を展開するものの、ドライヴ・ナンバーになると途端にわかりやすい言葉しか歌わなくなる。だからこそラルクの楽曲はどんな曲でも必ず"聴きとれる"。これは実は凄いことだ」と評している。さらにシンガーソングライターの松任谷由実は、1999年に行われた近田春夫との対談において、"同じつぶつぶを持っている人"として、hydeの他、2人の作詞家の名前をあげている。松任谷は、hydeを含む3人の作詞家が書く歌詞について「詞とメロディは連動してるけど、詞に心地よい空白を感じました」と評している。
hydeは好きな日本の作詞家として、前記の小田和正の他、aikoやCHARAの名前をあげている。hydeは2015年に受けた音楽雑誌のインタビューの中で、aikoが綴る歌詞について「aikoさんの書く詞は素敵だなって曲が流れるたびによく思います」と述べたことがある。
上記のように、L'Arc〜en〜Cielの楽曲の歌詞はhydeがほぼすべて手掛けているが、1996年発表のアルバム『True』以降のアルバムにおいて、hyde以外のメンバーも1〜2曲作詞を担当するようになった。なお、2007年発表のアルバム『KISS』には、hyde以外の3人それぞれが作詞・作曲を担当した楽曲を、1曲ずつ収録している。hyde以外のメンバーが作詞を担当したL'Arc〜en〜Cielの楽曲は、以下に記す（原曲のみ記載。パートチェンジバンド名義の音源やリアレンジバージョンなどは除く）。
- ken - 「Lover Boy」「twinkle, twinkle」「Pretty girl」
- tetsuya - 「milky way」「Perfect Blue」「bravery」「Time goes on」「砂時計」「FOREVER」
- yukihiro - 「L'heure」「trick」「New World」「spiral」「shade of season」
- sakura - 「"good-morning Hide"」

### 作曲
L'Arc〜en〜Cielは活動初期から、"メンバー全員がソングライター"というバンドスタイルを採っている。コンポーザーが4人いるが故に、メンバー4人それぞれの個性が、各々の作る楽曲に内包されており、これがL'Arc〜en〜Cielというバンドの最大の特徴になっている。L'Arc〜en〜Cielが作る楽曲には、メンバー4人それぞれのルーツミュージックの要素や、曲を作るタイミングで各々が興味を持っていた音楽性が反映されており、ハードロックやニュー・ウェイヴ、ポストパンク、グランジ、オルタナティヴ・ロック、インダストリアル、ダンス・ミュージックといった多彩なジャンルが混合されている。このように多種多様のジャンルを採り入れ、独自のポップ・ミュージックとして音源を仕上げている。
メンバー自身も、"4人全員がコンポーザー"ということをバンドの特徴の一つとして捉えており、hydeは「ラルク アン シエルはテーマを作らないで、みんなが思い思いの曲を書いていくんです。規制を作ってしまうと世界が広がらないと思いますし」と述べている。また、kenは「4人の作曲者がいて、それぞれにいろんな匂いがあるっていう面白さがあると思いますね」と語っている。ちなみにhydeは、L'Arc〜en〜Cielにおけるアルバム制作を「たとえて言えば、みんながキャンバスに好きな色を塗っていって、最終的に出来たものから、こういう絵が描きたかったんだって確認するような感じ」と表現していたことがある。
なお、1995年発表の3rdアルバム『heavenly』までの楽曲制作では、作曲者はオケのみを作り、歌メロに関しては基本的にすべてボーカリストのhydeが作っていた。そして1996年に4thアルバム『True』を制作するにあたり、作曲者が歌メロまで作る慣例ができ、L'Arc〜en〜Cielとしてのひとつの制作スタイルが確立している。なお、デモを作った原曲制作者以外のメンバーがメロディの一部を作りかえた場合は、作曲者クレジットに複数人を併記するかたちをとることが多い。
1998年に"即興的かつロジカルなリズム＆グルーヴを生むドラムプレイ"が特徴的なsakuraから、"緻密かつタイトで、マシーン・ビートとの同期も好んだドラムプレイ"が特徴的なyukihiroへとドラマーが代わったことにより、リズムセクションを担う立場にあるtetsuyaのベースのプレイ・音量が変わっている。さらに、kenのギターアプローチの嗜好も変化したことで、この頃からグランジあるいはオルタナティヴ・ロック色の強い楽曲 が増えている。また、yukihiroはかつてOPTIC NERVEというユニットでインダストリアルやテクノ、エレクトロニック・ボディ・ミュージックを志向した作品づくりをしていたことがあり、その後加入したDIE IN CRIESというバンドにおいても、それらから影響を受けたインストゥルメンタルを制作していた過去があった。そしてL'Arc〜en〜Cielに加入した後も、その音楽的嗜好を反映させた"打ち込みとの同期を採り入れたバンド音楽"を制作している。こういった背景もあり、L'Arc〜en〜Cielの楽曲にクラブ・ミュージックとの親和性が高い音源が増えていくことになった。
なお、前述のジャンル以外にも、sakuraを含めたメンバー全員が影響を受けた音楽性として、ヘヴィメタルやハードコアがあげられるが、L'Arc〜en〜Cielの楽曲制作においてこれらの要素を分かりやすく採り入れることは少ない。kenは2005年に受けた音楽雑誌のインタビューの中で、その背景について「あまりにもメタルみたいなのは周りが嬉しそうじゃないような感じだった」と述べている。ただ、L'Arc〜en〜Cielの楽曲のリアレンジ版を発表するパートチェンジバンド、P'UNK〜EN〜CIELではスレイヤーやアイアン・メイデンといったメタルバンドをオマージュしたアレンジメントをお遊びで行っていたことがある。
また、L'Arc〜en〜Cielにおける楽曲制作は当初、各メンバーが提出した原型をもとに、幾度かのバンドセッションを経て、徐々に完成させていくスタイルを基本的に採っていた。ただ、2004年発表の9thアルバム『SMILE』あたりから、各メンバーがセルフスタジオなどでデモ音源を綿密に作るようになり、作曲者がイニシアチブを取りレコーディングを進めていくことも増えていった。バンドの共同プロデューサーを務める岡野ハジメ（ex.PINK）は、2003年以降におけるL'Arc〜en〜Cielの音源制作について「『SMILE』以降はメンバーも自分たちで打ち込んだりとか、プリプロも本ちゃんに近い形で持ってくる人が現れたりしましたね」「『SMILE』(2004)からは別のラルク・ブランドみたいな感じです」と述べている。
L'Arc〜en〜Cielというバンドについて、hydeは2024年に受けたインタビューの中で「（2018年以降のソロ名義の）HYDEはメタルコアに近づいて表面的にハードですが、精神的にはラルクのほうが奥底が灼熱な感じでもっとコアかもしれません。羊の皮を被った狼ですかね（笑）。そういった部分もおもしろいところかと思います」と語っている。また、岡野ハジメは「ラルクはある意味、俺の言うところのカタルシスの塊だと思うんです。彼らには予定調和や、平和に終わる楽曲は少ないじゃないですか。つまり、彼らはただポップなだけではない、モヤモヤしたような美しさを好んでいたし、俺もそういうものが好きだし、聴衆もそれを喜んでくれたわけじゃないですか。それが仕事レベルで実現できるアーティストは凄く少ないと思うので、ラルクと仕事ができて凄くラッキーだったと思いますね」と述べている。さらに、L'Arc〜en〜Cielの楽曲制作に長らく携わっていたマニピュレーターの斉藤仁は、1990年代の頃を振り返り「正直それまでの僕は流行りものを模倣するような仕事が多かったんですけど、ラルクは"作ったものが流行っていく"というか、今聴いても古いという感じがないですよね。流行を真似した曲はみんな古くなるけど」と述懐している。
草野マサムネ（スピッツ）は、2024年に放送されたTOKYO FM系ラジオ番組『SPITZ 草野マサムネのロック大陸漫遊記』の中で、L'Arc〜en〜Cielが1990年代に発表した楽曲「winter fall」に触れたうえで「ラルクは曲も歌唱もとても魅力的なんですけども、サウンドがねぇ、すごいタイトでカッコいいので、当時あの、レコーディングのときに参考にしていました。なんかこう、サウンドを参考にするアーティストっていうのは、ほぼ洋楽のアーティストっていうか、洋楽のバンドがほとんどだった中で、ラルクはそんな中で数少ない"音がカッコいいなぁ"って思ったバンドでしたね、邦楽のね」と述べている。また、小林祐介（THE NOVEMBERS、THE SPELLBOUND）は、自身にとってのL'Arc〜en〜Cielを「美しさの故郷」と表現しており、「激しい曲でも優しい曲でも常に美しいということ、そこが一番影響を受けているというか、心の指針になっているところがありますね」と語っている。
さらに、音楽ライターの安藤優は音楽雑誌『ミュージック・マガジン』の中で、L'Arc〜en〜Cielについて「ネクラの代表格ともいえるゴシックやダーク・サイケ風味を大胆に盛り込みつつも、平然とお茶の間に浸透して一般大衆の耳にアピールしてしまえる点に、ラルクの醍醐味や痛快さを感じる」「とかく日本のポップスやロックにありがちな借物だらけの段階での自己満足に終始することなく、イイトコ取りしつつも咀嚼してラルク的に仕立てるセンスには、バンドとプロデューサーの岡野ハジメの並々ならぬ曲者ぶりが発揮されており実に楽しい」と批評している。また、ポピュラー音楽評論家のジョン・ペアレスは、ニューヨークタイムズ紙において「多くの楽曲がメタリカ、U2、デペッシュ・モードやデヴィッド・ボウイのようなギター・ロックでありながら、"X X X"のダンス・ポップのようなタッチの、アメリカのロックバンドがやらないスタイルの曲もこなしている」とL'Arc〜en〜Cielの楽曲の多彩さについてコメントしている。
- hyde （詳細は「hyde#楽曲制作」を参照）

- L'Arc〜en〜Cielの楽曲ではken、tetsuyaと比べると、hyde作曲のものは少ない。ただ、1995年発表の3rdアルバム『heavenly』までは、他メンバーが作曲したものであっても、歌メロに関しては基本的にすべてhydeが制作していた。また、L'Arc〜en〜Cielの活動初期にhydeが作曲した楽曲の多くは、hyde自身が「初期はカップリングを担当することが多かった[324]」と言っているように、フィジカルシングルのカップリングに収録されていた。なお、これまでに「I'm so happy」のようなポップなメロディと憂いがかったサウンドが印象的なブリットポップの雰囲気を感じる楽曲[325]であったり、「THE GHOST IN MY ROOM」のようなホワイト・ファンクテイストのダンサンブルな楽曲[326]、「Peeping Tom」のような掴みどころのないギターとアコーディオンのサウンドが印象的な楽曲がhyde作曲のカップリング曲として発表されている。
- hydeが作曲したL'Arc〜en〜Cielの代表的な楽曲として、ミリオンセラーを記録した「HONEY」や「HEAVEN'S DRIVE」があげられる。また、自身が好むニュー・ウェイヴからの影響が反映された「In the Air」[327]や、ビートルズを意識し"気怠さ"と"サイケデリック"な雰囲気で制作された「and She Said」[328]、1990年代初頭に流行していたネオアコの雰囲気を内包した「flower」、フィードバック・ノイズと情緒あるピアノのイントロからアルト・サックスとバンドサウンドの絡みに展開していく「LORELEY」、クリーンギターのアルペジオからサビに向けてヘヴィなロック調に変化していく「いばらの涙」、軽快なアコースティック・ギターのサウンドが前面に押し出されたロックナンバー「Spirit dreams inside」、ラウドでメタリックなナンバー「AS ONE」も作曲している。
- 他には、スウィング・ビートならではのハネたリズムが印象的な楽曲「Singin' in the Rain」や、美しく荘厳なサウンドスケープが印象的なバラード「Anemone」、キーボードの音色やサンプリングした音を大々的に取り入れたアダルトなロックナンバー「My Dear」、富樫春生のピアノと三宅純のフリューゲルホルンをフィーチャーしたジャズテイストの楽曲「Ophelia」といったソフト・ロックの方向で作った曲を発表している。
- hydeは自身の曲作りのスタンスについて「楽曲を制作するときは、音源を完成型を思い浮かべたうえで、それに向かって取り掛かることが多い」と述べていたことがある。hydeは2012年に発表した自叙伝の中で、自身の音源制作に関し「自分の曲を、何かと何かをくっつけて、変化させたり、最初はつまらない曲でも、自分の好きな曲にどんどんアレンジしていく。いきなりバンって良い曲が出来る事って、俺にはあまりないから、その曲をずっとアレンジしていく事によって、いい物にしていく感じ[329]」と綴っている。そのため、作った音源に納得できない場合は完成とせず、一旦寝かせ、時を見てアレンジし直してみるという作業を繰り返すことも多い。その反面、hyde曰く、自身の作曲した曲をボツにしてお蔵入りさせたことはほとんどないという。
- また、hydeは当初「ロックバンドのL'Arc〜en〜Cielとしてどういう楽曲を作るか」に焦点を当てて作曲することが多かったが、2011年・2012年に受けたインタビューの中で「L'Arc〜en〜Cielはロックバンドというより、音楽集団。音楽を作るアーティストの集まりだと思ってる。それぞれが音楽として楽しめるかが重要であって、それがロックかどうかっていうのは全然違う。ロックの楽しいところも、ポップスの気持ちいいところも持ってる。すごくいいとこどりですよ[330]」「L'Arc〜en〜Cielは、楽しい以上のことを追求してる。エンジョイしてOKじゃなくて、もっと音楽的にレベルの高いところを挑戦しないと、やる意味がないってところにきてるバンドだと思うんです[331]」と語っており、特定の音楽観に従属しない姿勢に変化してきている。こういったバンドに対する心境の変化もあってか、2000年代後半以降は、1980年代のユーロビートを意識した「SEVENTH HEAVEN」や[332]、ポップなジャズテイストのクリスマスソングである「Hurry Xmas」、"R&Bとメタルをくっつける"というコンセプトで制作された「X X X」[93]、エレクトリック・ヴァイオリンの音を取り込んだエレクトロでファンタジックな楽曲「ミライ」など、企画性の強い楽曲も手掛けるようになっている。

- ken （詳細は「ken#楽曲制作」を参照）

- kenはL'Arc〜en〜Cielの楽曲の作曲を一番多く手掛けており、作曲数はリアレンジ音源などを除き50曲を超えている。そのためkenは、メンバー全員が作曲を担当するかたちを採っているL'Arc〜en〜Cielというバンドにおいて、中心的なコンポーザーに位置付けられる。ちなみにhydeは、kenが作る楽曲について「L'Arc〜en〜Cielの核」と表現したことがある。
- ken曰く、オリジナル曲を作り始めたのは高校生の頃だったという[333]。kenは高校の頃にtetsuyaに誘われ、ギタリストの脱退したByston-Wellに参加したことがあったが、このバンドではkenが作ったオリジナル楽曲も演奏していたいう。そして、kenが学生時代に趣味の一環で制作していた楽曲は、1stアルバム『DUNE』に「Taste of love」[334]「Be destined」[335]としていくつか収録されることになった。なお、6thアルバム『ark』に収められた「Butterfly's Sleep」の制作では、kenがByston-Wellに在籍していた頃に作った楽曲のメロディの一部が採用されているという[336]。
- 活動初期の頃に発表した1stアルバム『DUNE』から3rdアルバム『heavenly』に収められた楽曲は、ken作曲の楽曲が半数以上を占めており、「Voice」や「As if in a dream」「風の行方」「Vivid Colors」「ガラス玉」など、kenが作る曲を中心にアルバムが制作されている。ただ、メジャーで発表したアルバム2作のセールスが振るわなかったことで、レコード会社のスタッフに「ラルクは売れない」と言われるようになったという。こういった声を耳にしたkenは、1996年に開始した『True』の制作で、マスへのアプローチを意識し、ポップなメロディをつけた楽曲の制作に取り組むことにしたという。後年kenは、2004年に受けた音楽雑誌のインタビューで、アルバム『True』を制作していた頃の心境について「（L'Arc〜en〜Cielが）売れねえって声が聞こえた時、自分が一番曲を書いていたんです。で、"曲が悪いんだろう"、"俺が悪いんだろう"、"そりゃ売れねえの作ってるよ、俺は"と思ってたわけです。そこから始まったのかもしれない[337]」と述懐している。そしてkenは、このアルバムから「Lies and Truth」や「the Fourth Avenue Café」「Fare Well」といったストリングスやホーンを大々的に導入した音源も手掛けるようになった。
- その後sakuraがL'Arc〜en〜Cielから脱退することになり、活動休止期間を経て、新たなメンバーであるyukihiroと5thアルバム『HEART』を制作することになるが、その際kenは「こんな時期に（売上）枚数のこと言う人もいない[51]」ということで、前作『True』で確立したL'Arc〜en〜Cielなりのポップ・ミュージックを基本としながらも、『True』とは違うアプローチで音源制作を行うようになった。また、このアルバムに収録された「Shout at the Devil」や「fate」に表れているように、徐々にオルタナティヴ・ロックやグランジに寄ったギターアプローチで制作を行うようになっていった[285]。
- L'Arc〜en〜Cielがヒットを飛ばしていた1999年頃にkenは、アップテンポの明るい楽曲を制作できなくなっていたという。その理由について、kenは当時「周りから過剰に明るい曲を求められてるような空気を感じたとたんに、もう全然書けなくなって[338]」と述べていた。ただ、L'Arc〜en〜Cielの活動が2001年から約3年ほど止まった間に心境の変化が生まれ、2004年に発表した9thアルバム『SMILE』以降は、時折明るいポップ・ミュージックを手掛けるようになっている。ちなみにken曰く、L'Arc〜en〜Cielの活動休止期間に、SONS OF ALL PUSSYSとして野外ロックフェスへ参加したり、観客としてフェスを観に行ったことが、明るい曲を書くひとつのきっかけになったという。kenは2004年に受けたインタビューにおいて「（これまでは）明るい曲って受けつけなかったんですね。（中略）でも、（L'Arc〜en〜Cielの活動が止まった）3年の間に明るい曲が人を元気にしたり、カーステで鳴らしてイエーイっていうだけでも音楽の意味があるんじゃないかと思い始めて。そういう曲も書いてみたいなと思って書き始めた[80]」と心境の変化を述べている。なお、9thアルバム『SMILE』の制作では、1960年代・70年代の頃のフォークとロックを意識したポップスとして「Feeling Fine」[80]を作曲している。
- kenが作曲したL'Arc〜en〜Cielの代表的な楽曲として、バンド名の日本語訳でありバンドにとっての代表曲でもある「虹」や、ミリオンセラーを記録した「花葬」「NEO UNIVERSE」があげられる。さらにkenは、チャート首位を飾った「winter fall」や「MY HEART DRAWS A DREAM」「DAYBREAK'S BELL」も作曲している。また、kenは他に、ボサノヴァを思わせるアレンジに歪んだギターサウンドをのせた「眠りによせて」や[339][340]、ピアノの弾き語りのような「瞳に映るもの」、レゲエをブレンドした「Wind of Gold」[341]、変拍子を多用したオカルティックな印象のある「浸食 〜lose control〜」[342]、マーチング・ビートのようなドラミングと壮大な上ものが印象的な「forbidden lover」、浮遊感の強いシンセサイザーのサウンドが印象的な映画音楽のような「the silver shining」、ギターリフが印象的なハードナンバー「THE NEPENTHES」、クラシカルなイントロからモダンな16ビートに展開する「叙情詩」[343]、ラテンのリズムを採り入れたシンセ・ポップテイストの「Wings Flap」[105]など、様々なジャンルの境界線を越えたボーダレスな楽曲を制作している[344]。さらにkenは、トラディショナルな趣のあるサウンドが印象的な「Coming Closer」や、ゴシックやインダストリアルから派生したダーク・エレクトロのムードを纏った「EVERLASTING」[345]も作曲している。なお、ken曰く、この2曲は「架空の異国民謡」[346][347]を意識して作ったといい、2004年に発表した「Coming Closer」に関しては「一つの転機になった[348]」と述べていたことがある。
- kenは自身の曲作りのスタンスに関して「無理矢理、作ろうとするのではなくて、その時に自分が感じる空気をそのまま曲にするという作り方ですね。空気って、説明するのが難しいんですけど、それがあるかないかでまったく違うんですよ。そのなかに空気がなかったら、作る意味はないかなって、ちょっと思います[344]」と語っている。また、ken曰く、自身の楽曲制作には、飽き性な性格が影響しているという。kenは2010年に受けた音楽誌のインタビューで「何回もその方法でやってくうちに、自分が飽きちゃうのも知ってるから。もう1回やろうよってなった時、自然にそうなればいいけど"あの方法があったじゃん"でやるのは、後なぞりな気がして嫌なんですよ[349]」「"お、そういうことしたことないねえ"って思った時が、いちばんワクワクする[349]」と述べている。このようにkenは、その時々の気分で音源制作の方向性や手法をガラリと変えることが多い。
- ちなみにkenは、自身の思うポップ・ミュージック像について「特殊なものが整合性を持った時にポップになると思ってる[350]」「凄く難しいことなんですけど、その時代を背負ってなきゃいけないくせに、その時代と一緒になったらダメなんですよね。と、思ってるんですよ。そこの隙間を見つけた時だと思う[351][352][46]」と述べている。また、kenは「みんなが求めているけど、今あるものじゃダメ[46]」「下世話だとダメだという気はしますね。下世話になると、何年後かに聴いてつまらなくなると想う[46]」とも語っており、制作の際に安易に日本の流行に迎合しない姿勢をとっていることがうかがえる。
- なお、kenは、ほかのメンバーが作曲した音源のレコーディングにおいても、中心的なポジションで制作に携わることが多い。hydeは、コンポーザー・アレンジャーとしてのkenについて「自分達にはわからないレベルの音楽的な部分は、彼に一任しているので。（中略）彼が作ってくるデモの時点でかなり完成されてるんで。そういう意味で、彼の曲じゃない曲をやる時にも頼りになるっていう感じです。常に上にいる人って感じかな[353]」「（バンドメンバーの）みんな、kenには一目置いてると思う。アレンジ面だったり、エンジニア的な音質の部分だったり、ダビングの構築であったり。もちろん、作曲家としても他に類を見ない存在で。自分と比べても、音楽的に優れてる[354]」と述べている。

- tetsuya （詳細は「tetsuya#楽曲制作」を参照）

- tetsuyaの作曲した楽曲数は、ken作曲の楽曲より少ないが、フィジカルシングルの表題曲になった楽曲に関しては15曲以上におよぶ。そのため、シングル表題曲になった楽曲の割合は、メンバー4人の中で一番大きい。
- tetsuyaが制作する楽曲の多くは、浸透力あるメロディーラインが特徴で[355]、L'Arc〜en〜Cielの共同プロデューサーを務める岡野ハジメは、tetsuya作曲の楽曲を「テツポップ[65]」と表現している。kenは、作曲者としてのtetsuyaについて「メジャー・キーを愛す男だなと。ある種メロディで、十代の持つ気持ちを忘れてないなという感じがしますね[80]」と評している。また、岡野ハジメはL'Arc〜en〜Cielの楽曲について、tetsuyaの作る曲に触れたうえで「特殊なバンドですよね。特にyukihiroくんの曲とかは結構マニアックですから。とかくある程度成功していったバンドはマニアック方面にズブズブといってしまう場合が多いんですけど、そのへんはちゃんとポップチューンを押さえてる。特にtetsuの曲とかは、こういう中で聴くといつも温かい気持ちになりますからね、出てきた瞬間に。イントロが出た瞬間になんか温かいというか、こう、お家に帰ってきた感というの？すごい哀愁感が、ホッとさせてくれるというか[65]」と述べている。
- tetsuyaが作曲したL'Arc〜en〜Cielの代表的な楽曲として、ミリオンセラーを記録した「snow drop」の他、U.S.ポップ・パンクの雰囲気を纏ったスリリングなスピード感にあふれたロックナンバー「READY STEADY GO」があげられる。また、「Driver's High」「STAY AWAY」「自由への招待」「GOOD LUCK MY WAY」などの疾走感のある楽曲や、「あなた」「Pieces」「瞳の住人」のようなストリングスをフィーチャーしたバラードソングも作曲している。他には、流麗なアルペジオが印象的な「Floods of tears」や、コードが循環し続けるロックナンバー「Blame」、ブルー・アイド・ソウルの雰囲気を意識し制作された「C'est La Vie」、1980年代のニュー・ウェイヴを彷彿とさせるシンセ音が入った「DIVE TO BLUE」、フィラデルフィア・ソウルのような雰囲気のストリングスとモータウン的なリズムが印象的な「Link」、華やかなフレンチポップ・テイストの「Bye Bye」、ギターのブレイクダウンから始まるメロディアスなロックナンバー「YOU GOTTA RUN」などを手掛けている。
- さらに、上記のような明るい印象を抱かせる楽曲に対し、歪みの効いたギターリフから始まるロックナンバー「死の灰」、ブリストル特有のサウンドを入れ込んだ仄暗さのあるバラード「finale」[356]、シーケンシャル・ギターと打ち込みのリズムと生ドラムが絡み合う「TRUST」[215]など、ダークな楽曲も時折手掛けている[355]。なお、hydeは、作曲者としてのtetsuyaの印象について「ポップなシングルのイメージが彼にはあるけど、なんでもできる人だよ[82]」と述べている。
- tetsuyaは自身の曲作りのスタンスに関して「メロディが良いことが大前提」と語っている。なお、tetsuyaは自身が作曲するうえで意識するメロディについて「メロディがしっかりしてないと、アレンジする意味がないと思うので。そのメロディに対して、どうコードをつけるのかとか、どういうリズムパターンにするか、どんなオケを作るのかといったことを考えるんです。まずメロディがしっかりしてなければ、そういう作業をする意味がないと思ってますから[357]」と述べている。
- ちなみにtetsuyaは、結成当時からプロモーションのための広告やCM映像の制作に積極的に関与していたが、その一方で打算や商業的な計算に基づいて曲を作ることをナンセンスとしている。1993年に『DUNE』を発売した時に受けた音楽雑誌のインタビューで「（結成当初から実施してきたプロモーション戦略や計算は）当時はすべて、自分たちでやっていたからこその"商業的な計算"であって、音楽的な面では計算しながらやっているわけじゃないです[286]」と述べている。また、tetsuyaは2004年に発表したインタビュー本『哲学。』の中で、"良い音楽と売れた音楽は必ずしも一致しない"とも語っている[358]。tetsuyaはこの本の中で「いいものを作っても必ず売れるとは限らないし、音楽のよさに比例して売れるとも限らない。世の中そんなもんじゃないですか。売れてなくても本当にいい音楽を作ってる人はいっぱいいるし、その逆もあるし[358]」と述べたうえで、「自分がいいと思うものを作るという以外には、やり方はない[358]」と私見を綴っている。

- yukihiro （詳細は「yukihiro#楽曲制作」を参照）

- 他のメンバーと比較すると数は少ないものの、1999年発表の『ark』『ray』以降にリリースしたすべてのスタジオ・アルバムに、自身が作曲した楽曲が収録されている。L'Arc〜en〜Cielでソングライティングを行うことに関し、yukihiroは2004年に受けた音楽雑誌『ROCKIN'ON JAPAN』のインタビューで「"みんな書くから書かなきゃなあ"[359]」と思っていたと述べている。一方で、yukihiroは同誌のインタビューで「他のバンドとかでダメって言われてた曲がアルバムに入って嬉しかった」とも示唆している[359]。そして現在までに、様々なサンプリング音を採り入れたオカルティックでダークなナンバーの「a swell in the sun」[360]や、トリップ・ホップの要素やインダストリアルなギターサウンドが採り入れられた「L'heure」、不穏なストリングス・サウンドが印象的なインストゥルメンタル「hole」[298]といった、以前に在籍していたバンドで採用されなかった曲やソロ用で温めていた曲が、L'Arc〜en〜Cielの作品として音源化されている。
- また、L'Arc〜en〜Cielでyukihiroが作曲を手掛けた楽曲には、「New World」や「trick」「get out from the shell」に代表されるように、ハウスやブレイクビーツなどを下敷きにしたマシーン・ビートとバンドサウンドを同期させたプレイを採り入れたものが多くある[310]。他にも、yukihiro作曲の楽曲の特徴として、ブリストル・サウンドを意識し制作された「Cradle」や[361]、ポストパンク・リバイバルを受けて制作された「spiral」[362]など、海外のムーブメントからの影響を受けて作られたものが多いことがあげられる。
- また、1998年から2000年の間に発表されたほぼすべてのL'Arc〜en〜Cielのシングルのカップリングには、yukihiroの手によるリミックス音源が収録されており、2000年に集大成としてリミックスアルバム『ectomorphed works』が発表されている。このアルバムは、yukihiroがマンチェスター・ムーブメントに憧れていたこともあり[363]、L'Arc〜en〜Cielの楽曲をハウスなどのダンス・ミュージックに再構築した楽曲が収められており、ダブの要素が感じられる「真実と幻想と [out of the reality mix #2]」や、スロウなハウスにミックスし直した「metropolis [android goes to be a deep sleep mix]」などが収録されている[364]。他にも、2016年には、自作曲「Cradle」をアンビエント／チルアウトの雰囲気でリアレンジした「Cradle -L'Acoustic version-」がシングルのカップリングとして発表されている。さらにyukihiroは、他のメンバーが作曲した楽曲の打ち込みによるアレンジを担当することも多く、「winter fall」（ken作曲）、「Perfect Blue」（tetsuya作曲）、「SEVENTH HEAVEN」（hyde作曲）、「CHASE」（ken/hyde作曲）、「EVERLASTING」（ken作曲）などでサウンドデザイン、プログラミングを行っている。
- なお、yukihiroがL'Arc〜en〜Cielとして楽曲を作曲する際は、原曲を提示した後に他のメンバーと共同でメロディ制作やアレンジを行うこともある[310]。例えば、「New World」ではサビをhydeが制作しているため共作としてクレジットされていたり、「REVELATION」ではメロディの制作をhydeが行っている[310]。また、ポストロックを意識し制作された「shade of season」では、kenと共同でアレンジ作業を実施している[365]。ちなみにyukihiroは、L'Arc〜en〜Cielに加入してから初めて、歌メロから作曲することも始めたと、1999年に受けたインタビューで述べている[366]。
- yukihiroは自身の曲作りのスタンスに関して「自分は感情を曲で表現しようというのはあんまりないんですよね。ただ格好良い音を純粋に出したいし、それが聴きたいんです。例えばディストーションのギターを聴きたいならどういう音にすればいいのか、ドラムの音やベースの音をどういじれば最大限の効果を出せるのかっていうほうに興味があるんですよ。設計に近い感じですね[367]」と述べている。

上記の現メンバー4人以外の作曲者クレジットがついたL'Arc〜en〜Cielの楽曲は、以下に記す（原曲のみ、スタジオ音源があるもののみを記載）。
- hiro - 「I'm in Pain」「Nostalgia」(曲の一部を収録)
- sakura - 「Inner Core」
- L'Arc〜en〜Ciel - 「Shutting from the sky」「追憶の情景」「静かの海で」

### 編曲・プロデュース
L'Arc〜en〜Cielにおける音源の編曲作業は、メジャーデビュー後しばらく、バンドメンバー4人だけで行うことを基本としており、アルバム収録曲のうち1曲だけ外部のアレンジャーを招いてレコーディングすることはあっても、アルバム全体のプロデュースはすべてバンドだけで実施していた。ただ、1996年発表の4thアルバム『True』を制作するにあたり、外部から音楽プロデューサー／アレンジャーを6人招聘し、本格的に楽曲の共同アレンジを開始している。tetsuyaは、アルバム『True』を発表した頃に受けた音楽誌のインタビューにおいて、外部の編曲者と共同制作を行うことについて「もともとオレは、プロデューサーはぜったい必要だという考えなんですよ。海外のアーティストは、それが当たり前じゃないですか。プロデューサーといっしょに、バンドなりアーティストが共同作業をしていくっていうね。たとえば、ラットだったらボー・ヒルとか。そういうことをインタビューで読んだり、そうやって完成した音楽を聴いて育ってきたから、それがとうぜんだと思ってる」と述べている。
翌1998年に発表した5thアルバム『HEART』では、全10曲中9曲で岡野ハジメ（ex.PINK）が共同プロデューサー兼アレンジャーとして起用されている。そして岡野は、このアルバムリリース以降、L'Arc〜en〜Cielの楽曲制作に長らく携わるようになり、hydeが「ラルクのもう1人のメンバー」と表現するほど、"L'Arc〜en〜Cielの音源作り"におけるキー・パーソンとなっていった。ちなみに、岡野とL'Arc〜en〜Cielの初めての共同制作は、4thアルバム『True』収録の「Caress of Venus」「"good-morning Hide"」の編曲作業であった。
後年岡野は、L'Arc〜en〜Cielとの出会い、そして初仕事となった「"good-morning Hide"」の制作を振り返り、「80年代後半のブリティッシュロック的雰囲気…俺はザ・キュアーが大好きで、たまたまtetsuyaくんもhydeくんもザ・キュアーが好きだったんですよ。それで、ギターはただパワー・コードを弾くだけとか普通のコードをジャカジャカ弾くのではなく、ギターはイギリスのゴスやニュー・ウェイヴの感じにしようと、話し合いましたね。そういうことができる日本のバンドは少なかったので、"ラルクのメンバーはマニアックなものも受け入れてくれるんだ、これは嬉しい！"と思いました」と自身の著書で述懐している。なお、岡野は、プログレッシブ・ロックバンド、スペース・サーカスやニュー・ウェイヴバンド、PINKでベーシストを務めていたミュージシャンであり、L'Arc〜en〜Cielのメンバーが敬愛するバンド、DEAD ENDが1988年に発表したアルバム『shámbara』などでプロデュースワークを担当していた経歴がある。
本格的に外部のアレンジャーと共同で編曲作業を行うようになったのは、前述の通り、1996年発表のアルバム『True』以降だが、シングル作品では1995年に発表した「Vivid Colors」と「夏の憂鬱 [time to say good-bye]」を、西平彰と共同で編曲している。また、1994年発売の2ndアルバム『Tierra』では、全収録曲をバンドだけで編曲をしているが、元GRASS VALLEYのキーボーディストである本田恭之がベーシック・サウンド・ディレクター、"YMO第4の男"と言われた松武秀樹らがキーボードオペレーターとしてクレジットされている。また、同アルバム収録曲の「瞳に映るもの」では、富樫春生がプロデュースを担当している。
2000年以降の制作では、11thアルバム『KISS』を除き、岡野ハジメがアルバム全体のプロデュースを務めながら、時折、編曲作業に様々な音楽プロデューサー／アレンジャー／ミュージシャンを招聘するようになっている。これまで岡野以外に、CHOKKAKUや亀田誠治（東京事変）、久米大作、牛尾憲輔（agraph）などがプロデューサーあるいはアレンジャーとして、L'Arc〜en〜Cielの楽曲制作に参加している（下表参照）。ちなみに、2007年に発表したアルバム『KISS』以降は、kenとyukihiroが作曲した楽曲の編曲作業に関しては、バンド単位のセルフアレンジで行われることが多くなっている。
なお、kenは管弦編曲や鍵盤編曲に関しても外部に一任せず、自らが作業に関与することが多い。そのため、自作曲である「winter fall」や「Butterfly's Sleep」「LOST HEAVEN」「ALONE EN LA VIDA」では、外部の編曲者とkenが共同で作業を行っている。岡野ハジメは2019年に発表した著書で、L'Arc〜en〜Cielにおけるkenのアレンジワークについて「kenちゃんはアレンジができて、譜面の読み書きもできる人です。彼と仕事をしていて凄く勉強になったのは…（中略）kenちゃんは内声に凄くこだわるんですよね。ギタリストだからでしょうけど、ミッドのところをどうするか、歌と他の楽器の音が当たっていないか、ストリングスの中でビオラの帯域をどうするか？といった、内声の動きにこだわるんです」「kenちゃんはたまに、リズム・テイクだけだと、最終的にどういう音楽になるかわからないようなギターを弾くことがあるんです。1音だけピーン!という音を弾いて、この音は何で鳴ってるのかなと思ったら、あとでストリングスやいろいろな音が出揃った時に、"このピーンはトップノートだったんだ。やっと分かった"なんていうこともありました。最初から、重ねた末にそういうハーモニーになることをちゃんと検証できて弾いているんです」と評している。なお、小林祐介（THE NOVEMBERS、THE SPELLBOUND）は、kenについて「kenさんは作曲の理論だったり、ギターでいうボイシングやグルーヴの作り方、アンサンブルの組み方にいつもハッとさせられます」と述べている。
また、L'Arc〜en〜Cielの楽曲のイントロアレンジに関し、川谷絵音（indigo la End、ゲスの極み乙女。）は2020年に「L'Arc〜en〜Cielの楽曲は名イントロの宝庫。イントロに1番バリエーションのあるバンドだと思う」と語っている。一方で、アウトロに関してはあっさりと終わることが多く、岡野ハジメは「ラルクはみんなエンディングに興味がないんですよ。謎の終わり方というか、それが色気につながってる」と述べている。
(※) プロデュース: Pd, コ・プロデュース: Co-Pd, 編曲: Arr, 管編曲: Bra Arr, 弦編曲: Str Arr, 管弦編曲: Bra&Str Arr, 鍵盤編曲: Key Arr, リミックス: Remix
| 共同編曲者/プロデューサー (※) メンバーと岡野ハジメを除く | 楽曲 (※) 括弧内はアルバムのクレジット内容 |
| -------------------------------------------------------- | --- |
| 大石征裕                                                 | 『DUNE』収録曲 (Pd) |
| 本田恭之                                                 | 『Tierra』収録曲 (Basic Sound Director) |
| 松武秀樹                                                 | 『Tierra』収録曲 (Keyboard Operator) |
| 石川鉄男                                                 | 『Tierra』収録曲 (Keyboard Operator) |
| 迫田到                                                   | 『Tierra』収録曲 (Keyboard Operator) |
| 高橋"RANDY"和仁                                          | 『heavenly』収録曲 (Co-Pd) |
| 富樫春生                                                 | 「瞳に映るもの」 (Pd)、「Fare Well」 (Arr/Str Arr/Pd)、「Dearest Love」 (Arr/Str Arr/Pd)、 「STAY AWAY -Truly Barbie Forest Ver.-」 (Arr)、「雪の足跡」 (Key Arr)、 「My Dear -L'Acoustic version-」 (Arr)                                                                       |
| 西平彰                                                   | 「Vivid Colors」 (Arr)、「夏の憂鬱 [time to say good-bye]」 (Arr)、「あなたのために」 (Arr)、 「Lies and Truth」 (Arr/Str Arr/Pd)、「Link」 (Arr/Str Arr)、「砂時計」 (Arr/Pd)、 「NEXUS 4」 (Arr)、「SHINE」 (Arr)、「GOOD LUCK MY WAY」 (Arr/Bra&Str Arr)、「X X X」 (Str Arr) |
| 佐久間正英                                               | 「風にきえないで」 (Arr/Pd)、「I'm so happy」 (Arr/Pd) |
| 小西貴雄                                                 | 「flower」 (Arr/Pd)、「さようなら」 (Arr/Pd)、「I Wish」 (Arr/Bra Arr/Pd) |
| 秦野猛行                                                 | 「賽は投げられた」 (Arr/Pd)、「the Fourth Avenue Café」 (Arr/Pd)、 「Round and Round」 (Arr/Pd)、「THE GHOST IN MY ROOM」 (Arr) |
| 北原雅彦                                                 | 「the Fourth Avenue Café」 (Bra Arr) |
| CHOKKAKU                                                 | 「虹」 (Arr/Str Arr/Pd)、「TIME SLIP」 (Arr/Pd) |
| 村山達哉                                                 | 「winter fall」 (Bra&Str Arr)、「Butterfly's Sleep」 (Str Arr)、「THE BLACK ROSE」 (Bra Arr) |
| 菅原サトル                                               | 「あなた」 (Str Arr) |
| 吉澤瑛師                                                 | 「Driver's High」 (Arr) |
| 外山和彦                                                 | 「Pieces」 (Str Arr) |
| 吉俣良                                                   | 「finale」 (Str Arr) |
| TTman                                                    | 「STAY AWAY -STAY AWAY -Jaze Poo Mix-」 (Remix) |
| 亀田誠治                                                 | 「bravery」 (Arr/Pd) |
| ジェレミー・ラボック                                     | 「Anemone」 (Str Arr)、「叙情詩」 (Str Arr)、「ALONE EN LA VIDA」 (Str Arr) |
| デヴィッド・キャンベル                                   | 「瞳の住人」 (Str Arr) |
| 菅原弘明                                                 | 「Coming Closer」 (Arr/Str Arr)、「LOST HEAVEN」 (Key Arr) |
| 杉山勇司                                                 | 「SEVENTH HEAVEN」 (Sound Design)、「spiral」 (Sound Design) |
| 久米大作                                                 | 「Hurry Xmas」 (Arr/Bra&Str Arr)、「BLESS」 (Arr/Bra&Str Arr) |
| 前嶋康明                                                 | 「HONEY -L'Acoustic version-」 (Arr/Pd) |
| 陶山隼                                                   | 「Don't be Afraid」 (Arr)、「FOREVER」 (Arr)、「YOU GOTTA RUN」 (Arr) |
| 牛尾憲輔 (agraph)                                        | 「Cradle -L'Acoustic version-」 (Pd) |
| 堀向彦輝                                                 | 「ミライ」 (Arr) |

### カップリング曲
- 1994年 - 1998年：『The Best of L'Arc〜en〜Ciel c/w』

L'Arc〜en〜Cielはメジャーデビュー以降、1998年に発表した10thシングル「DIVE TO BLUE」までは基本的に、過去作のアレンジ音源ではない新曲をカップリング曲としてリリースしていた。そしてこの時期のL'Arc〜en〜Cielは、「表題曲+"L'Arc〜en〜Cielが発表した過去作のアレンジ音源でない新曲" (+表題曲のインストゥルメンタル)」という形態でシングルを発表していた。
L'Arc〜en〜Cielがこの当時、シングルに収録するカップリング曲をスタジオ・アルバムに収録しない方針を取っていたこともあり、この時期に発表したカップリング曲は、発表から長らくアルバムに収録されることはなかった。ただ、2003年にベストアルバム『The Best of L'Arc〜en〜Ciel c/w』が発表され、この時期に制作されたカップリング曲がアルバムへ初収録されることになった。
- 1998年 - 2000年：『ectomorphed works』

1998年にyukihiroがL'Arc〜en〜Cielへ正式加入し、同年に12thシングル「浸食 〜lose control〜」を発表するにあたり、カップリング曲として表題曲のリミックス音源が制作されることとなった。当初、海外のアーティストに「浸食 〜lose control〜」のリミックスを依頼するプランもあったというが、yukihiroの希望により、yukihiroの手でリミックス音源が制作されることになった。そして、出来上がった音源をメンバーが気に入ったことにより、この作品以降もyukihiroによるL'Arc〜en〜Cielの楽曲のリミックス音源が、カップリングとして収録されることとなった。
こうしてL'Arc〜en〜Cielは、「表題曲+"yukihiroによるリミックス音源"（※インストゥルメンタルなし）」という形態でシングルを発表するようになった。この形態でのリリースは、13thシングル「snow drop」を除き、2000年に発表した19thシングル「NEO UNIVERSE／finale」までのシングル7作品で行われている。
このリミックス企画では、yukihiroが1980年代後半からイギリス・マンチェスターを中心に巻き起こったマンチェスター・ムーブメントの影響を受けていることもあってか、ハウスやインダストリアルを中心としたダンス・ミュージックを意識したリミックスが多く手掛けられている。余談だが、yukihiroは、ソロ名義で開催したDJ&ライブイベント「acid android in an alcove」において、ディスクジョッキーとしてこの時期に自身が制作したL'Arc〜en〜Cielのリミックス音源をフロアでかけたことがある。
カップリングに収められたリミックス音源は、2000年に再度リミックスしたうえで、リミックス・アルバム『ectomorphed works』に収録されることになった。なお、このリミックスアルバムはL'Arc〜en〜Ciel名義の作品ではあるが、yukihiroの単独プロデュースで制作されている。
- 2004年 - 2011年：『P'UNK IS NOT DEAD』

L'Arc〜en〜Cielの活動を本格的に再開した、2004年に発表した24thシングル「自由への招待」以降のシングルには、メンバー4人がパートチェンジしたバンド、P'UNK〜EN〜CIELの音源が収録されることになった。P'UNK〜EN〜CIELは、L'Arc〜en〜Cielの楽曲をパンク・ロック風にアレンジし直してセルフカバーする企画バンドであり、メンバー4人が持ち回りでアレンジの主導権を握り、音源制作がすすめられた。ちなみにken曰く、この企画はhydeの発案がきっかけになっているという。
こうしてL'Arc〜en〜Cielは、「表題曲+"P'UNK〜EN〜CIELによるセルフカバー音源" (+表題曲とカップリング曲のインストゥルメンタル)」という形態でシングルを発表するようになった。この形態でのリリースは、29thシングル「the Fourth Avenue Café」と35thシングル「NEXUS 4／SHINE」を除き、2011年発表の37thシングル「GOOD LUCK MY WAY」までのシングル12作品で行われている。また、2004年以降に開催したL'Arc〜en〜Ciel名義のライブでは、P'UNK〜EN〜CIELがセルフカバーを数曲パフォーマンスするコーナーが設けられた。
カップリングに収められたセルフカバー音源は、2012年に再度ミックス・マスタリングしたうえで、L'Arc〜en〜Cielの12thアルバム『BUTTERFLY』の完全生産限定盤に付属された特典CD『P'UNK IS NOT DEAD』に収録されることになった。そしてアルバムリリースをもって、P'UNK〜EN〜CIELとしての活動は一旦の区切りになった。
- 2011年 - 現在：『L'Acoustic version』

2011年に発表した38thシングル「X X X」からは、L'Arc〜en〜Cielの楽曲をアコースティックアレンジし直した「L'Acoustic version」と題された音源が収録されることになった。なお、リアレンジ音源のプロデュースは、P'UNK〜EN〜CIELの音源制作のときと同様に、メンバー4人が持ち回りで担当することになっている。
こうしてL'Arc〜en〜Cielは、「表題曲+"L'Arc〜en〜Cielの楽曲のアコースティックアレンジ音源（L'Acoustic version）" (+表題曲とカップリング曲のインストゥルメンタル)」という形態でCDシングルを発表するようになった。

## パートチェンジバンド
L'Arc〜en〜Cielではバンド内の遊びも兼ね、不定期でメンバー間のパートチェンジを行い、音源制作・ライブ演奏を行うことが間々ある。そしてこのお遊びの発展型として、過去にKIOTO（読み：キオト）、D'ARK〜EN〜CIEL（読み：ダーク アン シエル）、P'UNK〜EN〜CIEL（読み：パンク アン シエル）の3つのパートチェンジバンドが企画され、これらがL'Arc〜en〜Ciel名義のライブでパフォーマンスを行っていた。なお、この3バンドの共通項として、メンバーが違うケースはあれど、"担当パートの振り分け方が同一"という点がある（L'Arc〜en〜Cielのベーシストであるtetsuyaがボーカルに、ドラマーのsakuraもしくはyukihiroがベーシストに、ボーカリストのhydeがギタリストに、ギタリストのkenがドラマーにチェンジする）。
KIOTO
1995年にL'Arc〜en〜Ciel名義で行った幾つかのライブに登場したTOKIOのコピーバンド。このバンドは、tetsuyaが城島茂（TOKIO）と交流を持っていたことがきっかけで始まっており、TOKIOの楽曲「LOVE YOU ONLY」だけをカバーしている。ちなみにこのバンドは、「TOKIOのリーダー、城島茂の公認バンド」とされており、「バンドの詳細は謎に包まれている」という設定が付けられている。
D'ARK〜EN〜CIEL
1996年から1997年にかけてL'Arc〜en〜Ciel名義で行ったライブに登場したスラッシーなメタルバンド。このバンドでは他2バンドとは違い、オリジナル楽曲が制作されている。
P'UNK〜EN〜CIEL
2004年から2011年にかけて活動していたL'Arc〜en〜Cielのカバーバンド。このバンドは、過去にL'Arc〜en〜Cielとして発表した楽曲をパンク・ロック、ハードロック、ヘヴィメタル調にアレンジしたうえで、パートを変えてセルフカバーするという企画モノで、音源はすべてL'Arc〜en〜Cielのシングルのカップリング曲として発表されていた。

## ライブ・コンサートツアー
*「映像化」の項目では、同じ放送局で再放送されたケースは記載しない。また、映像作品の再発盤についても記載しない

## 出演ライブイベント
| 年     | タイトル                                                       | 会場／映像化                                               | 備考                                                                                    |
| ------ | -------------------------------------------------------------- | ---------------------------------------------------------- | --------------------------------------------------------------------------------------- |
| 1991年 | 大阪城野外音楽堂イベント                                       | 9月14日 大阪城野外音楽堂                                   |                                                                                         |
| 1992年 | 1992 BEATNIK                                                   | 8月27日 大阪アム・ホール                                   |                                                                                         |
| 1992年 | "Will" イベント                                                | 10月3日 クラブチッタ川崎                                   |                                                                                         |
| 1992年 | 『Gimmick』発売記念イベント                                    | 10月10日 クラブチッタ川崎                                  |                                                                                         |
| 1992年 | 目黒鹿鳴館イベント                                             | 10月11日 目黒鹿鳴館                                        |                                                                                         |
| 1992年 | 横浜モンスターイベント                                         | 11月7日 横浜モンスター                                     |                                                                                         |
| 1993年 | 華麗なる魔性                                                   | 3月14日 渋谷公会堂                                         |                                                                                         |
| 1993年 | Rock'n f PRESENTS Subliminal Vision                            | 5月3日 渋谷公会堂                                          |                                                                                         |
| 1993年 | SHOCK AGE '93                                                  | 8月23日 渋谷公会堂                                         |                                                                                         |
| 1993年 | Because the Night Vol.1                                        | 10月19日 渋谷公会堂                                        |                                                                                         |
| 1994年 | L.S.B.                                                         | 8月20日 札幌芸術の森 野外ステージ                          | LUNA SEA、SOFT BALLET、BUCK-TICKによる合同ツアー                                        |
| 1995年 | SHOCK AGE SPECIAL '95                                          | 7月22日 渋谷公会堂                                         |                                                                                         |
| 1995年 | 彩の国秩父ミューズコンサート'95 NACK5 GO-ROCK                  | 8月20日 秩父ミューズパーク                                 |                                                                                         |
| 1995年 | Kiss Miss Live                                                 | 10月21日 名古屋ダイヤモンドホール                          |                                                                                         |
| 2001年 | 映画『FINAL FANTASY』試写会                                    | 8月29日 東京国際フォーラム                                 | シークレットゲスト                                                                      |
| 2003年 | 天嘉 弐 -DANGER II-                                            | 12月26日 日本武道館                                        | 所属事務所イベント シークレットゲスト                                                   |
| 2004年 | THE ROCK ODYSSEY 2004                                          | 7月24日 大阪ドーム 7月25日 横浜国際総合競技場              | 両日出演                                                                                |
| 2004年 | 鋼の錬金術師FESTIVAL                                           | 12月19日 大阪城ホール 12月26日 国立代々木競技場 第一体育館 | 両日出演 いずれもシークレットゲスト                                                     |
| 2004年 | 天嘉 参 -DANGER III-                                           | 12月25日 日本武道館                                        | 所属事務所イベント シークレットゲスト                                                   |
| 2005年 | 劇場版 鋼の錬金術師 シャンバラを征く者 前夜祭                  | 7月22日 東京国際フォーラム                                 | シークレットゲスト                                                                      |
| 2005年 | MBS ANIME FES.'05                                              | 7月30日 大阪城西の丸庭園                                   | シークレットゲスト                                                                      |
| 2007年 | INCHEON PENTAPORT ROCK FESTIVAL 2007                           | 7月28日 韓国・仁川広域市                                   | ヘッドライナー出演 （日本人アーティスト初）                                             |
| 2011年 | テレビ朝日ドリームフェスティバル 2011                          | 9月23日 日本武道館                                         | ヘッドライナー出演                                                                      |
| 2014年 | SAYONARA 国立競技場FINAL WEEK JAPAN NIGHT "Japan to the World" | 5月29日 国立競技場 (現：旧国立競技場)                      | ヘッドライナー出演 建て替え前の国立競技場（現：旧国立競技場）における最後の音楽イベント |

## 記録

### 売上記録
| オリコンチャート - CD総売上枚数：約2,950.4万枚 - アルバム首位獲得数：8作 - アルバムミリオンセラー獲得数：6作 - シングル首位獲得数：21作 - シングルミリオンセラー獲得数：5作 - DVD総合チャート首位獲得数：7作 - BD総合チャート首位獲得数：3作 - ミュージックDVD・BDランキング首位獲得数：3作 - 同一アーティストによる最多週間シングルチャートTOP30入り：15作 (2006年) - VHS・DVD合算総売上ダブルミリオン達成 (2011年) | Billboard JAPANチャート - Hot 100首位獲得数：1作 - Top Albums Sales首位獲得数：1作 - Top Singles Sales首位獲得数：2作 - Hot Animation首位獲得数：1作 日本レコード協会 - ゴールド以上認定アルバム作品数：17作 - ゴールド以上認定シングル作品数：35作 - ゴールド以上認定着うた作品数：1作 - ゴールド以上認定着うたフル・シングルトラック作品数：26作 - ゴールド以上認定ストリーミング作品数：2作 |

| 順位 | アルバム                    | アルバム                    | シングル                 | シングル                 | シングルトラック    | シングルトラック    | ストリーミング    | ストリーミング    |
| ---- | --------------------------- | --------------------------- | ------------------------ | ------------------------ | ------------------- | ------------------- | ----------------- | ----------------- |
| 1    | 『ark』                     | 『ark』                     | 「HONEY」                | 「HONEY」                | 「DAYBREAK'S BELL」 | 「DAYBREAK'S BELL」 | 「HONEY」         | 「HONEY」         |
| 1    | 2ミリオン                   | 1999年7月認定               | ミリオン                 | 1998年8月認定            | プラチナ            | 2009年9月認定       | ゴールド          | 2025年2月認定     |
| 2    | 『ray』                     | 『ray』                     | 「snow drop」            | 「snow drop」            | 「READY STEADY GO」 | 「READY STEADY GO」 | 「Driver's High」 | 「Driver's High」 |
| 2    | 2ミリオン                   | 1999年7月認定               | ミリオン                 | 1998年10月認定           | プラチナ            | 2012年4月認定       | ゴールド          | 2025年3月認定     |
| 3    | 『HEART』                   | 『HEART』                   | 「HEAVEN'S DRIVE」       | 「HEAVEN'S DRIVE」       | 「Link」            | 「Link」            | -                 | -                 |
| 3    | ミリオン                    | 1998年3月認定               | ミリオン                 | 1999年4月認定            | プラチナ            | 2014年1月認定       | -                 | -                 |
| 4    | 『True』                    | 『True』                    | 「NEO UNIVERSE／finale」 | 「NEO UNIVERSE／finale」 | 「Driver's High」   | 「Driver's High」   | -                 | -                 |
| 4    | ミリオン                    | 1997年8月認定               | ミリオン                 | 2000年9月認定            | プラチナ            | 2015年3月認定       | -                 | -                 |
| 5    | 『Clicked Singles Best 13』 | 『Clicked Singles Best 13』 | 「花葬」                 | 「花葬」                 | 「HONEY」           | 「HONEY」           | -                 | -                 |
| 5    | ミリオン                    | 2001年3月認定               | ミリオン                 | 1998年8月認定            | プラチナ            | 2016年12月認定      | -                 | -                 |

### 受賞記録
| 受賞日         | 賞                                                                          | 受賞作品等                                 |
| -------------- | --------------------------------------------------------------------------- | ------------------------------------------ |
| 1997年12月27日 | SPACE SHOWER Music Video Awards '97 “BEST GROUP CLIP”                       | Music Clip「虹」                           |
| 1998年11月21日 | 第31回全日本有線放送大賞 “大賞”                                             | Sg「HONEY」                                |
| 1998年11月21日 | 第31回全日本有線放送大賞 “最多リクエスト歌手賞”                             |                                            |
| 1998年12月31日 | 第40回日本レコード大賞 “優秀作品賞”                                         | Sg「HONEY」                                |
| 1999年3月1日   | 第36回ゴールデン・アロー賞 “音楽賞”                                         |                                            |
| 1999年3月1日   | 第36回ゴールデン・アロー賞 “グランプリ”                                     |                                            |
| 1999年3月3日   | 第13回日本ゴールドディスク大賞 “SONG OF THE YEAR”                           | Sg「HONEY」「花葬」「snow drop」           |
| 1999年3月3日   | 第13回日本ゴールドディスク大賞 “ROCK ALBUM OF THE YEAR”                     | Al『HEART』                                |
| 1999年12月7日  | 1999年度ベストドレッサー賞                                                  |                                            |
| 1999年12月27日 | SPACE SHOWER Music Video Awards '99 “BEST VIDEO OF THE YEAR”                | Music Clip「Pieces」                       |
| 2000年3月15日  | 第14回日本ゴールドディスク大賞 “SONG OF THE YEAR”                           | Sg「HEAVEN'S DRIVE」                       |
| 2000年3月15日  | 第14回日本ゴールドディスク大賞 “ROCK ALBUM OF THE YEAR”                     | Al『ark』『ray』、シングル「NEO UNIVERSE」 |
| 2000年12月23日 | SPACE SHOWER Music Video Awards '00 “BEST GROUP VIDEO”                      | Music Clip「STAY AWAY」                    |
| 2000年12月23日 | SPACE SHOWER Music Video Awards '00 “BEST VIDEO OF THE YEAR”                | Music Clip「STAY AWAY」                    |
| 2001年3月13日  | 第15回日本ゴールドディスク大賞 “ROCK ALBUM OF THE YEAR”                     | Al『REAL』                                 |
| 2002年3月13日  | 第16回日本ゴールドディスク大賞 “ROCK ALBUM OF THE YEAR”                     | Al『Clicked Singles Best 13』              |
| 2006年3月17日  | SPACE SHOWER Music Video Awards '06 “ART DIRECTION VIDEO WINNERS”           | Music Clip「叙情詩」                       |
| 2006年         | 平成17年度文化庁メディア芸術祭 エンターテインメント部門 審査委員会推薦作品  | Music Clip「叙情詩」                       |
| 2008年2月21日  | Yahoo!ミュージックアワード2007 “ベストグループ最優秀賞”                     |                                            |
| 2008年3月      | J-MELO Awards 第1回「アーティスト別 (2007年)」第1位 “Most Requested Artist” |                                            |
| 2009年3月      | J-MELO Awards 第2回「アーティスト別 (2008年)」第1位 “Most Requested Artist” |                                            |
| 2010年3月      | J-MELO Awards 第3回「アーティスト別 (2009年)」第1位 “Most Requested Artist” |                                            |
| 2012年3月      | J-MELO Awards 第5回「アーティスト別 (2011年)」第1位 “Most Requested Artist” |                                            |

## タイアップ
*原則として、楽曲がシングルに収録されている場合は、収録シングルタイトルを記載する
*放送開始日・公開日などは、全て日本における日付を記載する
*※が付与されているタイアップは、メンバー4人が出演したものを指す
| 曲名                                         | 内容 | オンエア期間など                | 収録作品                                              |
| -------------------------------------------- | --- | ------------------------------- | ----------------------------------------------------- |
| Blurry Eyes                                  | 日本テレビ系テレビアニメ『D・N・A² 〜何処かで失くしたあいつのアイツ〜』オープニングテーマ                                    | 1994年10月7日 - 同年12月23日    | 1stSg「Blurry Eyes」                                  |
| Vivid Colors                                 | 日本テレビ系番組『ぐるぐるナインティナイン』エンディングテーマ                                                               | 1995年7月2日 - 同年9月24日      | 2ndSg「Vivid Colors」                                 |
| Brilliant Years                              | 日本テレビ系番組『しんドラ』エンディングテーマ                                                                               | 1995年4月11日 - 同年6月27日     | 2ndSg「Vivid Colors」                                 |
| 夏の憂鬱 [time to say good-bye]              | TBS系番組『M-Navi』エンディングテーマ                                                                                        | 1995年10月6日 - 同年11月24日    | 3rdSg「夏の憂鬱 [time to say good-bye]」              |
| 風にきえないで                               | フジテレビ系番組『猛烈アジア太郎』エンディングテーマ                                                                         | 1996年7月1日 - 同年7月31日      | 4thSg「風にきえないで」                               |
| 風にきえないで                               | 日本テレビ系番組『ミュージックパーク』エンディングテーマ                                                                     | 1996年8月1日 - 同年8月31日      | 4thSg「風にきえないで」                               |
| flower                                       | フジテレビ系番組『プロ野球ニュース』テーマソング                                                                             | 1996年10月1日 - 1997年3月10日   | 5thSg「flower」                                       |
| Lies and Truth                               | テレビ東京系番組『TOWER COUNTDOWN』エンディングテーマ                                                                        | 1996年12月2日 - 同年12月30日    | 6thSg「Lies and Truth」                               |
| the Fourth Avenue Café                       | フジテレビ系テレビアニメ『るろうに剣心 -明治剣客浪漫譚-』第4期エンディングテーマ                                             | 1997年2月12日 - 同年3月5日      | 29thSg「the Fourth Avenue Café」                      |
| 虹                                           | ソニー・ピクチャーズ エンタテインメント配給映画『劇場版 るろうに剣心 -明治剣客浪漫譚- 維新志士への鎮魂歌』オープニングテーマ | 1997年12月20日 （公開）         | 7thSg「虹」                                           |
| winter fall                                  | テレビ朝日系列放送・アメリカCBS製作ドラマ『シカゴ・ホープ』第2シーズンイメージソング                                         | 1998年1月14日 - 同年3月11日     | 8thSg「winter fall」                                  |
| milky way                                    | TBS系番組『ワンダフル』テーマソング                                                                                          | 1998年3月2日 - 同年3月30日      | 5thAl『HEART』                                        |
| Shout at the Devil                           | ダイハツ工業「ムーヴエアロダウンカスタムXX」CMソング                                                                         | 1998年5月6日 - 同年9月30日      | 5thAl『HEART』                                        |
| DIVE TO BLUE                                 | TBS系番組『特捜!芸能ポリスくん』エンディングテーマ                                                                           | 1998年4月8日 - 同年9月16日      | 9thSg「DIVE TO BLUE」                                 |
| DIVE TO BLUE                                 | 「NTTパーソナル関西」CMソング ※                                                                                              | 1998年6月6日 - 同年9月30日      | 9thSg「DIVE TO BLUE」                                 |
| HONEY                                        | TBS系番組『スーパーサッカー』テーマソング                                                                                    | 1998年5月2日 - 同年9月30日      | 10thSg「HONEY」                                       |
| HONEY                                        | 「NTTパーソナル関西」CMソング                                                                                                | 1998年6月6日 - 同年9月30日      | 10thSg「HONEY」                                       |
| HONEY                                        | TOKYO MX・BS11系テレビアニメ『ReLIFE』第4話エンディングテーマ                                                                | 2016年7月23日                   | 10thSg「HONEY」                                       |
| 花葬                                         | テレビ朝日系番組『真相究明!噂のファイル』エンディングテーマ                                                                  | 1998年7月4日 - 同年9月12日      | 11thSg「花葬」                                        |
| 浸食 〜lose control〜                        | トライスターピクチャーズ/東宝配給映画『GODZILLA』挿入曲                                                                      | 1998年7月11日 （公開）          | 12thSg「浸食 〜lose control〜」                       |
| forbidden lover                              | 日本テレビ系番組『知ってるつもり?!』テーマソング                                                                             | 1998年10月11日 - 1999年3月21日  | 14thSg「forbidden lover」                             |
| snow drop                                    | フジテレビ系ドラマ『走れ公務員! POLICE WOMAN』主題歌                                                                         | 1998年10月13日 - 同年12月22日   | 13thSg「snow drop」                                   |
| What is love                                 | TBS系番組『エクスプレス』テーマソング                                                                                        | 1999年3月29日 - 2000年9月29日   | 6thAl『ark』                                          |
| It's the end                                 | PlayStation用ゲームソフト『グランディア』CMイメージソング                                                                    | 1999年6月19日 - 同年7月4日      | 7thAl『ray』                                          |
| Driver's High                                | フジテレビ系テレビアニメ『GTO』第1期オープニングテーマ                                                                       | 1999年6月30日 - 同年12月19日    | 17thSg「Driver's High」                               |
| Driver's High                                | フジテレビ系テレビアニメ『GTO』44話・45話エンディングテーマ                                                                  | 1999年6月30日 - 同年12月19日    | 17thSg「Driver's High」                               |
| Driver's High                                | ORIHICA 特別WEB動画『フレッシャーズ応援特別ムービー ～Driver's High～』                                                      | 2024年12月24日 （公開）         | 17thSg「Driver's High」                               |
| Driver's High                                | カーセンサー「Carsensor's High篇」CMソング                                                                                   | 2025年3月1日 - 同年3月31日      | 17thSg「Driver's High」                               |
| Pieces                                       | ソーテック「e-one 500」CMソング                                                                                              | 1999年7月24日 - 同年9月30日     | 16thSg「Pieces」                                      |
| LOVE FLIES                                   | テレビ朝日系ドラマ『青い鳥症候群』主題歌                                                                                     | 1999年10月16日 - 同年12月11日   | 18thSg「LOVE FLIES」                                  |
| LOVE FLIES                                   | キヤノン「WonderBJ」CMソング ※                                                                                               | 1999年10月25日 - 同年12月5日    | 18thSg「LOVE FLIES」                                  |
| いばらの涙                                   | テレビ朝日系ドラマ『青い鳥症候群』テーマソング                                                                               | 1999年10月16日 - 同年12月11日   | 7thAl『ray』                                          |
| trick -new wave of japanese heavy metal mix- | ツーカーセルラー東京・東海「EZweb 誕生キャンペーン」CMイメージソング                                                         | 1999年11月20日 - 同年12月12日   | 19thSg「NEO UNIVERSE／finale」                        |
| NEO UNIVERSE                                 | 資生堂「ピエヌ」CMソング | 2000年1月1日 - 同年 3月20日     | 19thSg「NEO UNIVERSE／finale」                        |
| finale                                       | 東宝配給映画『リング0 バースデイ』主題歌                                                                                     | 2000年1月22日 （公開）          | 19thSg「NEO UNIVERSE／finale」                        |
| finale                                       | キヤノン「WonderBJ」CMソング ※                                                                                               | 2000年3月16日 - 同年9月30日     | 19thSg「NEO UNIVERSE／finale」                        |
| hole                                         | 東宝配給映画『リング0 バースデイ』挿入曲                                                                                     | 2000年1月22日 （公開）          | 19thSg「NEO UNIVERSE／finale」                        |
| STAY AWAY                                    | 資生堂「ピエヌ」CMソング | 2000年6月1日 - 未詳             | 20thSg「STAY AWAY」                                   |
| fate [everybody knows but god mix]           | PlayStation用ゲームソフト『ディノクライシス2』イメージソング                                                                 | 2000年9月13日 （発売）          | RemixAl『ectomorphed works』                          |
| get out from the shell -asian version-       | トヨタ自動車アジア地区CMソング（日本以外のアジア地域限定）                                                                   | 未詳                            | 8thAl『REAL』                                         |
| Spirit dreams inside                         | ギャガ＝ヒューマックス配給映画『FINAL FANTASY』主題歌                                                                        | 2001年7月11日 （公開）          | 21stSg「Spirit dreams inside -another dream-」        |
| READY STEADY GO                              | MBS・TBS系テレビアニメ『鋼の錬金術師』第2期オープニングテーマ                                                                | 2004年1月10日 - 同年3月27日     | 22ndSg「READY STEADY GO」                             |
| READY STEADY GO                              | 養楽多 投資有限公司「養楽多」CMソング（中国）                                                                                | 未詳                            | 22ndSg「READY STEADY GO」                             |
| READY STEADY GO                              | ORIHICA 特別WEB動画『READY SUITS GO』                                                                                        | 2024年1月19日 （公開）          | 22ndSg「READY STEADY GO」                             |
| 瞳の住人                                     | エクシング「ポケメロJOYSOUND」CMソング                                                                                       | 2004年2月25日 - 未詳            | 23rdSg「瞳の住人」                                    |
| 瞳の住人                                     | 上海江崎格力高食品「慕纱」CMソング（中国）                                                                                   | 未詳                            | 23rdSg「瞳の住人」                                    |
| 自由への招待                                 | ダイハツ工業「ムーヴカスタム Vセレクション」CMソング                                                                         | 2004年5月12日 - 同年12月31日    | 24thSg「自由への招待」                                |
| Killing Me                                   | テレビ朝日系番組『Matthew's Best Hit TV』エンディングテーマ                                                                  | 2005年1月5日 - 同年3月31日      | 25thSg「Killing Me」                                  |
| New World                                    | 日本テレビ系プロ野球中継番組『1球の緊張感 THE LIVE 2005』上半期テーマソング                                                  | 2005年4月1日 - 同年7月23日      | 26thSg「New World」                                   |
| 叙情詩                                       | 日本テレビ系番組『スーパーテレビ情報最前線』エンディングテーマ                                                               | 2005年4月11日 - 同年6月27日     | 27thSg「叙情詩」                                      |
| AS ONE                                       | GyaO『サッカープレミアム』イメージソング                                                                                     | 2005年6月1日 - 同年6月7日       | 10thAl『AWAKE』                                       |
| Link                                         | エクシング「ポケメロJOYSOUND」CMソング                                                                                       | 2005年7月1日 - 同年9月30日      | 28thSg「Link」                                        |
| Link                                         | 松竹配給映画『劇場版 鋼の錬金術師 シャンバラを征く者』オープニングテーマ                                                     | 2005年7月23日 （公開）          | 28thSg「Link」                                        |
| LOST HEAVEN                                  | 松竹配給映画『劇場版 鋼の錬金術師 シャンバラを征く者』エンディングテーマ                                                     | 2005年7月23日 （公開）          | 10thAl『AWAKE』                                       |
| twinkle, twinkle                             | 王子ネピア「nepia」CMソング（中国）                                                                                          | 未詳                            | 10thAl『AWAKE』                                       |
| SEVENTH HEAVEN                               | 日本テレビ系番組『スポーツうるぐす』テーマソング                                                                             | 2007年4月1日 - 同年6月3日       | 30thSg「SEVENTH HEAVEN」                              |
| SHINE                                        | NHK-BS2衛星アニメ劇場枠テレビアニメ『精霊の守り人』オープニングテーマ                                                        | 2007年4月7日 - 同年9月29日      | 35thSg「NEXUS 4／SHINE」                              |
| SHINE                                        | 上海江崎格力高食品「慕纱」CMソング（中国）                                                                                   | 未詳                            | 35thSg「NEXUS 4／SHINE」                              |
| Feeling Fine                                 | 台湾麒麟啤酒「麒麟〈生〉激暢ビール」CMソング（台湾）                                                                         | 未詳                            | 9thAl『SMILE』                                        |
| MY HEART DRAWS A DREAM                       | 富士重工業「スバル・レガシィ」CMソング                                                                                       | 2007年5月16日 - 2008年5月8日    | 31stSg「MY HEART DRAWS A DREAM」                      |
| MY HEART DRAWS A DREAM                       | 上海江崎格力高食品「慕纱」CMソング（中国）                                                                                   | 未詳                            | 31stSg「MY HEART DRAWS A DREAM」                      |
| DAYBREAK'S BELL                              | エムティーアイ「music.jp」CMソング                                                                                           | 未詳                            | 32ndSg「DAYBREAK'S BELL」                             |
| DAYBREAK'S BELL                              | MBS・TBS系テレビアニメ『機動戦士ガンダム00』(ファーストシーズン) 第1期オープニングテーマ                                     | 2007年10月6日 - 2008年1月5日    | 32ndSg「DAYBREAK'S BELL」                             |
| DAYBREAK'S BELL                              | MBS・TBS系テレビアニメ『機動戦士ガンダム00』(ファーストシーズン) 第25話エンディングテーマ                                    | 2008年3月29日                   | 32ndSg「DAYBREAK'S BELL」                             |
| DAYBREAK'S BELL                              | MBS・TBS系テレビアニメ『機動戦士ガンダム00』(セカンドシーズン) 第25話エンディングテーマ                                      | 2009年3月29日                   | 32ndSg「DAYBREAK'S BELL」                             |
| Hurry Xmas                                   | 福岡県・天神主催イベント「天神のクリスマスへ行こう2007」テーマソング                                                         | 2007年11月16日 - 同年12月25日   | 33rdSg「Hurry Xmas」                                  |
| Hurry Xmas                                   | 富士重工業「スバル・レガシィ」CMソング                                                                                       | 2008年11月26日 - 同年12月25日   | 33rdSg「Hurry Xmas」                                  |
| DRINK IT DOWN                                | PlayStation 3・Xbox 360・PC用ゲーム『デビルメイクライ4』テーマソング                                                         | 2008年1月31日 （発売）          | 34thSg「DRINK IT DOWN」                               |
| DRINK IT DOWN                                | PlayStation 4・Xbox One・PC用ゲーム『デビルメイクライ4 スペシャルエディション』テーマソング                                  | 2015年6月18日 （発売）          | 34thSg「DRINK IT DOWN」                               |
| NEXUS 4                                      | 富士重工業「スバル・レガシィ」CMソング                                                                                       | 2008年5月9日 - 同年11月25日     | 35thSg「NEXUS 4／SHINE」                              |
| NEXUS 4                                      | 上海江崎格力高食品「慕纱」CMソング（中国）                                                                                   | 未詳                            | 35thSg「NEXUS 4／SHINE」                              |
| BLESS                                        | NHKバンクーバーオリンピック・パラリンピック放送テーマソング                                                                  | 2010年2月12日 - 未詳            | 36thSg「BLESS」                                       |
| I Love Rock'n Roll                           | ペプシコーラ「PEPSI NEX」CMソング ※                                                                                          | 2010年3月2日 - 未詳             | 配信限定Sg「I Love Rock'n Roll」                      |
| GOOD LUCK MY WAY                             | 松竹/アニプレックス配給映画『鋼の錬金術師 嘆きの丘の聖なる星』主題歌                                                         | 2011年7月2日 （公開）           | 37thSg「GOOD LUCK MY WAY」                            |
| CHASE                                        | ワーナー・ブラザース映画配給映画『ワイルド7』主題歌                                                                          | 2011年12月21日 （公開）         | 39thSg「CHASE」                                       |
| Don't be Afraid                              | PlayStation VR向けミュージックビデオ『Don't be Afraid -Biohazard×L'Arc-en-Ciel on PlayStationVR』                            | 2016年11月17日 （配信開始）     | 41stSg「Don't be Afraid」                             |
| Don't be Afraid                              | ソニー・ピクチャーズ エンタテインメント配給映画『バイオハザード: ザ・ファイナル』日本語吹替版主題歌                          | 2016年12月23日 （日本公開）     | 41stSg「Don't be Afraid」                             |
| Don't be Afraid -English version-            | ソニー「ハイレゾ級ワイヤレス MDR-1000X」CMソング ※                                                                           | 2016年10月17日 - 未詳           | 配信限定Sg「Don't be Afraid -English version-」       |
| FOREVER                                      | 日本テレビ系テレビアニメ『EDENS ZERO』第2期オープニングテーマ                                                                | 2021年7月4日 - 同年10月3日      | 配信限定Sg「FOREVER (Anime Edit)」、43rdSg「FOREVER」 |
| ミライ                                       | PC用オンラインゲーム『BLUE PROTOCOL』オープニングテーマソング                                                                | 2023年6月14日 （サービス開始）  | 42ndSg「ミライ」                                      |
| ミライ                                       | PlayStation 5・Xbox Series X/S用オンラインゲーム『BLUE PROTOCOL』オープニングテーマ                                          | 2023年12月13日 （サービス開始） | 42ndSg「ミライ」                                      |
| YOU GOTTA RUN                                | テレビ東京系テレビアニメ『BEYBLADE X』第2期オープニングテーマ                                                                | 2024年10月18日 - 2025年3月28日  | 44thSg「YOU GOTTA RUN」                               |
| YOU GOTTA RUN -English version-              | テレビ東京系テレビアニメ『BEYBLADE X』海外版オープニングテーマ                                                               | 2025年4月26日 - 未詳            | -                                                     |

## 出演

### ラジオ
※レギュラー、パーソナリティ出演のみ記載
- FM NACK5・MIDNIGHT ROCK CITY （1995年10月3日 - 1996年3月26日）
- FM北海道・FM ROCK KIDS（1996年7月6日 - 1996年9月28日）
- TBSラジオ・ボンジュール! L'Arc〜en〜Ciel（1996年10月7日 - 1997年3月11日）
- ニッポン放送・L'Arc〜en〜Cielのオールナイトニッポン（1998年8月28日・2005年7月8日）
- ニッポン放送・L'Arc〜en〜CielのOH! DAIBA TO BLUE（1998年10月5日 - 1999年6月26日）
- TOKYO FM・やまだひさしのラジアンリミテッド内のコーナー「FLYING〜L'Arc〜ATTACK」（1999年10月4日 - 2002年3月28日）

### テレビ

#### CM出演
- NTTパーソナル関西（1998年）
- サントリー・BOSS（1998年）
- キヤノン・WonderBJ（1999年 - 2000年）
- ペプシコーラ・PEPSI NEX（2010年）
- ソニー・ハイレゾ級ワイヤレス MDR-1000X（2016年）

#### NHK紅白歌合戦出場歴
※出演順は「出演順/出場者数」で表す
| 年度   | 放送回 | 回 | 曲目           | 出演順 | 備考           |
| ------ | ------ | -- | -------------- | ------ | -------------- |
| 1998年 | 第49回 | 初 | HONEY          | 11/25  | 紅白初出場     |
| 1999年 | 第50回 | 2  | HEAVEN'S DRIVE | 15/27  |                |
| 2000年 | 第51回 | 3  | STAY AWAY      | 15/28  |                |
| 2010年 | 第61回 | 4  | BLESS          | 11/22  | 10年ぶりの出場 |
| 2011年 | 第62回 | 5  | CHASE          | 09/25  |                |